# タトラ (自動車)
タトラ（Tatra）は、チェコの自動車・ディーゼルエンジン等のメーカー（Tatra a.s.）およびそのブランド名のひとつである。
大型トラックの分野で東ヨーロッパを代表するメーカーであり、悪路踏破能力と耐候性に卓越したトラックを作ることで知られている。かつては空冷エンジンを搭載した大型のリアエンジン乗用車も製造していたが、1998年に乗用車分野から撤退した。旧共産圏諸国で広く用いられた規格形路面電車であるタトラカーのメーカーとしても知られている。

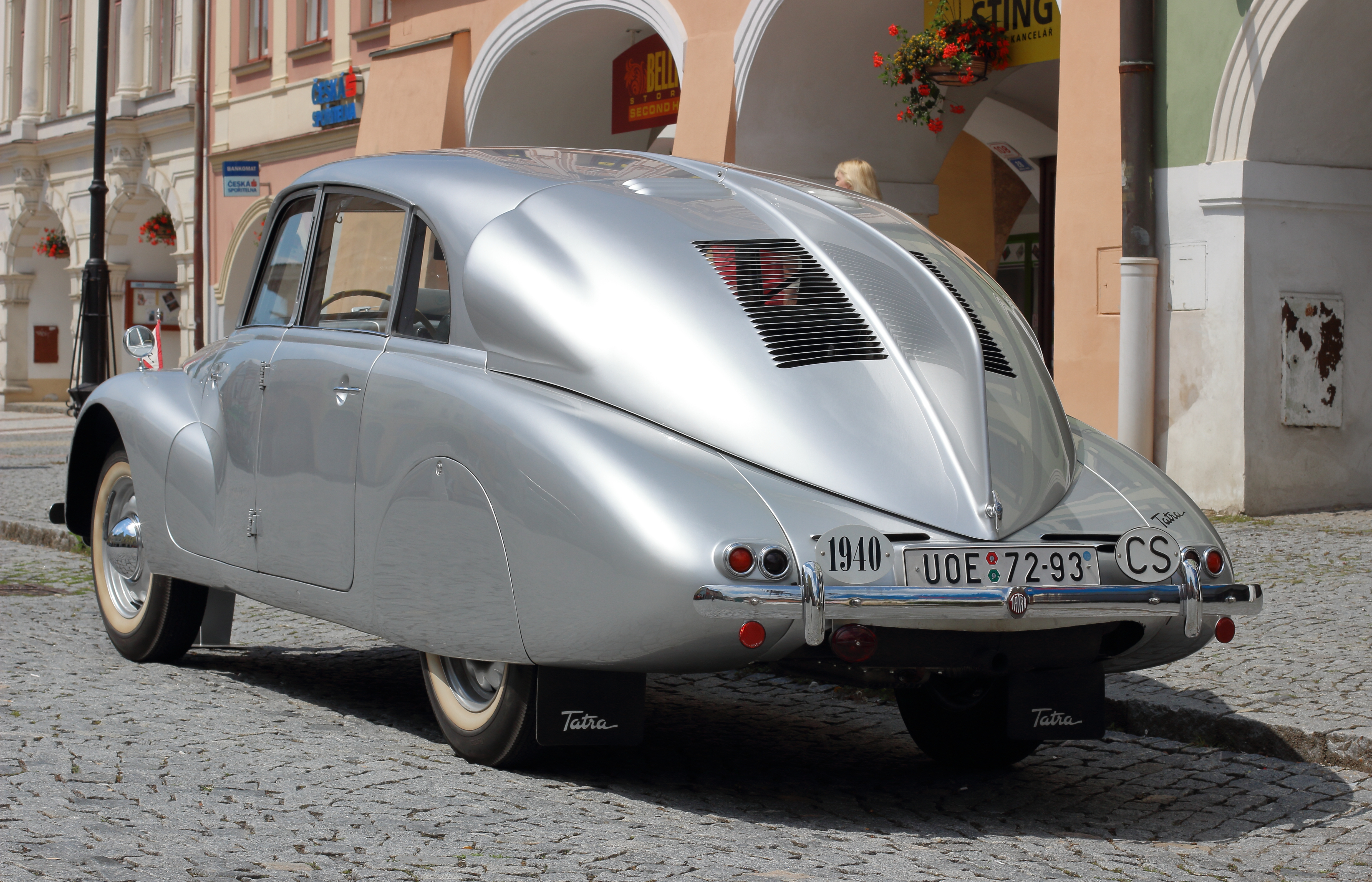
Tatra T87（1936年 - 1950年）

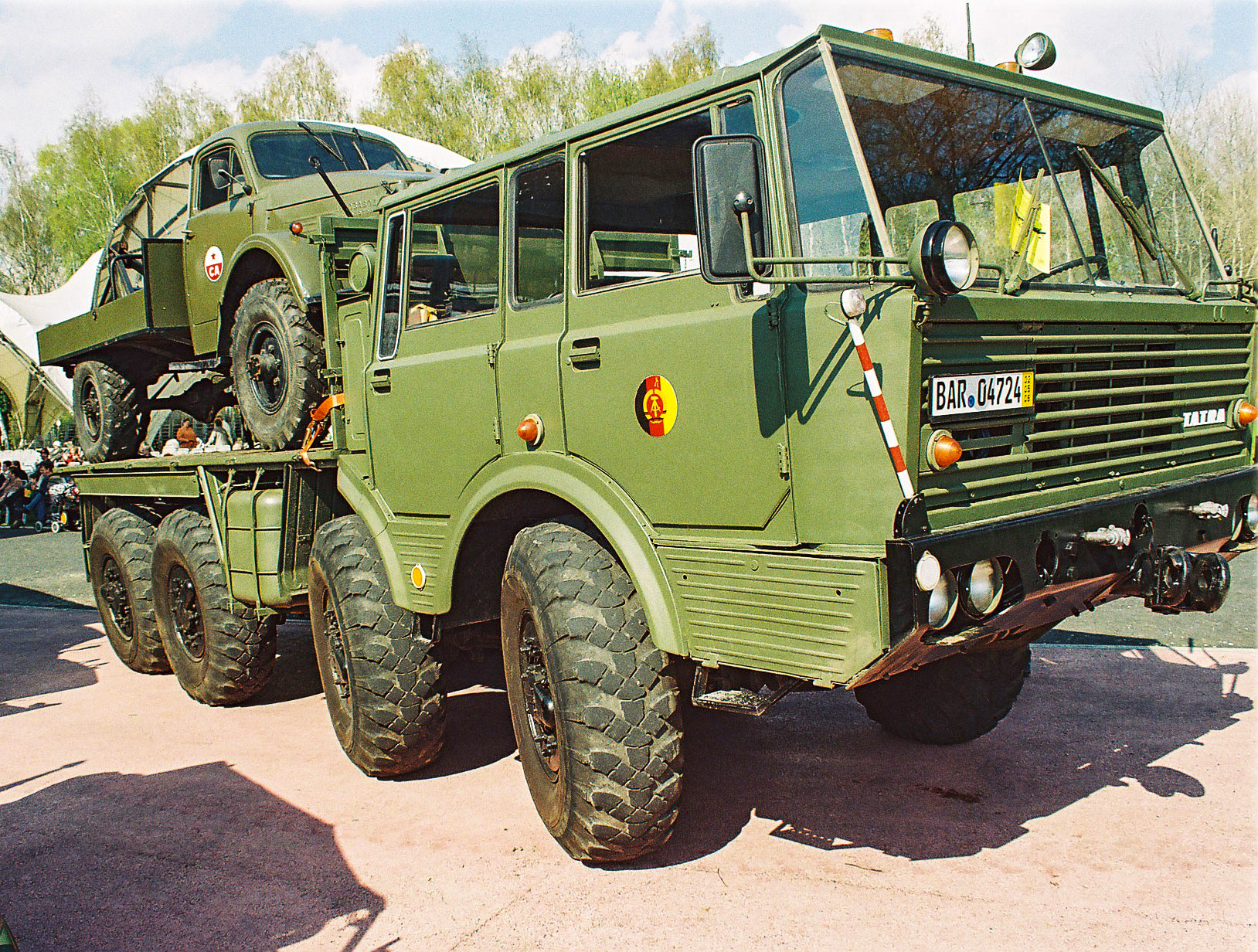
東ドイツ陸軍のTatra T813

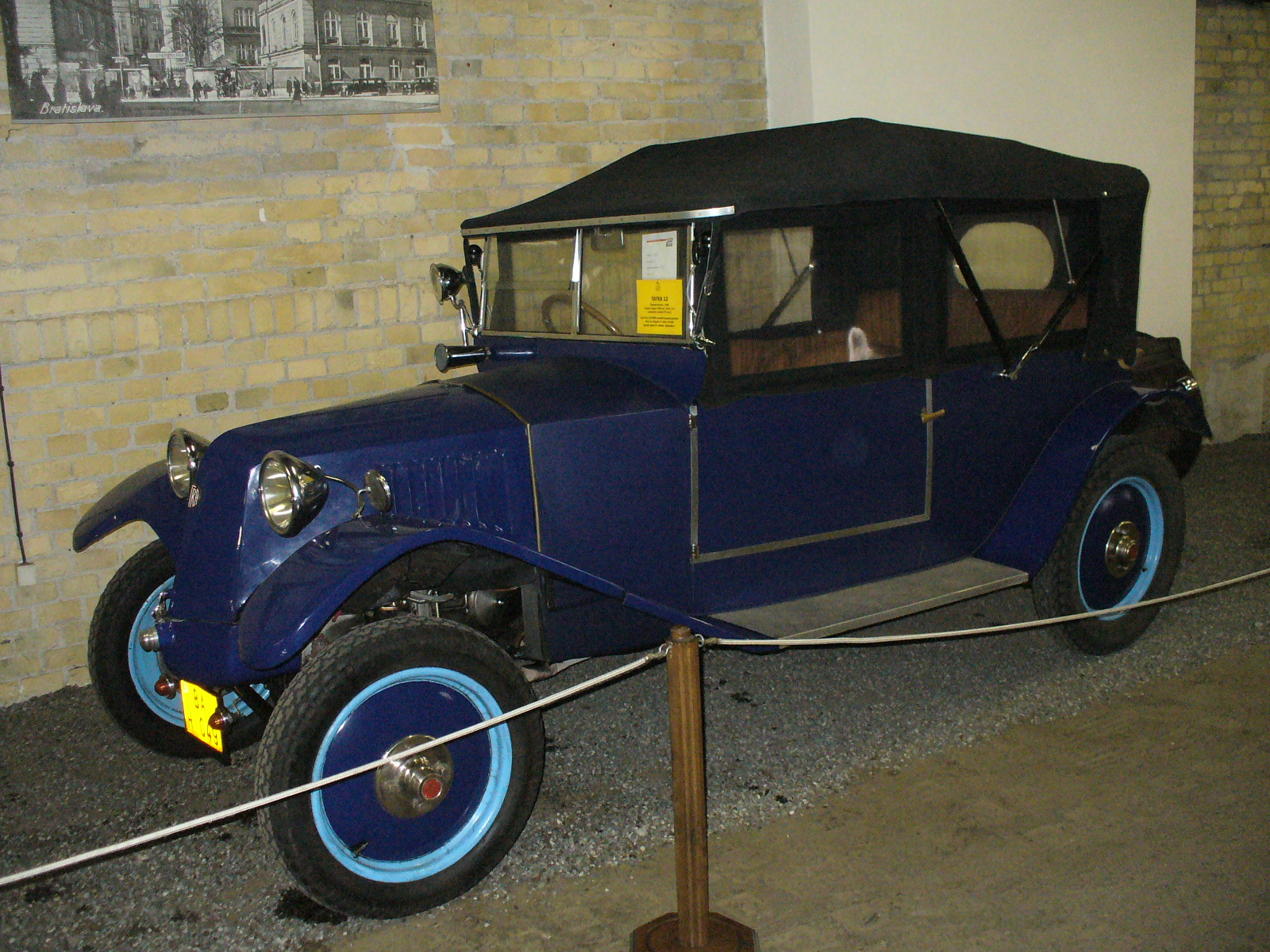
Tatra 12（1929年）

本社・工場はチェコ東部のコプジブニツェ市に所在。社名は旧チェコスロバキアの最高峰であるスロバキアのタトラ山脈にちなむ。

## 概要
チェコ人の実業家、イグナーツ・シュスタラ（Ignác Šustala, 1822年  -  1891年）が1850年、オーストリア・ハンガリー帝国領のネッセルドルフ（Nesseldorf, 現チェコ・コプジブニツェ : Kopřivnice）で、馬車メーカーのネッセルドルフ車両製造会社（Nesseldorf Wagenbau Fabriks Gesellschaft）として開業した。
1881年に鉄道分野に進出して客車の製造を開始。1897年には自動車製造を開始し、ネッセルドルフ車両製造工業会社（Nesselsdorfer Wagenbau-Fabriks-Gesellschaft）に改称した。さらにチェコスロバキア共和国成立にともない、チェコ語地名に合わせてコプジブニツェ輸送機器株式会社（Kopřivnica vozovka, a.s.）に改称した。
「タトラ」ブランドで生産された同社の自動車は、1920年代から1930年代にかけて国際的に高い評価を受けて成功をおさめ、1927年にはタトラ工業株式会社（Zavody Tatra, a.s.）に改称。のちチェコの財閥で、鉄道車両、エレベーターの製造工場やビール醸造所などを経営するリングホッフェル家の傘下に入り、1935年にプラハ・スミーホフに鉄道車両工場を持つリングホッフェル工業株式会社（a.s. Ringhofferovy závody）と合併してリングホッフェル・タトラ株式会社（Ringhoffer-Tatra, a.s.）となり、本社をプラハに移した。この間、自動車のほか鉄道車両、航空機の生産も本格的に手がけた。
1939年のナチスドイツ侵攻にともなってドイツの軍需工場体制に組み込まれたあと、終戦後の1945年、社長のハヌシュ・リングホッフェル（Hanuš Ringhoffer）らリングホッフェル家はナチス協力者として追放され、会社は同年10月の主要重工業企業国有化でタトラ国営会社（Tatra, n.p.）に改組された。傘下にコプジブニツェ工場（トラック、エンジンなど製造）、スミーホフ工場（路面電車、トロリーバス製造）、ブラチスラヴァ工場（土木車両、トラックなど製造及び更新改造工事）、バーノフツェ・ベブラヴォウ支工場（トラック、車軸など製造）、チャドツァ支工場（トラックなど製造）などの各工場を置いた。社会主義政権発足後の計画経済下で乗用車の生産は中止され、一時トラック、バス、鉄道車両の生産に特化したが、1955年には乗用車生産を再開し、大衆車メーカーAZNP社（現・シュコダ・オート社）に対し高級車メーカーとして公用車向けタトラT603などを製造。"タトラカー"路面電車とともに共産圏の各国に広く輸出された。
1989年の体制転換後、1992年に民営化されタトラ株式会社（Tatra a.s.）となったが、西側の自動車メーカーとの競争にさらされてこれまでの主要な市場を失って急速に経営が悪化。乗用車生産を打ち切る一方、軍用車両の受注で経営破綻を免れ、最終的にアメリカ系多国籍企業テレックス社が株式の80.5%を取得して救済した。2006年10月にはチェコの投資ファンド、ブルーリバー（Blue River）が買収。オーストラリアを中心とした欧米市場のほか、中東欧やロシア市場への再進出も図り、2007年には生産能力強化を目的に生産ラインへの大規模投資計画を明らかにした。
しかし世界金融危機の影響で2009年には再び経営が悪化。業績回復を図るため、アメリカのトラックメーカー、ナビスター・インターナショナル社と合同で軍用車両を生産することで合意した。

## 乗用車
タトラ社の前半生における発展は、同社に所属する優れた技術者であったハンス・レドヴィンカ（Hans Ledwinka　1878年2月14日オーストリア・クロスターノイブルク生まれ、1967年3月2日ドイツ・ミュンヘンにて死去）の存在なくして語ることはできない。
SOHC動弁機構、バックボーンフレーム、スイングアクスル式独立懸架、空冷エンジン、リアエンジン方式、流線型車体など、発明自体はレドヴィンカによるものではないが、彼によって積極的に用いられ、他社にまで一般化した自動車技術は枚挙にいとまがない。レドヴィンカが現役であった1930年代のタトラ社は、世界で最も進んだ自動車メーカーの一つだったと言っても、おそらく過言ではなかった。

### 創業期

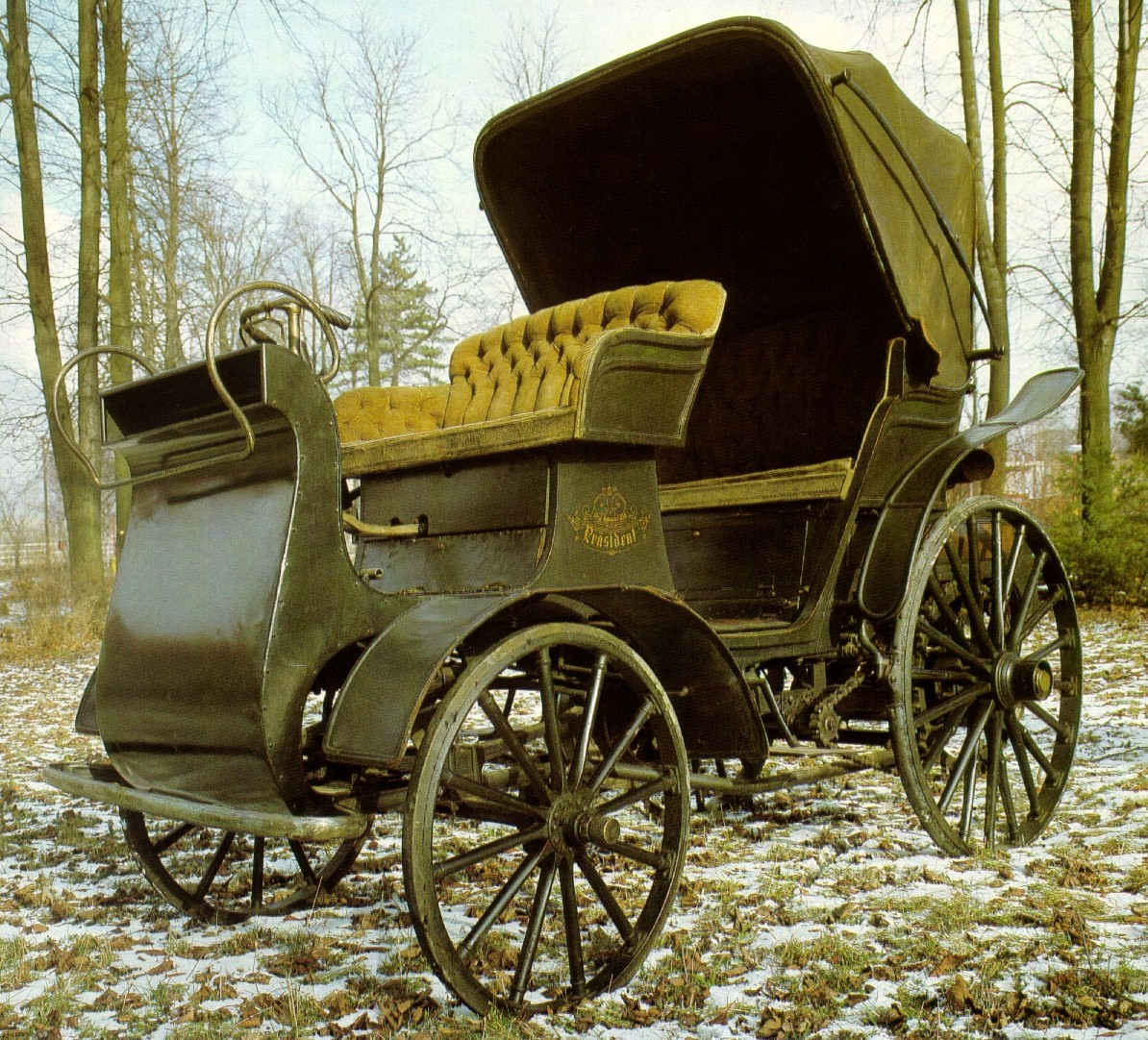
最初の生産車「プレジデント」（1897年）

1897年から、東ヨーロッパで最初のガソリン自動車製造を開始。当初、ドイツのベンツ社から技術導入したため、ベンツ同様のリアエンジン構造であった。1898年にはトラックも自力開発している。
1900年以降の生産モデルは一般的なフロントエンジン形に移行するが、1897年に入社していたものの一時会社を離れていた若い技術者のハンス・レドヴィンカが復帰し、開発を受け持つようになってから急激な発展が始まった。レドヴィンカは1905年、独自設計の新型車「モデルS」を開発した。世界でも最も早い時期にSOHC動弁機構と半球形燃焼室を導入した例である。まず3.3リッターの4気筒モデル「S-4」が開発され、当時としては強力な30HPの出力を発揮して商業的に成功した。当時の自動車市場は限られ、「S-4」の多くはトラック仕様で製造された。
これに2気筒を追加した5リッターの6気筒モデル「S-6」が1909年に開発された。50HP、最高110km/hの高性能車で、レースで優れた成績を上げ、ネッセルドルフ車の評価を定着させた。

### 第一次世界大戦前後と「タトラ」の成立
レドヴィンカは、1914年から翌年にかけてモデルSシリーズより更に強力な「モデルT」シリーズを開発、これらは1920年代中期まで長きにわたって生産された（のちには「タトラ」のネームを付けて販売された）。だが1915年、新たに就任したネッセルドルフの新経営陣は、自動車部門よりも鉄道車両部門を重視する方針を採った。彼らと折り合いの悪くなったレドヴィンカは1916年に退社し、オーストリアのシュタイア社へ移った。
レドヴィンカはシュタイアで、ジョイントレス・スイングアクスルを使った後輪独立懸架車を設計しており、以後このタイプの独立懸架を多用するようになる。ジョイントレス・スイングアクスルは、古く1903年にドイツのアドラー社が開発したシステムで、独立懸架としては最も簡潔なものの一つである。差動装置とかさ歯車を別体とし、かさ歯車がそのまま車軸を揺動させるためのガイド兼ジョイントとなる構造である。左右それぞれの車輪に直結したハーフ・アクスルには、強度やコストの面で不利な自在継手を用いないのが特徴であった。
この方式はのちに、中・高速域での急激な姿勢変動を起こしやすいことから操縦安定性に難点があることが顕在化した。結果、1960年代以降は廃れることになる。しかし1920年代においては自動車の後輪に使用しうる唯一の独立懸架方式であり、その採用は極めて先進的な試みであった。
第一次世界大戦の敗戦でオーストリア・ハンガリー帝国が解体され、ネッセルドルフ市は新たに成立したチェコスロバキア共和国の区域に入った。街の名前もチェコ風のコプジブニツェへと変わり、ネッセルドルフ社もチェコ語名称のコプジブニツェ社（Kopřivnica vozovka a. s.）に改組された。
1919年、ブランド名を「タトラ」に変更している。名称は、スロバキアとポーランドとの国境、カルパチア山系にそびえる名山・タトラ山（最高峰は海抜2,655mのGierlach峰）に由来する。試作した4輪ブレーキ装備車をタトラ山地でテストしたことからのネーミングである（チェコとスロバキアは1993年に分割されるまで一体の国であった）。

### 1920年代 - 1930年代

#### タトラT11

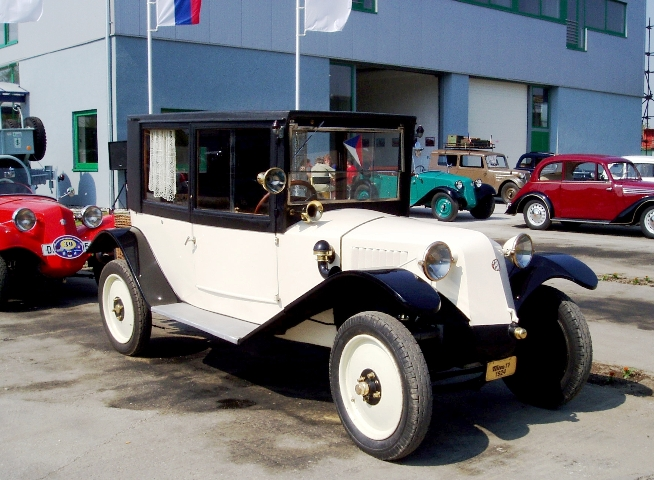
Tatra T11（1924年） 空冷車でフロントグリルはない。

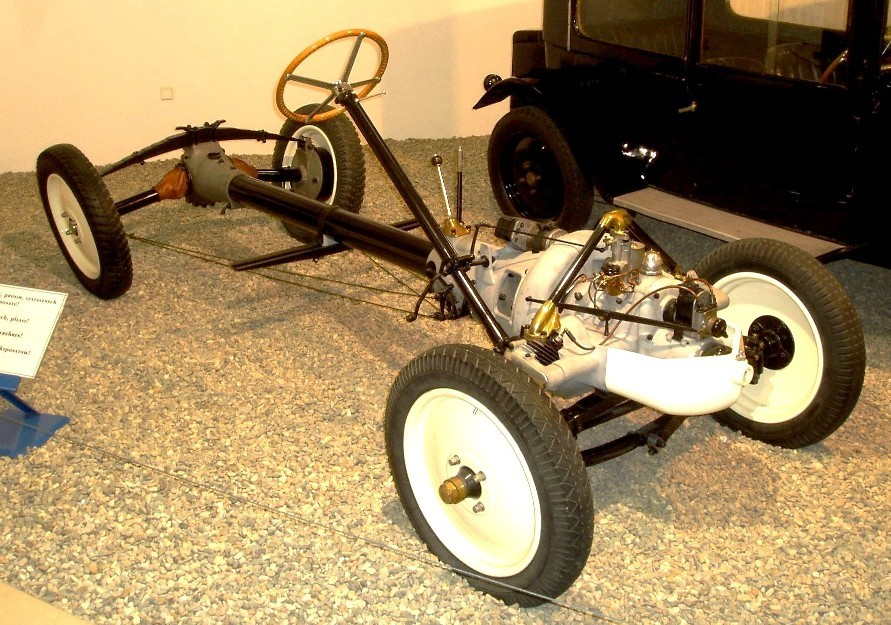
T11のシャシー。この構造は文字通り簡潔さの極致である。

経営者が再び自動車部門重視派に変わったのを機に、ハンス・レドヴィンカが招聘を受けて復帰したのは1921年であった。彼は主任設計者（のち技術担当重役）となり、シュタイア社で果たせなかった小型車の設計に乗り出した。
ブランドがタトラと改称されてから最初の新設計モデルとなった「T11」は、レドヴィンカが交通事故で入院中に着想したもので、1924年に完成した。1100cc・12HPの小型車であるが、シャーシ構造は前例のないユニークなものであった。
鋼管製バックボーンフレームはプロペラシャフトを収めるトルクチューブを兼ねている。フレームの先端に、空冷式水平対向2気筒OHVエンジンと変速機とをスタッドボルト多数で強固に結合、一体的な強度構造の一部とした。フロント固定軸の横置きリーフスプリングはエンジン下に直接固定、後輪は横置きリーフスプリングで吊られたスイングアクスル独立式であった。簡潔さの極致のような車であったが、それゆえ700kgそこそこと軽量で、ごく非力であるが最高速度は70km/h以上に達した。
空冷エンジンは騒音の面で不利であり、また冷却効率の点でも水冷エンジンに劣る。だが、寒冷なチェコスロバキアでは、水冷エンジンは冬期の冷却水凍結という弱点を抱えていた（ロングライフクーラントが出現する遙か以前の時代である）。空冷エンジンは凍結の心配がなく、しかも水冷式エンジンより単純かつ軽量に仕上がる。更に空冷エンジンの冷却上有利な水平対向式レイアウトは、エンジンをコンパクトにもした。レドヴィンカはそれらのメリットを考慮し、敢えて空冷エンジンを採用したのである。
「T11」と改良型の4輪ブレーキ仕様「T12」シリーズは悪路に強く、道路整備の遅れたチェコスロバキアの国情に合致したことで成功、特にトラック仕様「T13」は当時のヒット作となった。T11とその派生モデルは1924年-1933年までに約11,000台が生産された。一方チューンされてフロントサスペンションも独立式としたT11スペシャルは、欧州各地の小型車レースでも好成績を収め、1925年にはタルガ・フローリオの1100ccクラスで優勝した。

### レドヴィンカによるコンセプトの展開

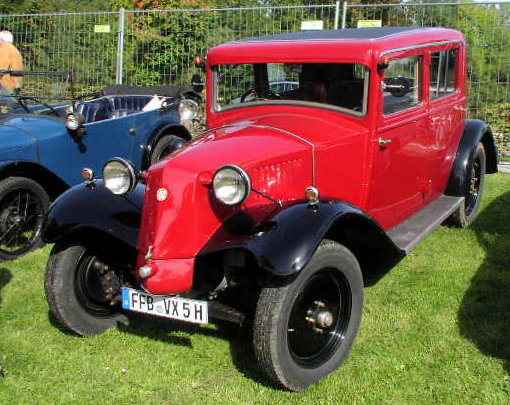
Tatra T30　T11同様、グリルのない独特な形態である。

1927年、社名はブランドと同じタトラ（Zavody Tatra）に変更された。
レドヴィンカはバックボーン・フレームとスイングアクスル式独立懸架を、小型車・大型車、乗用車・トラックの別なく、タトラ車に広く採用した。このレイアウトを大型乗用車や大型トラックに採用する例は世界的には少なく、特異である。
レドヴィンカには、次のような趣旨の発言がある。
「我々は荷車と変わらない固定軸のトラックをいまだに走らせ、道路を日々破壊しているのだ」
彼はスイングアクスルの熱烈な信奉者で、「路面に大きなダメージを与える大型車にこそ（そのダメージを軽減するために、スイングアクスル独立懸架を）積極的に用いるべき」と主張し、自ら実践した。1926年にはセミ・キャブオーバーのT23トラック（4気筒7,478cc64HP、積載量3t）がスイングアクスル装備で登場、更に翌1927年には後輪を二軸とした6輪トラックのT26も開発されている。
タトラの試みに追従するように、チェコ国内の競合メーカーであるシュコダ（Škoda）やプラガ（Praga）も、1930年代にバックボーンフレームやスイングアクスルを装備した乗用車を登場させることになる。このような先端技術のトレンドが、決して自動車先進地域でなかった東ヨーロッパで強力に働いたこと自体、驚くべきことである。
1926年に開発された中型車の「T17」は、外見こそ当時の時流に即した平凡なセダンであったが、中身は前後輪とも独立懸架、かつバックボーンフレーム方式という最先端の車であった。水冷直列6気筒1.9リッターのSOHCエンジンは35HPを発生、のちには2.3リッター40HPの拡大型「T17/31」も製造され、1930年まで存続している。
また1926年には、1.7リッターの空冷水平対向4気筒エンジンを搭載した「T30」シリーズも開発された。これはT11の大型化とも言うべきもので、1933年まで生産されている。

#### 小型空冷モデル

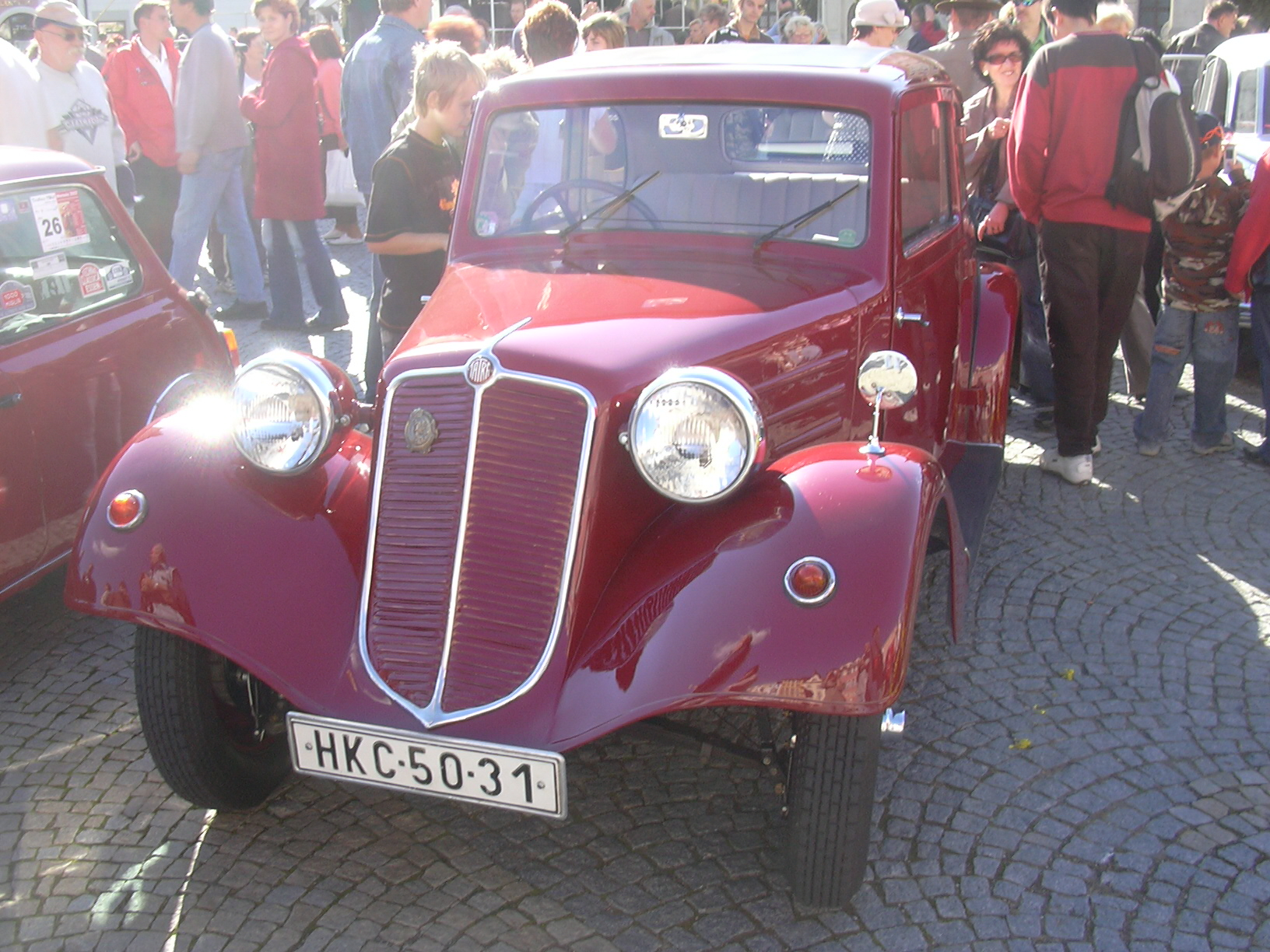
Tatra T57A　この時期になるとダミーグリルが付くようになった。

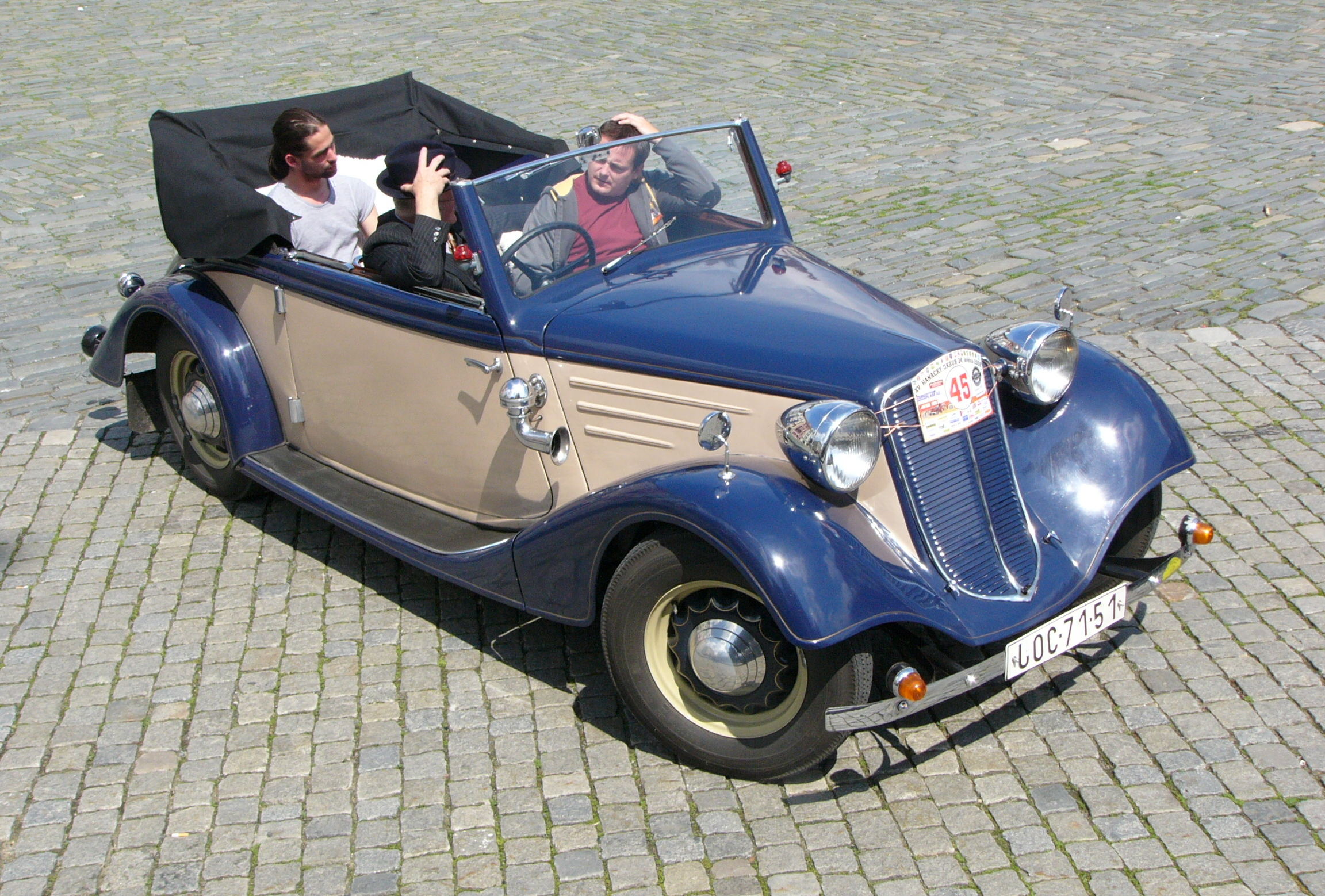
Tatra T75 カブリオレ（1937年モデル）

この時期には既に空冷エンジン車を小型車の主力とする方針が固まっており、1930年には、T30の流れを汲む水平対向4気筒1.9リッターの30HP車「T52」が開発される。このモデルは1938年までの長期にわたり生産された。
T12の後継モデルとなる、より小型の空冷水平対向4気筒エンジン車「T54」が1931年に、「T57」が1932年に登場した。これらの開発をレドヴィンカと共に主導したのは、社内の若手技術者エーリヒ・ユーベルラッカー（Erich Übelacker, 1899年 - 1977年）で、彼はその後の流線型リアエンジンシリーズ開発にも多大な実績を残すことになる。
T54は1.45リッター21HP、1934年までの短期間製造されるに留まったが、1.15リッター18HPのT57は1932年3月の発表後、3ヶ月ほどで早くも1000台を生産する成功をおさめ、1936年にT57a、1938年にT57bと、特にボディデザインの改良を加えられつつ、チェコスロバキアのベーシックカーとして実に戦後の1949年まで生産されるロングセラーとなった。製造台数22,000台は、戦前形タトラ車としては最多である。
T30の後継モデルとなるT75は1933年に開発されている。油圧ブレーキを標準装備した水平対向4気筒1.7リッター車で、1942年までに約4,500台が製造された。
このT75のシャーシをベースに、イギリス・サセックスのトマス・ハリントン社は、幅広な流線型ボディのスペシャルを製造した。「フィッツモーリス」（Fitzmaurice）と名付けられたこの特別版T75は、1933年のロンドン・オリンピアモーターショーに展示され、注目を集めたが、量産化はされなかった。
当時のタトラ製空冷フロントエンジン車は、ラジエーターなど前面の開口部がないつるりとしたボンネット（1920年代以前のルノーに似ているが、もっとシンプルである）と、フロントタイヤの内側に飛び出した水平対向エンジンのヘッドとで、すぐそれと判別することができた。もっとも1930年代中期以降はダミーグリルを付けるようになった。いずれも騒音が大きく非力だったが悪路に強く、ラック・アンド・ピニオン式のステアリング機構ゆえに回頭性にも優れていたという。

#### 高級車

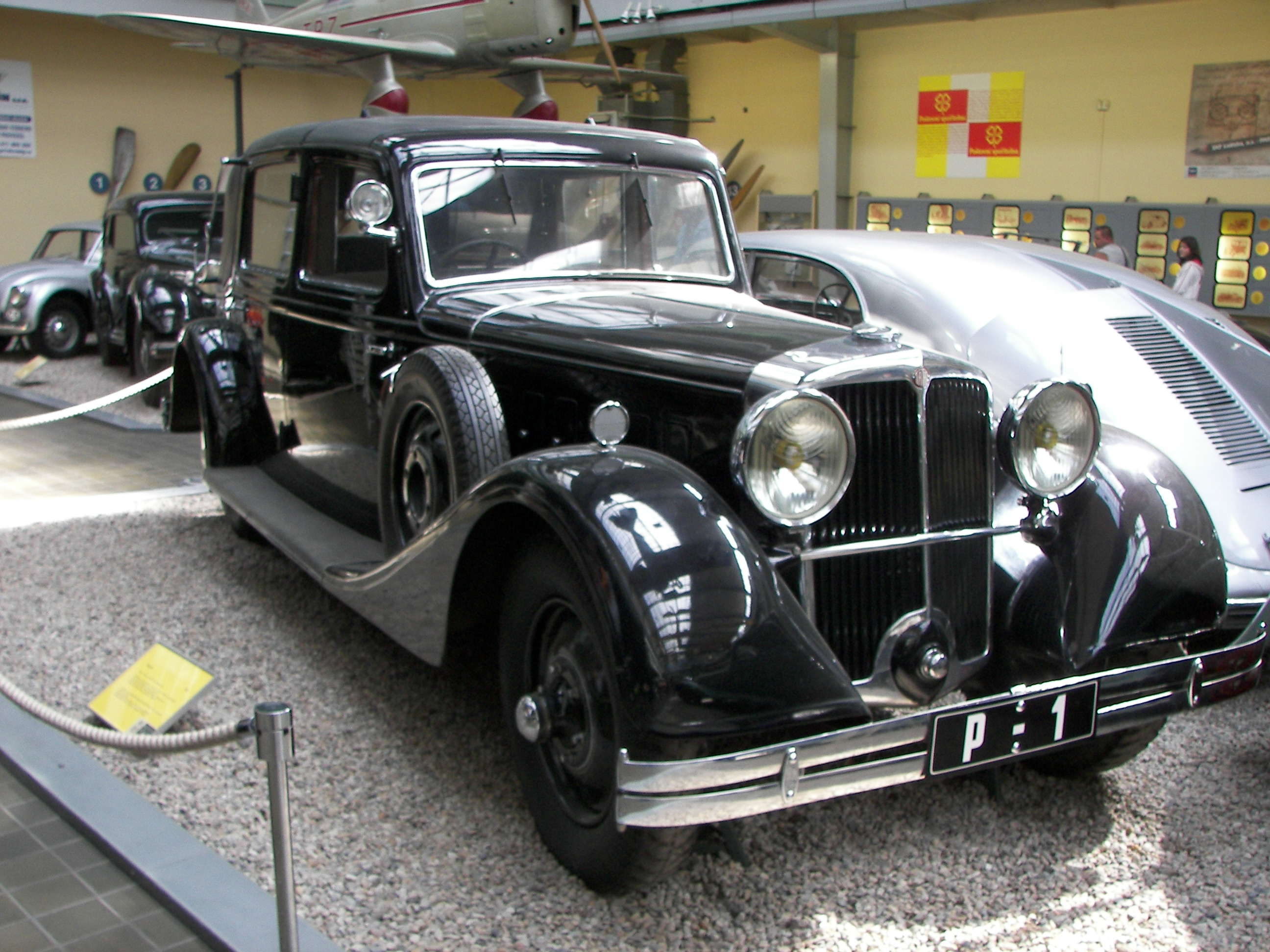
Tatra T80（1935年製4ドア・カブリオレ。トーマシュ・マサリク大統領公用車）。1930年代の一般的な高級車のスタイリングであり、隣のT87に比して著しく車高が高い。

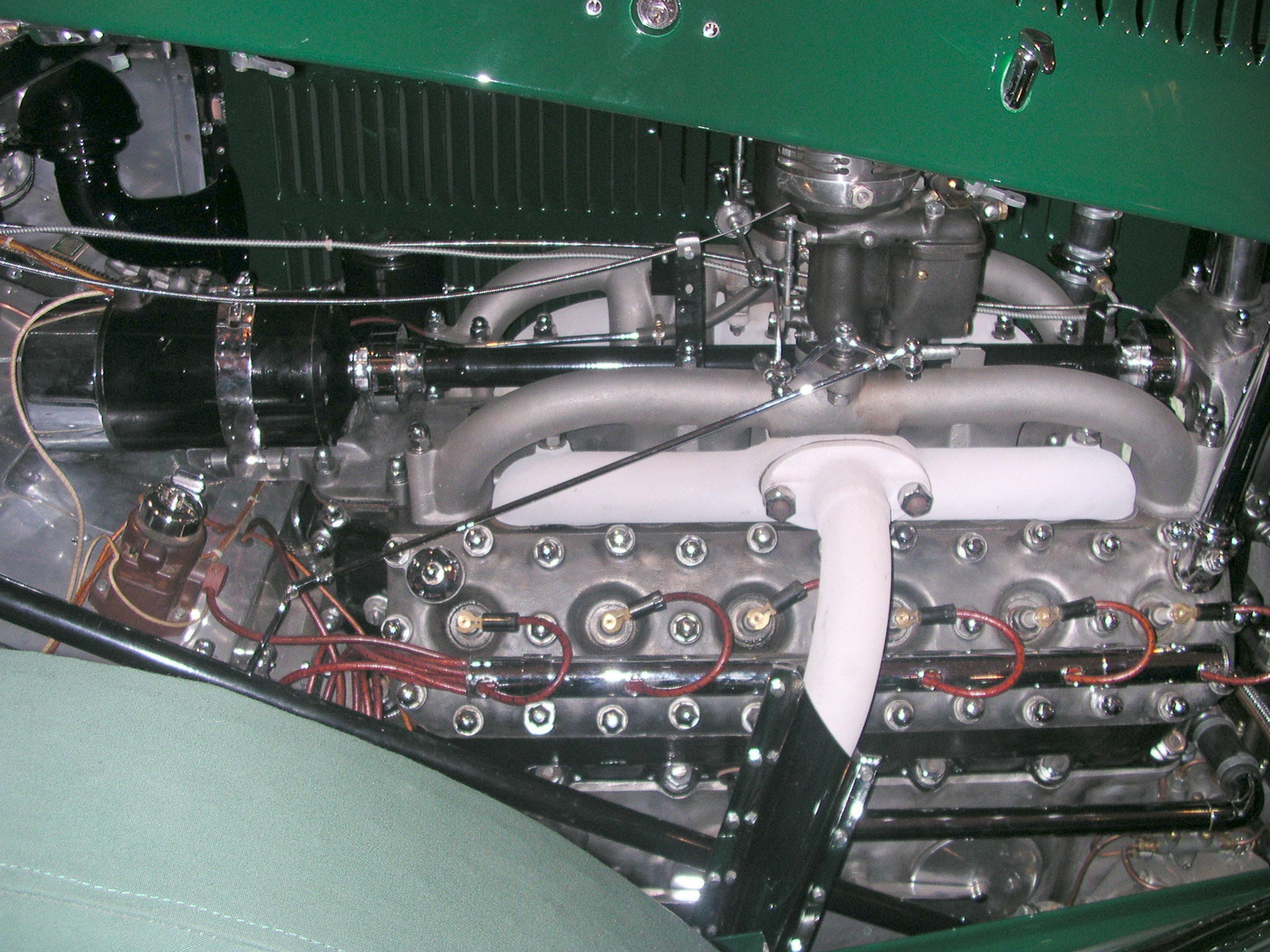
T80のV型12気筒エンジン

一方、アッパーミドルクラス以上のモデルについては、しばらくは水冷式が踏襲された。
1930年に開発されたT70は、T17シリーズの後継モデルであったが、3.4リッターの直列6気筒65HPエンジンを搭載、かつブレーキは4輪油圧式を採用した。派生モデルとして3.8リッター70HPのT70aも開発され、1938年まで生産されている。
このT70のバックボーンフレームと長いホイールベース（3.8m）はそのまま、V型12気筒エンジンを装備してしまった高性能車がT80である。そのサイドバルブV形12気筒6リッターエンジンは120HPを発生、総重量2.5tの大型車を140km/hまで引っ張った。当時のアメリカや西ヨーロッパ各国の高級車に比肩しうる極めて高価な大型車であり、1935年までに僅か22台が製作されたに留まる。
T70/80の多くは、プラハの有名なボディメーカーであるヨーゼフ・ソドムカ社によって流麗なボディを架装された。T80はチェコスロバキアの初代大統領トマーシュ・マサリクの公用車にも用いられている。マサリクのそれ以前の公用車は、シュコダが1925年からイスパノ・スイザのライセンスで少数を生産した、1920年代を代表する6気筒高級車「イスパノ・スイザH6B」であり、T80開発に際しての一つのベンチマークであったことは想像に難くない。

#### トラック
トラックはタトラの歴史を通じ、常に主力製品だった。それらについても当然レドヴィンカのコンセプトは生きていた――全てがスイングアクスル車だった。
スイングアクスルトラックは進化を続け、1929年には6輪10t積みの大型トラックT24が出現する。水冷6気筒12,215ccエンジンは114HPを発生、当時第一級の高性能トラックであった。そして、1930年には、油圧ブレーキ装備の3t積み中型トラックT27が登場した。エンジンは水冷4気筒4,712cc83HPで、1941年にT27bとしてマイナーチェンジされたが、実に1947年まで生産された。これらのトラックは、前車軸より前方にボンネットが突き出た独特の形態をしていた。
1933年に開発されたオフロード・トラックのT72は空冷エンジンを搭載し、オーバーヒートや冷却水凍結の不安を払拭した。この「どんな道でも走れる」トラックは、1934年のベルリン・モーターショーにも出品され、既にドイツ総統となっていたアドルフ・ヒトラーも強い興味を示した。
ヒトラーは1920年代、小型タトラに乗ってヨーロッパ各地を遊説・視察した経験があり、耐久性の高いタトラの密かなファンであった。彼はモーターショーに来ていたハンス・レドヴィンカをわざわざ呼び出し、詳細な技術説明をさせた。それでも飽き足りず、夜になってから改めてレドヴィンカをホテルに招き、改めてレクチャーを行わせたという。
以降のタトラトラックの多くは、空冷エンジン仕様となった。

#### T111トラック

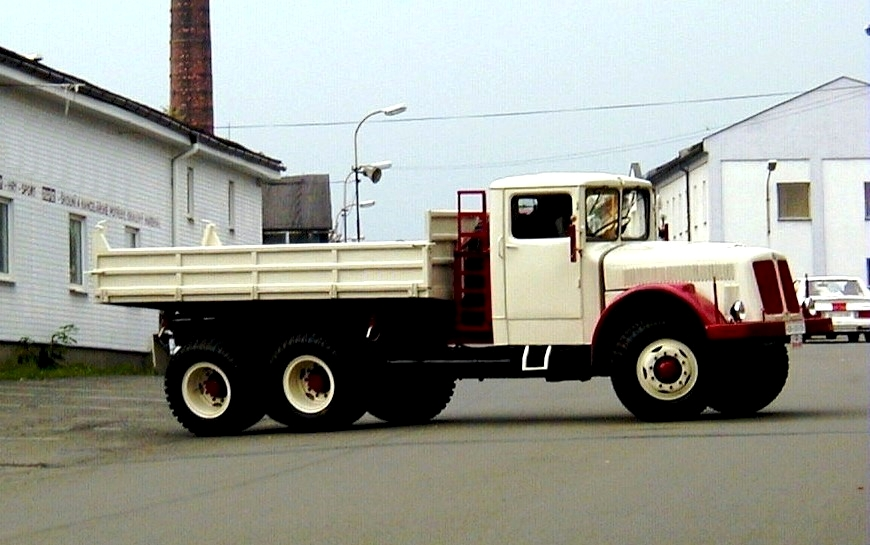
Tatra T111。スイングアクスルのため後輪にキャンバー角が生じているのが観察できる。

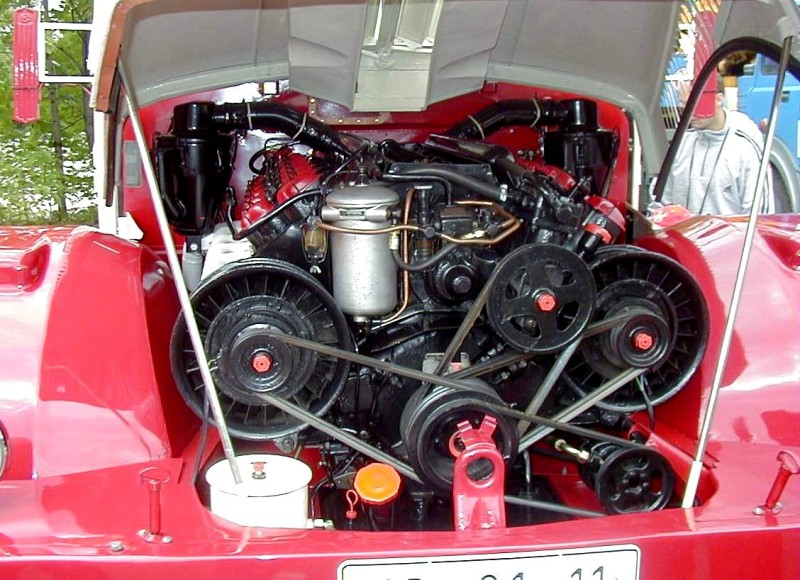
T111のV12空冷エンジン。左右バンクそれぞれに独立してベルト駆動の軸流式冷却ファンを装備する。

レドヴィンカは1930年代に、規格構造の空冷ディーゼルエンジンを開発した。このエンジンは気筒毎に独立したヘッドと組み立て式のクランクシャフトを用いており、数や配置によって様々なクラスのエンジンを製作できた。「モジュラー・エンジン」の先駆といえよう。
チェコがドイツの支配下に入った後の1939年にはボンネット形の6.5t積み6輪トラックT81が完成する。これは160HPクラスのガソリンもしくはディーゼルの水冷8気筒エンジンを搭載していたが、更に第二次世界大戦中の1942年、これを発展させた大型6輪ディーゼルトラックが登場した。T111である。
T111は、レドヴィンカの地味な傑作であった。そのディーゼルエンジンは空冷V形12気筒OHV、14,800ccのレドヴィンカ式「モジュラー・エンジン」のバリエーションで、208HP/2,250rpmを誇り、最大積載量は仕様によって最大10t、最高速度は75km/hに達した。空冷ディーゼルエンジンは極めて頑丈で、北アフリカの戦いにおける砂漠の酷暑にも、冬のロシア戦線の酷寒にも耐えた。またスイングアクスル・サスペンションの柔軟さによって、悪路においても優れた路面追従性を発揮した。その卓越した走行性能から、戦時中はドイツ軍で、また戦後はソ連を初めとする東側諸国で愛用され、1962年まで生産されるロングセラーとなった。
21世紀初頭において生産されているタトラ・トラックも、基本構造面ではこのT111の伝統を色濃く受け継いでおり、T111はタトラ製大型トラックの基本コンセプトを完全に決定づけた製品である。

### 1930年代のリアエンジン・タトラ
レドヴィンカ率いるタトラ社技術陣は、1920年代を通じて独立懸架とバックボーンフレームによる合理化されたシャーシ構造を確立したが、1930年代に入ると更に新しい展開へと進んだ。流線型車体とリアエンジン方式の導入である。

#### ヤーライ式流線型
19世紀末の速度記録車両には既に魚雷形などの流線型車体が出現しているが、流体力学を意識して設計された流線型自動車の出現は、第1次世界大戦後のことである。
1921年に航空機設計者だったエドムント・ルンプラー（Edmund Rumpler, 1872年 - 1940年）が開発した流線型車「トロップフェンヴァーゲン」（Tropfenwagen）は、飛行船のゴンドラのような不格好なスタイルで、注目は集めたものの成功しなかった（水滴形の流線型を指向したが、平面的な発想ゆえに車体側面の空気抵抗しか考慮されていなかった）。
その後の1923年以降、ハンガリー出身でツェッペリン社の研究者だったパウル・ヤーライ（Paul Jaray, 1889年 - 1974年）によって、より現実的な流線型車体が考案された。
ヤーライの提唱した流線型自動車は、ボンネットや屋根、フロントウインドシールドに曲面を取り入れ、後部は長いテールをのばして、車体全面が空気の流れに逆らわないようにデザインされていた。また、正面からの投影面積を小さくする努力が為され、ボンネットや屋根をできるだけ低くする配慮が図られた。1923年、ヤーライ理論によってドイツ製の小型車レイ・T6（1,500cc・20HP）のシャーシに架装された流線型ボディ試作車は、小さく非力なエンジンでありながら原型車の70km/hに対し100km/hに到達する飛躍的高速を達成し、燃費も改善する成績を収めた。続いて他社の既存シャーシでも同様な実験を繰り返していずれも大幅な速度向上を達成、着想の正しさは証明された。
しかし、ヤーライ・タイプの流線型車体は、1920年代の常識からはあまりにもかけ離れ、実用面からもまだ難のあった姿ゆえに、すぐさま量産車に導入されることはなかった。
ヤーライ自身は既存のフロントエンジン小型車に流線型ボディを架装する形で試作車を製作していた。当時の自動車は水冷エンジンのラジエーターの背が高く、エンジンもスペースを取るロングストローク形機関を直立させて高い位置に搭載していた。これはボンネットが高くなりがちで、徹底した流線型スタイルを採るには障害になっていた。
なお、ヤーライ理論に基づくスタイリングを持つ自動車で、史上もっとも有名なのは、フェルディナント・ポルシェが設計したKdf（1938年。のちのフォルクスワーゲン・ビートル）である。

#### リアエンジン方式への回帰
初期の自動車（1890年代以前）は、技術の未発達により、駆動輪である後輪に極力近い位置にエンジンを置いて駆動を行うリアエンジンが普通であった。しかし、1891年のパナール・ルヴァッソールがフロントエンジン・リアドライブ（以下「FR駆動」）を採用し、リアエンジンより高い走行安定性を得たことで、以後の自動車はFR駆動が標準化した。
固定軸式のFR駆動車が成熟期に入った1920年代、再びリアエンジンに注目する動きが起きた。
FR駆動方式の場合、プロペラシャフトと後輪の固定駆動軸による重量増加は50-100kgにも及び、自動車全体の重量の中でも無視できない。長い駆動系統は振動や騒音の原因になる。またシャーシを低床化しても車内床面の中央にプロペラシャフトの盛り上がりが生じ、足下のスペースを圧迫する。
これを改善するには、フロントのエンジンから前輪を駆動するか、リアに置いたエンジンから後輪を駆動するかの2つの方法がある。
しかし、前輪を駆動するには車輪に舵角が生じた状態でも滑らかに駆動力を伝えられる「等速ジョイント」が必要で、1920年代から1950年代には十分な耐久性のあるスムーズな等速ジョイントを作れなかった（当時のフロントドライブ車は何れもジョイントの耐久性不足に悩まされた）。
一方、リアエンジンの場合は、1920年代の時点ですでに近代的なシステムが導入されていた。変速機と差動装置を一体としたトランスアクスルから、ハーフシャフトによるジョイントレス・スイングアクスルを使って後輪を駆動する手法である。

#### レドヴィンカとリアエンジン
近代化されたリアエンジン方式の採用は、軽量化、床面低下による低重心化、振動の軽減などが実現でき、自動車の性能向上に寄与すると考えられた。また駆動輪に掛かる重量が増えることで接地性を高めることもできた。
1924年のベンツの試作スポーツカー以降、主としてドイツにおいてリアエンジン方式の試作車が出現するようになっていた。
レドヴィンカは1920年代を通じて自動車のシャーシ構造の合理化に邁進してきた。プロペラシャフトを省略できるリアエンジン方式に着目したことは、その合理化の行き着くところとしてある意味必然であった。
水冷エンジンを搭載したリアエンジン車は、1920年代から21世紀初頭に至るまで、例外なくラジエーターの搭載スペースと冷却風の流動に苦慮している。それと比較すれば、リアエンジン方式と空冷エンジンは親和性が高かった。タトラは1920年代において、中型以上の4輪車に空冷エンジンを用いていた数少ないメーカーである（他にはアメリカのフランクリンが存在する程度であった）。
また、リアエンジン方式の強みとして、エンジンもラジエーターもフロントに無い分、前頭形状のデザイン自由度が高いという点があった。これはボディスタイルを流線型とするにあたって、非常に好都合であった。
上記以外のリアエンジンのメリットとして、古くは客室でのエンジン音の抑制が挙げられていた。騒音は走るにつれて後へ取り残されると考えた者もいた。だが、実際には、自動車は音速より遙かに遅いので、発生するエンジン音を捨てて行くことなどできなかった。むしろフロントエンジン車よりもエンジンルームと客室の隔壁面積が大きくなるため、実のところ遮音・遮熱面では不利である。

#### スターケンバーグ

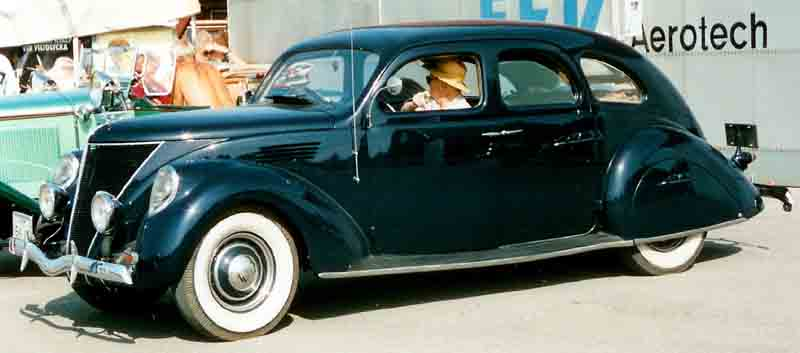
リンカーン・ゼファー。スターケンバーグの影響を強く残す初期形の1936年モデル。フロントエンジンのためノーズが突き出ているが、全体のデザインモチーフはタトラ・リアエンジン車と極めて近似する

タトラとは無関係のオランダ人技術者ジョン・ジャーダ（John Tjaarda　本名 Joop Tjaarda van Starkenberg, 1897年 - 1962年）は、1920年代にアメリカに移り住んだ。彼は、デ・トマソ・パンテーラなどのデザインを手がけたことで知られるトム・ジャーダ（Tom Tjaarda　本名 Stevens Thompson Tjaarda van Starkenberg　トム・チャーダとも。1934年-）の父親である。
ジョン・ジャーダはアメリカで、ヤーライ理論の流れを汲む流線型リアエンジン乗用車の開発を志した。タトラを初めとする各国のヤーライ形試作車は、小型車が市場の多数を占めるヨーロッパで開発されていた故にほとんどが小型車だったのであるが、ジャーダはアメリカ市場に合致した、V型8気筒エンジンを搭載する大型リアエンジン車を発案した。
1931年にジャーダが公開した試作車「スターケンバーグ（Sterkenburg）」は、ヤーライ形流線型ボディの後端に空冷V型8気筒エンジンを搭載する大型車であった。このボディは強固なプラットフォームフレームにスポット溶接され、エンジンルームと客室との遮音・遮熱措置が図られていた。
このスターケンバーグの流線型デザインのコンセプトは、フォード社系列のボディメーカーであるブリッグス（Briggs）社の社主ウォルター・ブリッグスの関心を惹き、ジャーダはブリッグスに入社して同社で研究が続けられた。
そのスタイルやコンセプトが、驚くほどのちのタトラT77・T87に酷似している。当時、レドヴィンカの親族がアメリカでブリッグス社に在籍していたという史実があり、ここからスターケンバーグがハンス・レドヴィンカに影響を与えた可能性の高いことが、複数の専門家によって指摘されている。
なお、スターケンバーグのコンセプトに興味を抱いたフォード社社長エドセル・フォードの意向によって、ジャーダの流線型リアエンジン車はフォードの試作モデルとなった。そして、元ヨット設計者で、エドセル・フォードの部下であったボブ・グレゴリー（Eugene T."Bob" Gregorie, 1908年-2002年）によってフロントエンジンタイプにリ・デザインされ、更に洗練を加えられた。
結果生み出されたのが、大衆に受け入れられた史上初の流線型車と言われる傑作車「リンカーン・ゼファー」（Lincoln-Zephyr, 1935年-）である。

#### 試作リアエンジン車
1931年、レドヴィンカとエーリヒ・ユーベルラッカーらタトラ技術陣は、リアエンジンの流線型小型乗用車を試作した。それは水平対向2気筒エンジンをバックボーンフレームの後端に搭載しており、木骨鋼板ボディはヤーライ式のセダンボディだった。更に1933年には、改良型として「V570」が開発されている。このようにレドヴィンカたちは当初、リアエンジン方式を小型車に使用しようと考えていた。
だがタトラの経営陣は、流線型モデルをあくまで傍流の存在として捉えていた。当時のチェコスロバキアの道路が悪路だらけで、「高速道路」うんぬん以前のレベルであったことを考えれば、流線型自動車の高速性能を活かす場はなく、やむを得ないことではあった。タトラのベーシックカーとしては当時、汎用性に優れたフロントエンジンモデルのT57が好調な販売実績を挙げており、敢えてこれと競合するモデルを投入する必要も乏しかった。
経営者たちは、レドヴィンカらに対し「リアエンジン車の生産化は、生産規模が小さく、付加価値の大きい大型車で行うべき」と命じた。この経営陣の決断は、その後のタトラ製乗用車に特異な展開を生じさせる遠因となった。
レドヴィンカたち技術陣は、小型リアエンジン車の設計手法をそのまま拡大して大型リアエンジン車を開発した。

#### T77

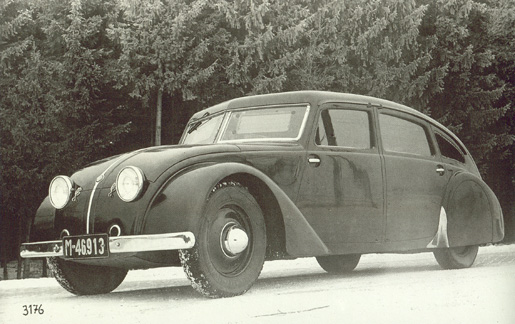
T77試作車

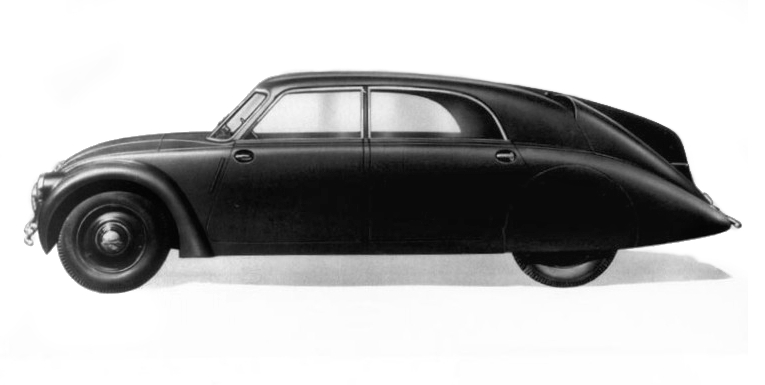
Tatra T77試作車のサイドビュー

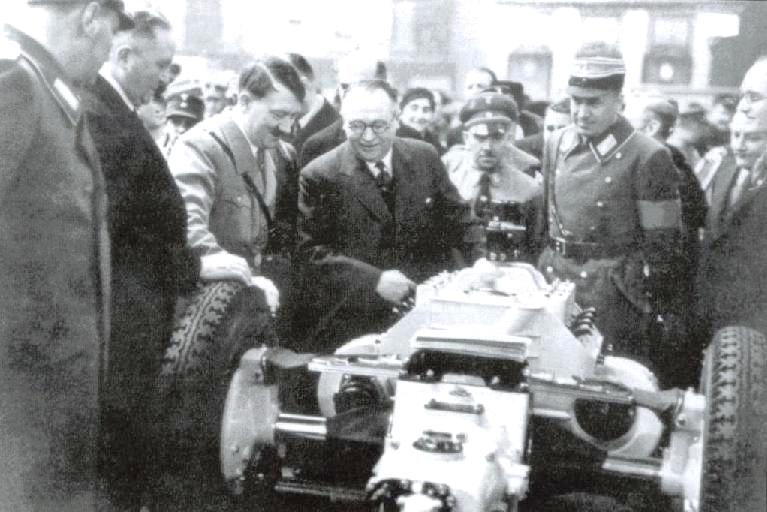
T77のベアシャーシを囲むハンス・レドヴィンカ（中央の眼鏡の男性）とアドルフ・ヒトラー及び随員のナチ党幹部ら。1934年3月8日、ベルリン・モーターショーのタトラ社ブースで。両側に軸流ファンを持つシュラウド付空冷エンジン、横置き板バネ支持のスイングアクスルなどT77の特徴がわかる。ヒトラーはレドヴィンカの解説を受けつつエンジン回りを興味深げに眺めている

1933年中に、6人乗りの大型乗用車「T77」の試作車が完成した。
全長5.2mに及ぶ長大なヤーライ式流線型車体は全鋼製で、既にセミ・モノコック構造を取り入れていた。当時の自動車としてはボンネットが短く、ホイールベース（3,150mm）とリアオーバーハングが大きかった。車体幅を広く取り、前後フェンダー間のステップを廃止している。
ラジエーターのない丸いノーズに、ヘッドライトが寄り目がちに外付けされているのも個性的である。リアエンジンのため、手荷物とスペアタイヤ、燃料タンク、バッテリーはボンネット内に収納されたほか、後部座席とエンジンルームの間にもラゲッジスペースが確保された。
フロントのウインドシールド本体はフラットな1枚ものであるが、両端の視界を広く取るため、隅部にピラーを入れ、小さなガラスを傾斜させて装着していた。従って前面のガラスは3分割となる。同時期にアメリカでレーモンド・ローウィが手がけたハップモビルなどとも通じる手法である。
だが、この自動車の外観におけるあまりにも強烈な特徴は、後部のスタイルであった。エンジン冷却のため、後部座席直後のCピラー部にエア・インテークが設けられ、なだらかなファストバック背面のエンジンルーム蓋には、一面にルーバーが切られていた。
そして、蓋の中央には、突出した1枚の「背びれ」まで付いていた（リア・ウインドウはルーバーの内側にあり、後方の見通しは良くなかった）。
更に試作車のテストの結果、高速安定性の改善もかねて、後部背面頂部に新たな角形エア・インテーク2個が設けられ、フリッツ・ラングのSF映画「メトロポリス」にでも出現しそうな未来的容姿となった。
シャーシもユニークであった。バックボーンフレームの後端はV字状となり、ここにエンジンと4段ギアボックス（兼デファレンシャルギアのトランスアクスル）が搭載された。エンジンは空冷V形8気筒OHV2,970ccで、60HP/3,500rpmを発生した。フレーム中心にはアクセル・クラッチのリモコン用ワイヤー、シフトレバー/ギアボックス間を連結するロッド、そしてブレーキ管と燃料供給管が収められた。サスペンションはフロント横置きリーフスプリング2段重ね、リアはスイングアクスルと横置きリーフスプリングという4輪独立懸架であった。従来からのタトラの手法である。
初期形の一部はステアリングを中央配置とする特異なレイアウトであったが、多くは当時のチェコの左側通行に合わせて右ハンドル仕様だった。
車重は1,700kgを超えてかなり重かったものの、空気抵抗の少ない形態ゆえに最高速度は130km/hを超え、同時期のクラス水準に達する性能であった。

#### T77a

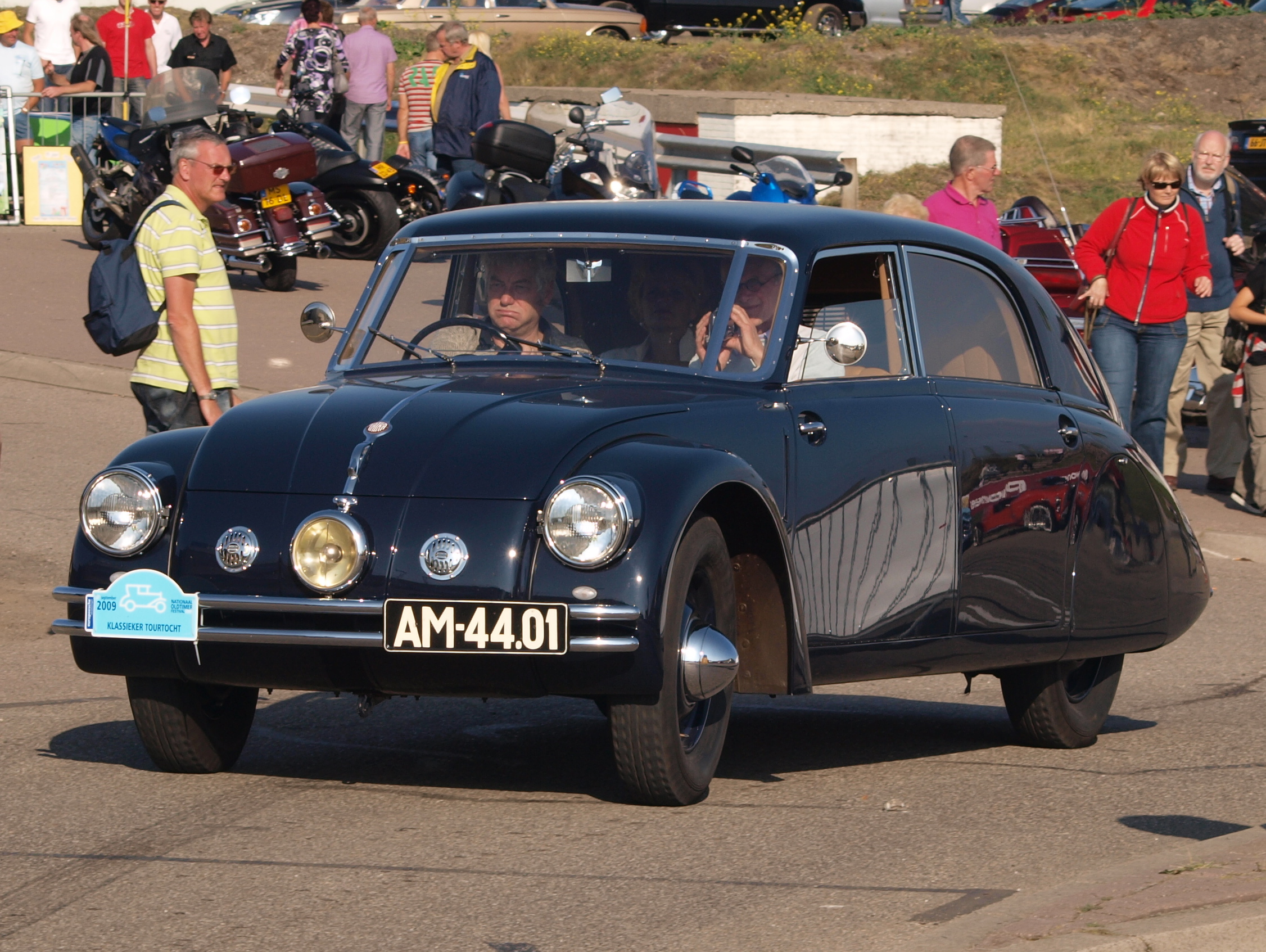
T77Aは3ヘッドライトとなった。2009年9月、オランダでのイベント参加車

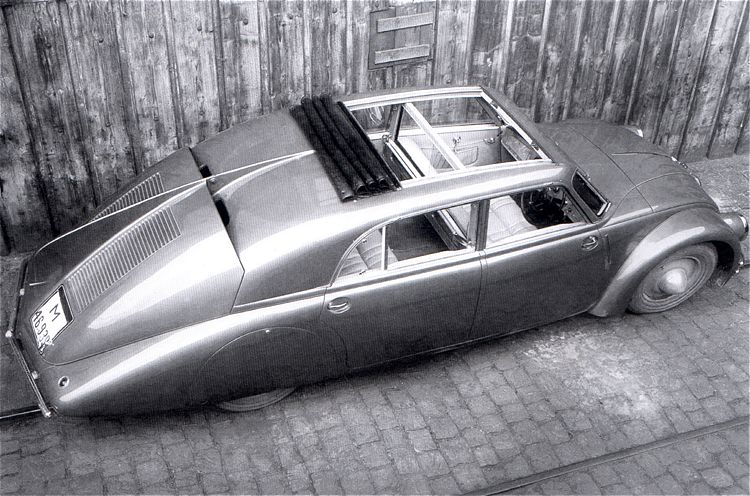
T77aのサイドとリア。極めて大胆なデザイン、プロポーションである

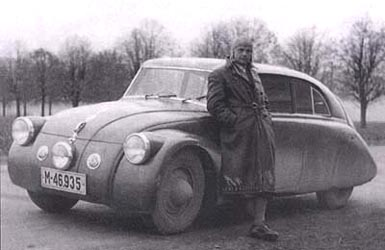
T77の2ドア試作車とエーリヒ・ユーベルラッカー。1935年頃撮影

1934年3月、T77がプラハで発表されると、自動車業界・一般大衆を問わず、大センセーションを巻き起こした。そして同年のベルリン・モーターショーでも注目の的となり、タトラの名声を高めた。
大型乗用車における従来の既成概念（フロントに直列6気筒・8気筒の水冷エンジンを積み、前後とも固定軸で、馬車さながらに四角いボディ）を完全に破壊してしまったという点で、この車は革命的であった。
しかし、市販を開始したT77は、僅か101台が作られたのみで、1935年には改良型のT77aに移行した。
T77aは、T77よりエンジンのボアを拡大することで排気量を3,380ccとし、出力を70HPに強化したモデルである。車重も1,800kgに増加したが、最高速度は140km/hに達した。
フロントはヘッドライトを3個配置とした（これもあまり例のない試みである。後のフォルクスワーゲン・ビートルに似た顔つきとなった）。左右のライトはフェンダーに半埋め込み式とし、ノーズ中央にレイアウトされた第三のライトは、ステアリングに連動して行く手を照らす「安全設計」とした。また、リアエンジンフード上のエア・インテークは、エンジンフード上端を伸ばして段差を付けることでフードと一体化された。「背びれ」はそのままである。
T77aは1938年までに154台が製造されている。
T77は、かつて流線型車トロッペンワーゲンを設計したエドムンド・ルンプラー博士などに愛用された。またT77aは、外務大臣から第2代チェコ大統領（のちにはチェコ亡命政権首班にも）となったエドヴァルド・ベネシュ（Edvard Benes）の公用車ともなった。タトラ設計陣のユーベルラッカーもT77がお気に入りで、自ら2ドア仕様とした試作車を乗り回していたという。
だが、レドヴィンカら開発チームはT77/T77aに満足していなかった。これらのモデルは重量が過大であり、また重量配分が後輪に偏り過ぎて、操縦安定性を損なっていると考えられたからである。
その結果、全面的な改良が加えられ、まったく別物の「T87」が完成するに至った。

### T87・T97とドイツ占領下の展開

#### T87

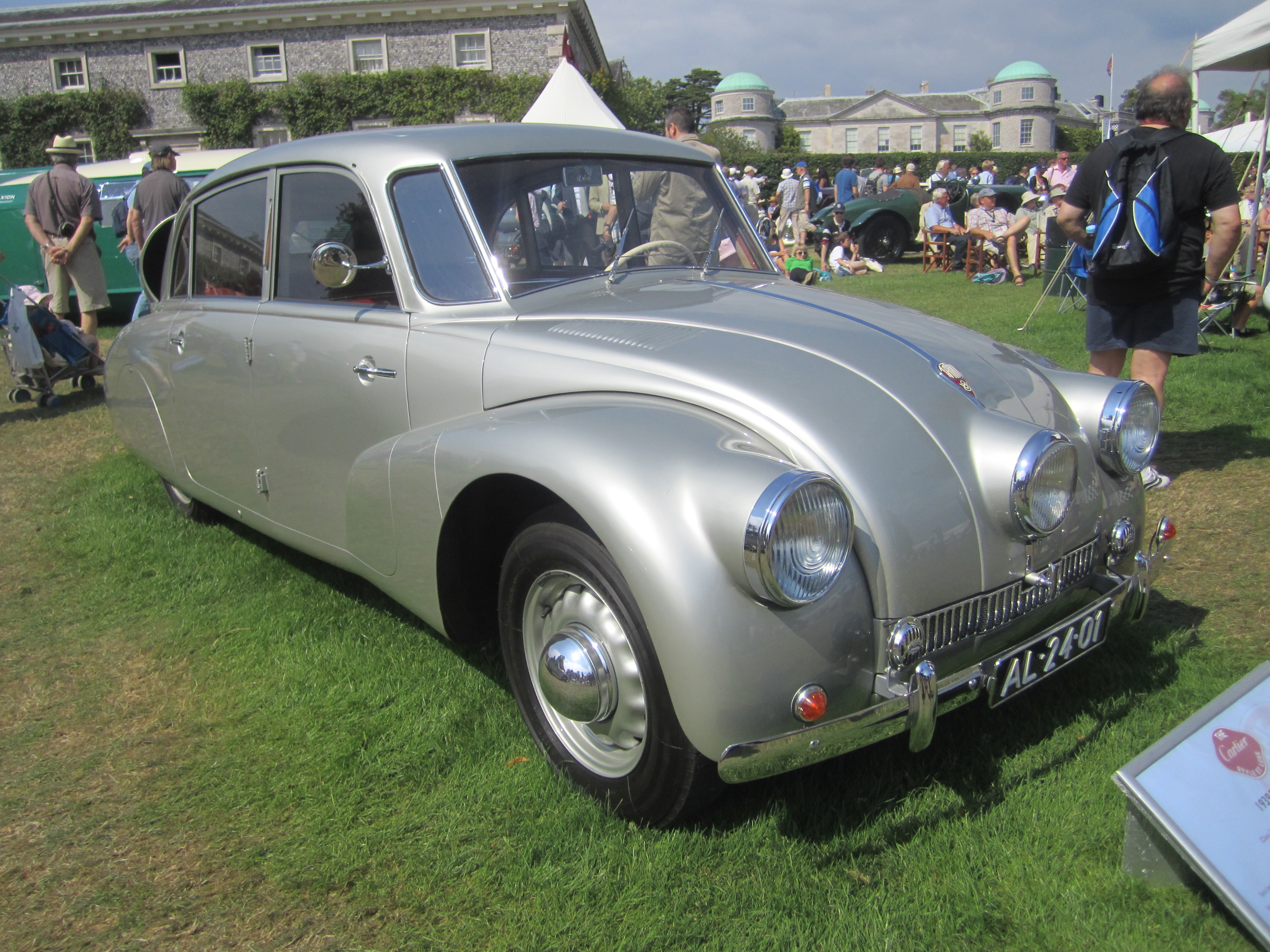
1939年式タトラT87。2011年7月、グッドウッド・フェスティバル・オブ・スピードでの参加車

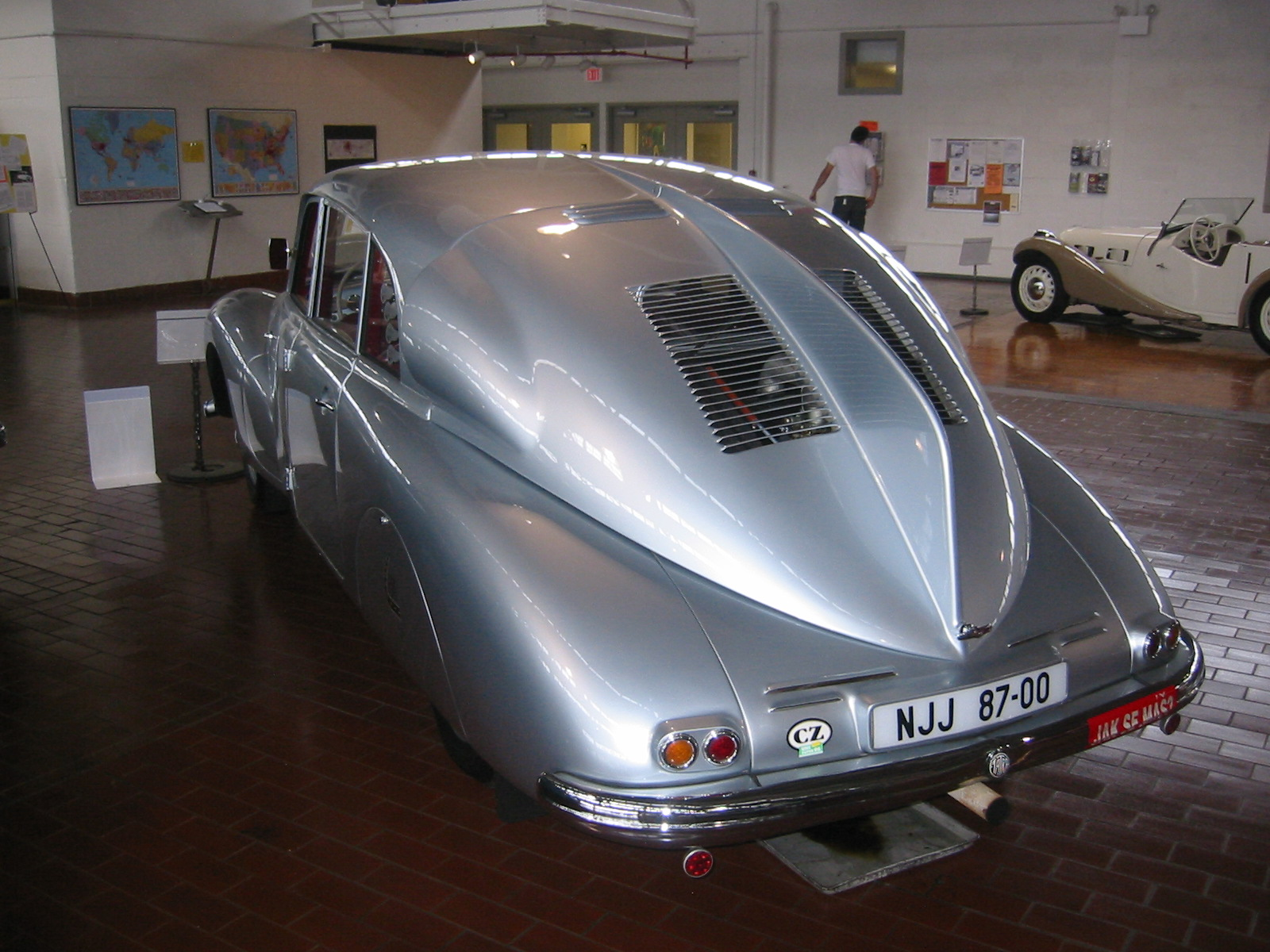
T87の「伝説的」なリアビュー

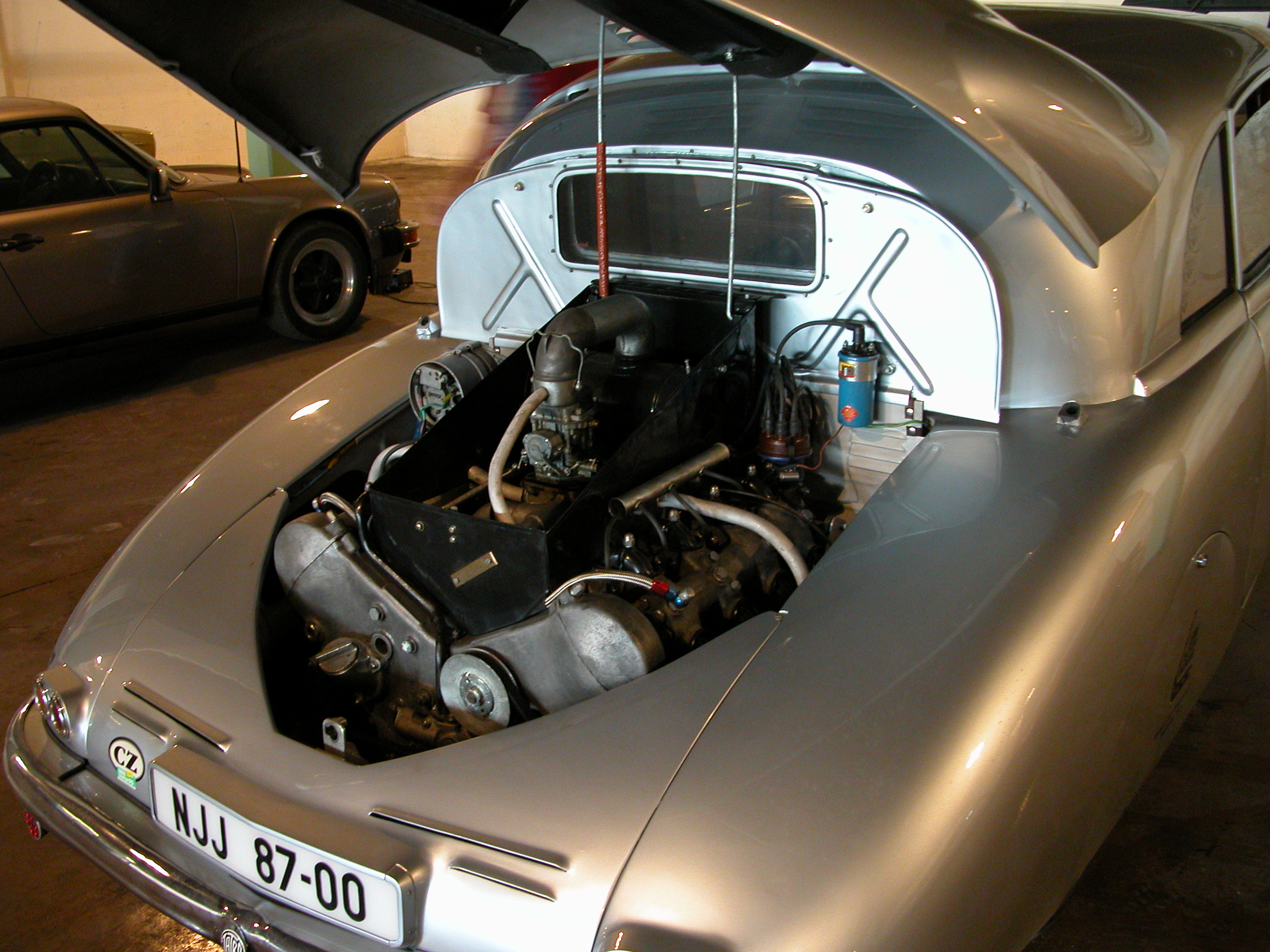
T87のエンジンルーム

ハンス・レドヴィンカと、エーリヒ・ユーベルラッカーらタトラ技術陣が、1936年に完成させた「タトラT87」は、タトラの乗用車としては史上もっとも有名な1台であり、レドヴィンカがその生涯に生み出した数々の自動車の中でも最高の傑作と目されている。その評価の高さは、1999年、世界各国のジャーナリストが「20世紀の名車」100台を選考した企画「カー・オブ・ザ・センチュリー」において、東ヨーロッパ諸国からただ一台選出された自動車であることでもうかがえる。
T87は、T77・T77aの延長上にある流線型4ドア5座セダンで、概略としては、T77aの「贅肉」を落とし、軽量化と性能強化を図ったと評すべきものであった。
T77aの余りに長かった全長・ホイールベースを短縮するなど（全長/ホイールベース　T77a　5300/3150mm、T87　4740/2850mm）、内外各部分の軽量化を施した（T77a  1800kg→T87 1370kg）。このためT77シリーズの長大さから来る圧倒的なプロポーションはやや損なわれたものの、全体にはより機能性を高め、モダナイズされたと言える。
フロントノーズのスタイルはT77a同様の3ヘッドライトを継承、ボディはシャーシと頑強に溶接され、強度を上げたが、ほぼ完全なアンダーカバーが備えられ、床下の空気の流れまでも妨げないよう設計されたことは特筆すべきである。後部のファストバック・スタイルはT77a以上に洗練された流面形状となったが、「背びれ」は残されている。リアウインドウはやはりルーバー内側配置である。
エンジンは強制空冷V型8気筒という基本は踏襲したものの、軽量化のためオールアルミ合金製となり、バンク間1本カムのOHVから、左右バンクそれぞれに1本ずつのカムシャフトをチェーン駆動する一般的なSOHCへステップアップした。一方排気量は2968ccに再縮小されたが、SOHC化などの効果で、出力は75HP/3,500rpmに向上した。
スイングアクスル式のリアサスペンションは、T77aの横置きリーフから、縦置きの1/4カンチレバー・リーフスプリングによるトレーリング型になった。これも軽量化が目的である。
「87」の出力75HPに対する1.4t弱の車重は、当時としては比較的軽かったが、それに加え、空気抵抗が極めて小さいボディスタイルの効果で、最高速度は160km/hに達した（それより低かったという説もあるが、150km/hを超過していた確実な記録がある。空気抵抗係数はわずかに0.36と言われた。定格出力での連続巡航速度は130km/h）。
160km/hという最高速度は、1930年代当時、高級スポーツカーや4リッター以上の大型高級車でもなければ到達困難な水準の高速であった。しかしT87は、4ドア5座席、排気量3リッター足らずのセダンでありながら、同様な水準を達成していたのである。いかに常識破りな自動車であったかがうかがえる。
車体の軽量化と徹底した空力対策で高性能を得ようとする近代的な発想は、1930年代、既にレーシングカーの分野では端緒に就いていたが、スポーツカーですらない通常の乗用車で正面から実践した例は、タトラT87がほとんど最初である。当時の他社製乗用車における流線型デザインの多くはファッションの一種で、外見ほどの効果はなかったか、さもなくば小型車で空気抵抗を云々するほど速度が出なかった。
全体を評価した場合、T87の開発は技術的に成功であった。ただし、スイングアクスル式の独立懸架とリアエンジンの組み合わせは、本質的に高速走行時の操縦安定性に難があり、ハンドル操作を誤ると簡単に横転事故を起こした。
1937年から本格生産が始まった。多くはチェコ国内で販売されたものの、ドイツなどにも輸出され、最先端の高性能流線型車として注目された。「二十日鼠と人間」「怒りの葡萄」などの作品で知られるアメリカの作家ジョン・スタインベックも、これを購入して愛用したという。

#### T97

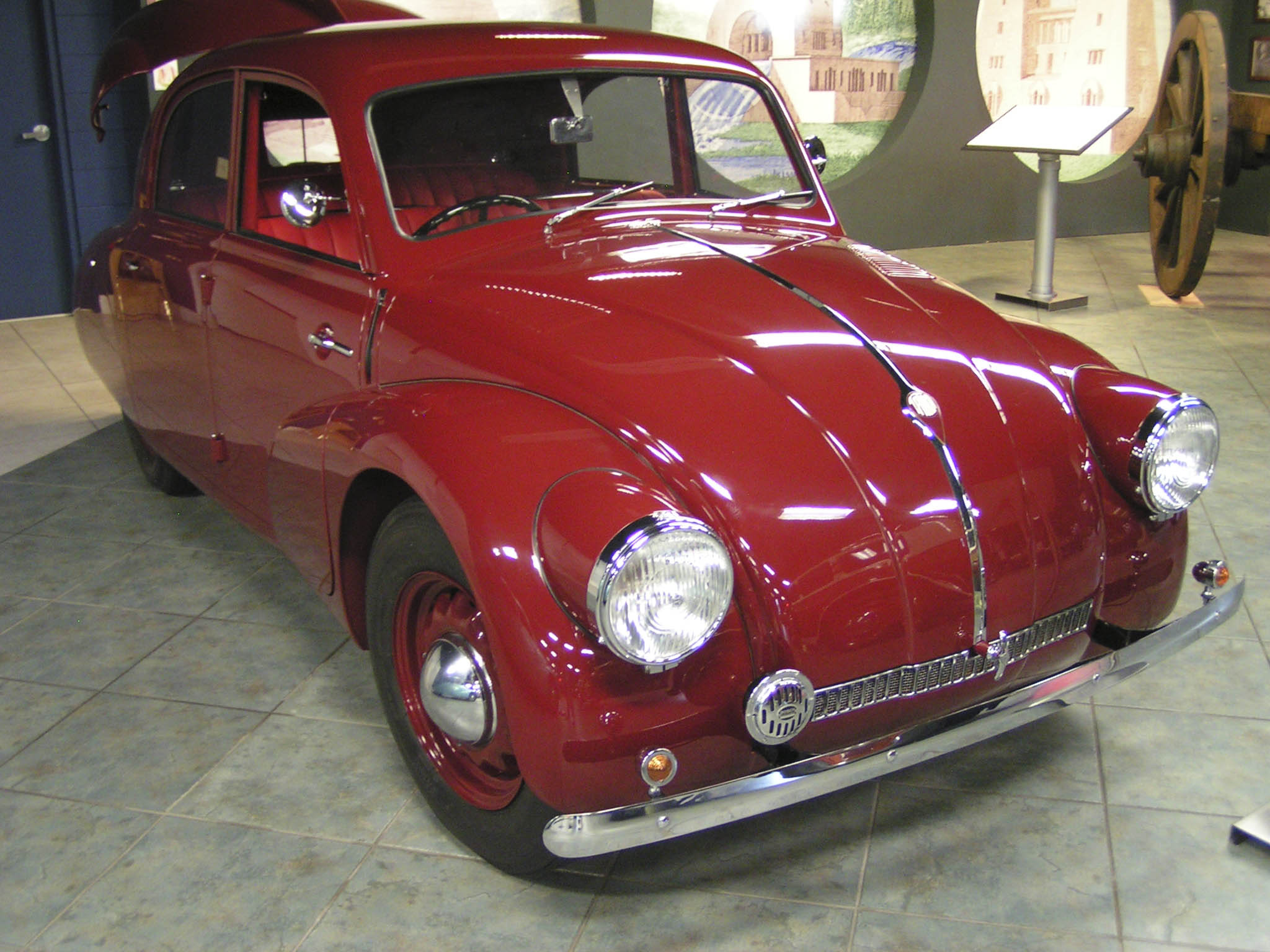
Tatra T97

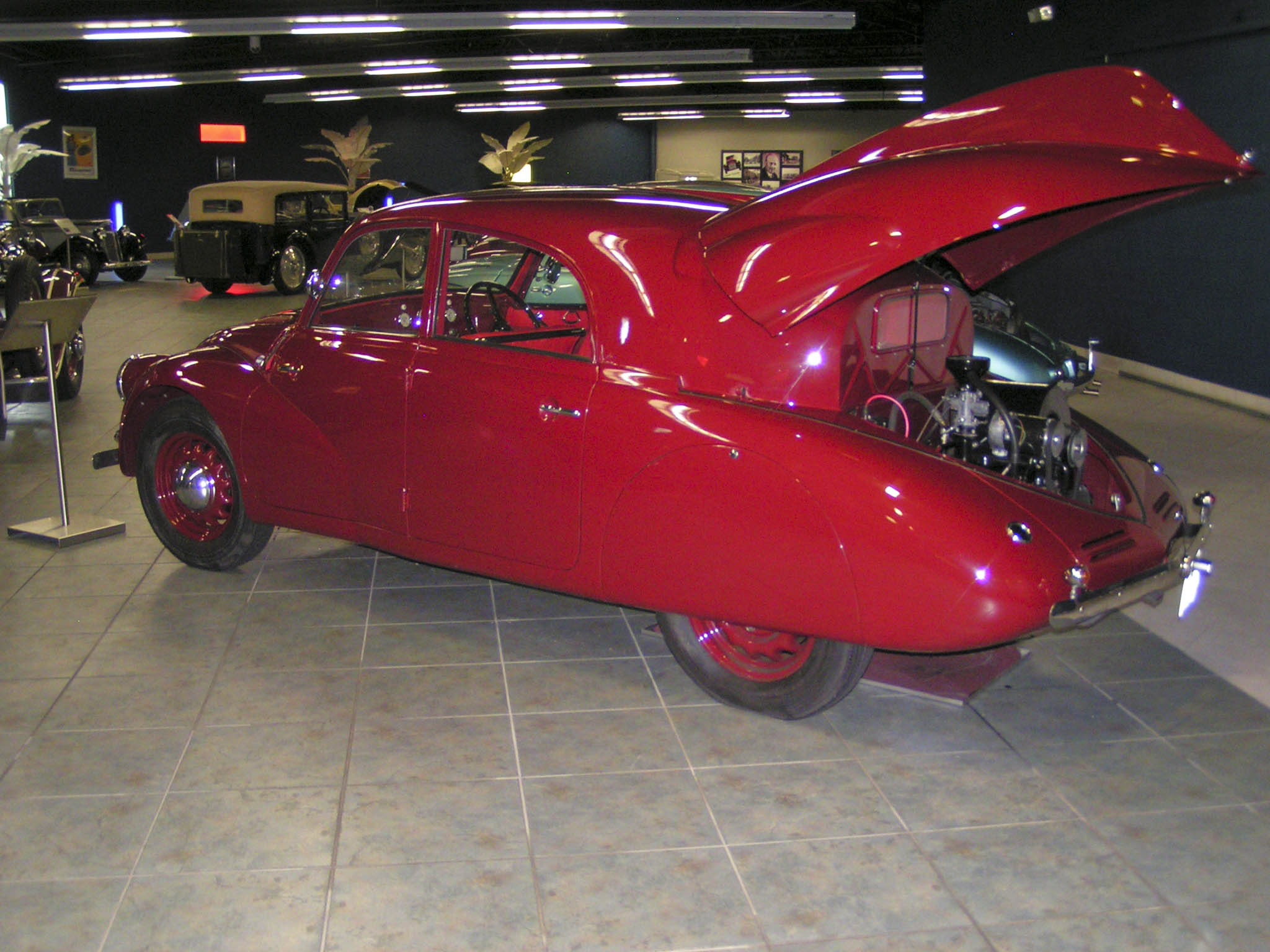
T97（リアフードを開いた状態）

ハンス・レドヴィンカの息子であるエーリヒ・レドヴィンカ（Erich Ledwinka　1904年-1992年）もタトラの技術者となっており、T87の開発にも携わっていた。彼とエーリヒ・ユーベルラッカーの指揮で開発されたのが、5人乗りの中型流線型乗用車T97で、原型は1936年に完成した。クラスとしては従来のT75を受け継ぐものである。
ホイールベース2600mmのシャーシ構造は、T87と類似する。リアエンジン式のプラットフォームトレー付バックボーンフレーム、4輪独立懸架である。リアのスイング・アクスルが、カンチレバー・リーフスプリングによるセミトレーリング・リンクで吊られているのも共通である。
排気量1761ccのエンジンは、空冷水平対向4気筒のSOHCであり、必然的に左右の各バンク毎に1本ずつ、合計2本のチェーン駆動カムシャフトを備えていた。1930年代後半では望外のハイレベルな設計であった。ボア・ストロークは75×99mmのロングストロークで圧縮比5.9、出力40HP/3,500rpmであった。
スタイルは「T87のコンパクトタイプ」と言うべきもので、ヘッドライトが一般的なフェンダー埋め込み2灯であることを除けば、サイズ以外T87そっくりである（一部3灯タイプもあった）。ただしリアウインドウがやっと設けられた――客室とエンジンルーム間の仕切ガラス、エンジンルームを覆うリアフードのガラスという二重構造で、あまり見通しは良くない。車重は1,150kgとやや重かったが、流線型ボディゆえに130km/hの最高速度を得た。生産は1938年から開始された。

#### ドイツ併合
チェコスロバキアは多民族国家であり、国内の民族紛争が絶えなかった。これはナチス・ドイツを初めとする多くの国につけいられる原因となった。
1938年にオーストリアを併合したドイツは、同年9月、ドイツ系住民保護を名目にチェコ政府に圧力を掛け、イギリス・フランスが自国の平和を優先したこともあって、ズデーテン地方を割譲させることに成功する（ミュンヘン会談）。これに乗じて隣国のハンガリーとポーランドも隣接区域の割譲を要求し、チェコ側は何れの要求をも呑まざるを得なくなった。
更に1939年3月、ヒトラーはチェコ大統領エミル・ハーハ（Emil Hácha）をベルリンに呼びつけ、プラハ空襲を盾にさらなる国土の割譲を要求、ハーハはこれに屈した。同月ドイツ軍はチェコスロバキア全域に進駐、残存区域も保護領を経て9月にはドイツに併合された。これがチェコスロバキア解体の経緯である。
東ヨーロッパ随一の工業国であったチェコスロバキアは、優秀な機械・兵器メーカーを多く擁してもおり、ドイツにとって重要な地域であった。タトラもドイツ占領軍の管轄下に置かれ、ドイツ軍向けに装甲車やトラックの生産を強いられた。
T57bやT75は国内向けの小型車ということもあり、ドイツ併合後も細々と生産継続された。
大型車のT87については、ドイツの民族系資本メーカーとの兼ね合いもあり、通常なら製造中止になるところであった。しかし、実際にはT87の製造は戦時中も継続された。アウトバーン建設の指揮者であり、ヒトラーの下で軍需大臣（1940年-1942年）も務めたフリッツ・トート博士（Fritz Todt, 1891年 - 1942年）が、T87を「アウトバーンでの高速走行に最適な優秀車」と評価したことがその理由であった。この流線型乗用車は、侵略者であるドイツ人によって真価を見出されるという皮肉な運命に見舞われたのである。
こうして1943年頃までドイツ軍のスタッフカーとして生産されたT87だが、高速走行時の横転事故で死者・負傷者を多発させ、ドイツ軍から「チェコスロバキアの秘密兵器」と恐れられた。ドイツ軍当局者たちは直進性の強いフロントエンジン車に慣れていたため、リアエンジンであるT87の特性を理解せずに高速運転を行ったのが、事故の主因であった。

#### T97とフォルクスワーゲン
一方、T97はわずか508台が製造されたところで、1939年に製造中止措置を受けた。ヒトラーの命令でフェルディナント・ポルシェが開発したKdf（のちのフォルクスワーゲン・タイプI　いわゆる「ビートル」）と近似したクラスの乗用車であり、バックボーンフレームとスイングアクスルサスペンション、空冷水平対向エンジンというスペックも酷似していたことが原因とされる。
T97とフォルクスワーゲンの近似性、T97がドイツに製造中止させられたという事情から、ポルシェがレドヴィンカの着想を剽窃したという説が、しばしば語られている。1934年のT77、1936年のT87のレイアウト・メカニズムの多くが、1938年完成のフォルクスワーゲンと類似しているという理由によるものである。そもそもレドヴィンカとポルシェは共に同年輩のオーストリア人であり、1920年代から面識もあって、逢えば互いに技術の交換を行っていた。
しかし、ポルシェは1920年代からリアエンジン車に関心を持ち、1932年にはNSUとの協力によってヤーライ型ボディを持つ流線型リアエンジン小型車を試作している。これはのちのフォルクスワーゲンと酷似している。タトラにおけるリアエンジン車試作と同時期のことである。
これに鑑みるに、「ポルシェがレドヴィンカの着想を全面的に剽窃した」とまでは言い切れない面もあり、性急な判断は難しい。ともかくも「ポルシェがレドヴィンカから剽窃を行った」という疑惑は、21世紀初頭現在でも肯定説・否定説が錯綜している。
T97の製造中止措置については、第二次世界大戦後、チェコスロバキア側から訴訟が起こされ、最終的にはフォルクスワーゲン社から300万マルクの代償が支払われた。

#### 戦後のT87とレドヴィンカ
戦後もT87の生産は続いた。主なユーザーは新たに成立したチェコスロバキア共産政府であった。
1947年、チェコの若いジャーナリストであったミロスラフ・ジクムント（Miroslav Zikmund, 1919年-）とイルジー・ハンセルカ（Jiri Hanzelka, 1920年 - 2003年）は、タトラから提供されたT87で世界旅行に出発した。二人の乗ったT87は、灼熱の過酷な気候と悪路に対しても、独立懸架と空冷エンジンのタフネスさを遺憾なく発揮し、時には事故にも遭いながら、1950年までの間に、アフリカや中米の奥地にまでその足跡を残した。二人はこの旅行によって多くのルポルタージュを著し、それらはチェコスロバキアでのベストセラーとなった（後期の旅行の足は、タトラ製トラックのT805に変更された）。ジクムントとハンセルカの愛車となったT87は、2011年現在でも記念車としてプラハの博物館に展示されている。
戦前の有名な高級車メーカーで航空エンジンメーカーでもあったイタリアのイソッタ・フラスキーニ社は、戦後に自動車生産の再開を計画し、そのメカニズムのベースに――どのような理由からかは不明であるが――タトラT87を採用した。これは結局不幸な結果に終わった。1947年から開発を進められたリアエンジン試作車「ティーポ8C・モンテローザ」(Tipo 8C Monterosa)は、8Cのネームが示すようにタトラタイプの8気筒エンジンを搭載しており、イタリアのカロッツェリアの手でダミーグリルを持つフルワイズ・オープンタイプの美しい流線型クーペおよびカブリオレボディが架装された。しかし、高速安定性の悪さと空冷エンジンの騒音はいかんともしがたく、1949年には生産化が放棄された。結局、名門イソッタ・フラスキーニは復活しなかった。

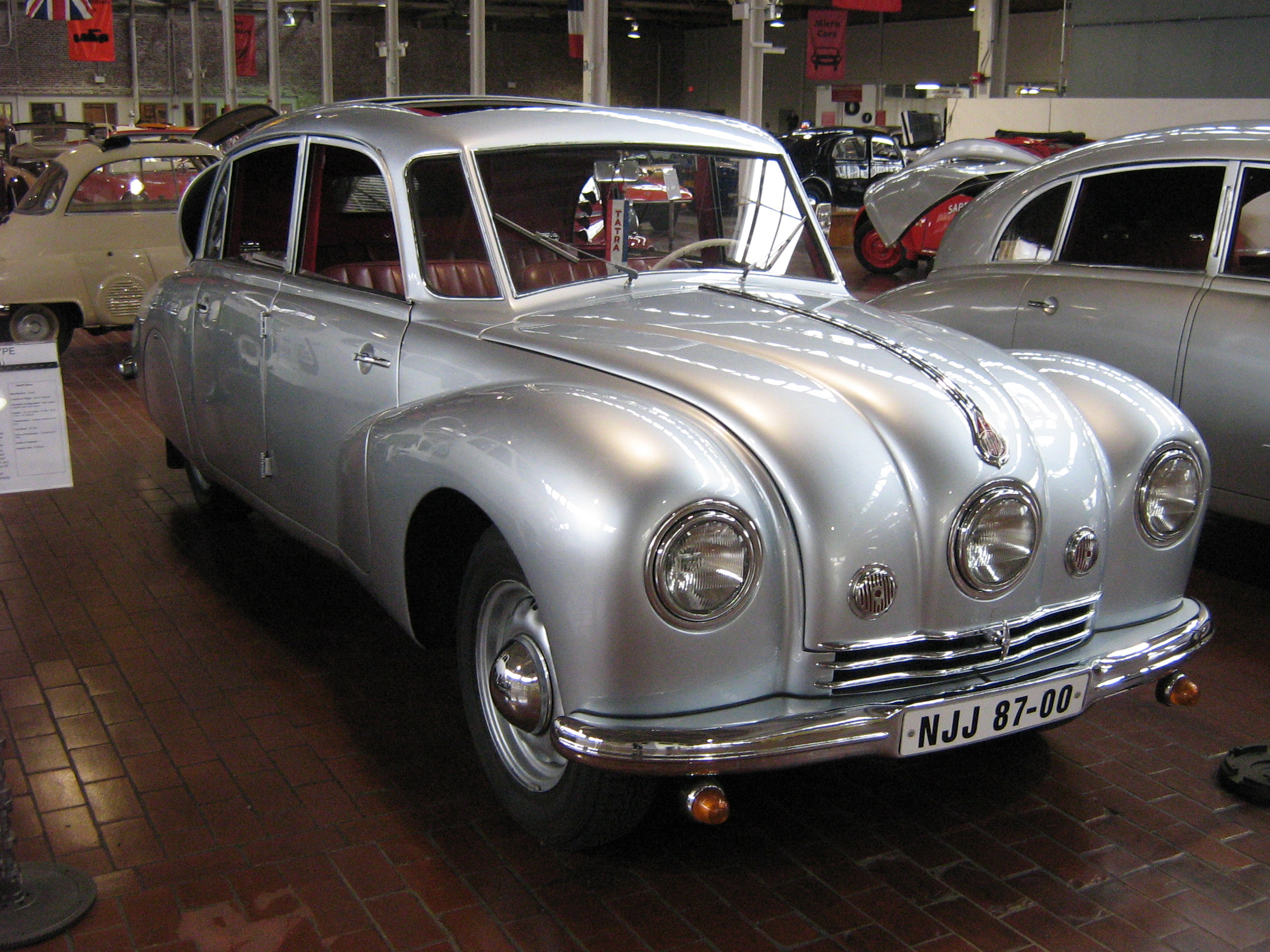
アメリカ・テネシー州ナッシュビルのレーン自動車博物館所蔵の1947年製T87。ノーズを1948年型風に仕立て直してあるが凡庸な形態である。本来の流線形ノーズのモデルも並行生産された。

1948年、ボディの前面がリニューアルされ、ボウエンギョの目のように筒状に突き出ていた3灯のヘッドライトはフェンダーおよびボンネットの大きなアーチにカバーガラスのレベルまで埋め込まれ、バンパーも刷新された。このモデルは1950年まで生産されたが、従来型も並行して生産された。
T87末期形として「タトラプラン」似の平凡な2個ヘッドライトやダミーグリル付のマイナーチェンジデザインのモデルが開発されたが、少数製造されたのみである。
T87は、1950年までに3018台が製造された。14年間の製造台数としては決して多いとは言えず、また大型乗用車におけるリアエンジン方式と空冷エンジンも、タトラ以外には普及しなかった手法であったが、軽量な空力ボディの有効性を実地に示したという点では、極めて先駆的な存在として評価に値する。
ハンス・レドヴィンカは共産体制下でナチ協力者の汚名を着せられ、1951年まで獄中にあった。釈放後、政府からタトラ復帰を打診されたが、政府の態度豹変ぶりに不信を抱いた彼は「それならもっと早く私を釈放すべきだった」とオファーを断り、息子エーリヒと共にオーストリアへ移った。エーリヒはのち、シュタイア社で軍用車両の技術開発に当たっている。
晩年のハンス・レドヴィンカは、技術コンサルタントとしてエンジンメーカー等への助言を行った。空冷エンジンの専門家と目されていた彼であったが、「騒音・振動面から言えば、水冷エンジンの方が望ましい。空冷にこだわり過ぎるべきでない」というコメントを残している。
レドヴィンカは、ドイツのミュンヘンへ移った最晩年まで自らの手がけた「T87」に乗り続けた（愛用の「T87」セダンは1965年に、ミュンヘンのドイツ博物館に寄贈された）。1967年3月2日、ミュンヘン市内で路上横断中、交通事故に遭い死去。89歳であった。

### 戦後共産体制下での展開
1945年、ソビエト連邦がチェコスロバキアに進駐し、チェコは「解放」された。ほどなくソ連の影響下で共産党が政治の主導権を握り、共産主義政権が樹立された。
チェコスロバキアにおける自動車の生産はナチス・ドイツ併合下に続き、共産体制下でも統制された。
チェコの3大メーカーをはじめとする自動車メーカー・オートバイメーカーは1945年以降に国有化され、プラガはトラック・バスの専業となり、乗用車については小型車がシュコダ、中型車がタトラという形で住み分けた。シュコダは3リッター級上級モデルのスペルブの生産を1949年で終了、対するタトラも同年、フロントエンジンのベーシックモデルであるT57の製造を終了した。
戦後のタトラは、良くも悪くも共産主義体制の計画経済による管理のもと、トラック主力のメーカーとして推移することになった。他の共産主義諸国とは異なり、タトラ車、トラックは西欧や米国にも輸出され、受け入れられていた。

#### T600（タトラプラン）

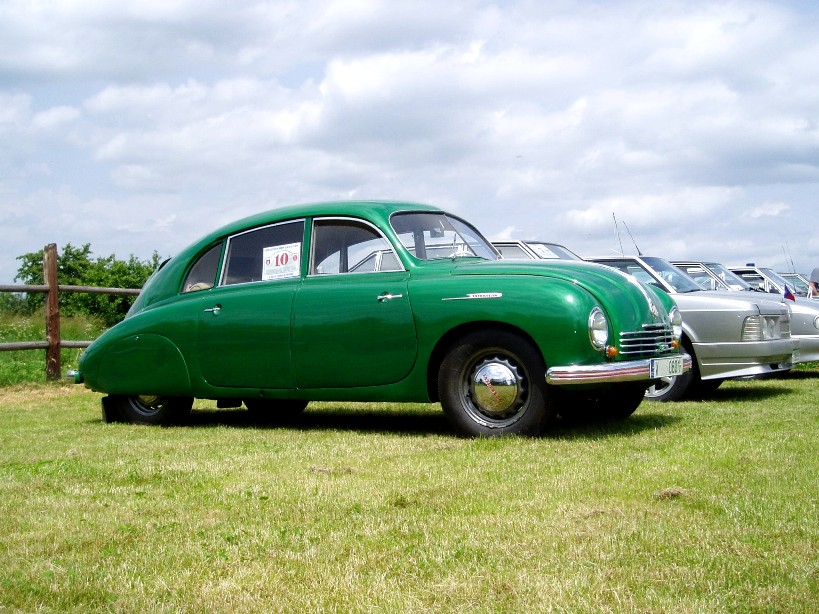
T600 Tatraplan

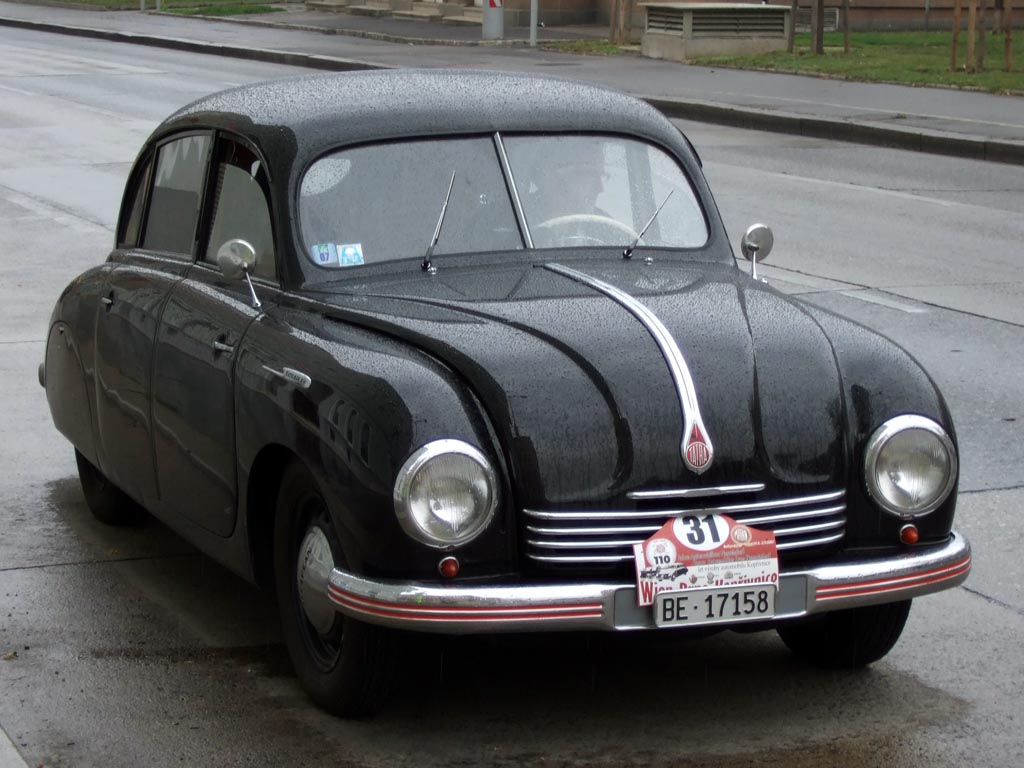
タトラプランをフロントから。ダミーグリルのためフロントエンジン車に見える

ドイツの介入で頓挫していたタトラのリアエンジン中型車開発は、戦争終結によって復活することになった。終戦後、レドヴィンカはナチ協力者として収監されていたため、レドヴィンカの部下であった10人のタトラ技術者たちが新型車開発に取り組むことになる。
当初、政府はT97をベースに、V形6気筒エンジン搭載の高級車を開発するよう要求したが、開発チームはより現実的なモデルとして、T97と大差ないクラスの中型乗用車開発を進言し、結果としてはそれが実現した。開発は1945年の暮れから開始された。
1946年には、「Ambroz」と呼ばれた試作車が完成した。メカニズムはT97を踏襲しつつも、モノコック化されたボディデザインはより洗練され、もはやフォルクスワーゲンとの類似性は薄らいでいた。フロントのライトは常識的な2個でダミーグリルを付け、後輪外部はスパッツで覆われた。T77以来の「背びれ」は、このタイプにも小さいものではあるが装備されていた。
これから更に改良が重ねられ、1947年には生産形のプロトタイプであるT107が完成した。T107は7台が試作され、同年9月にプラハで開かれたモーターショーに出展された。この時点ではエンジンはまだT97と同クラスの1750ccであった。
このような過程を経て、リアエンジンの中型タトラは1947年末から量産開始されることになった。タトラにおける型式番号付番の制度が改定され、乗用車は600番台が振られたことから、従来より一気に飛んだ「T600」となり、共産主義政権下における計画経済を象徴するものとして「タトラプラン（Tatraplan）」のペットネームが与えられた。タトラ車の名称の多くは、「T」の後ろに数字名前を付けただけの事務的なもので、愛称がついたのはこの「タトラプラン」くらいである。
空冷水平対向4気筒エンジンはボア/ストロークが85/86mmとほぼスクエアの1952ccとなり、圧縮比6.1で52HP/4,000rpmを発生、4段変速機（1速を除きシンクロメッシュ）を介して、1.2tのモノコックボディを130km/hまで引っ張った。サスペンションはフロントが横置きリーフスプリングによる独立、リアがスイングアクスルとトーションバーの組み合わせである。
リアビューはT87のコンパクト版と評すべきヤーライ・スタイル、背びれ付の豊かなフードと4灯テールライトの組み合わせで、非常に流麗であった。だがノーズの高いボンネットとダミーグリルのせいで、前から見るとフロントエンジン車のように見える。ともかくもトランクスペース拡大の効果はあり、またフォルクスワーゲンとは似ても似つかない容貌となった。空気抵抗係数は0.32で非常に優秀である。

#### T600の展開と政府の強制
同時期にシュコダでも戦後型小型車である1100cc車「1101」を登場させており、この1101に小型モデルの地位を譲って戦前からのT57bを製造終了したタトラは、中型であるタトラプランを乗用車の主力モデルとした。1947年から生産再開されていた「T87」はこの間、1950年に製造を終了している。
タトラプランは発売後まもなくからラリー競技でも好成績を収めたことから、発展形として2ドアのアルミボディを持つ「T601」（タトラプラン・モンテカルロ）が試作されている。モンテカルロはその名のとおり、ラリー・モンテカルロ出場を目標に開発されたものであるが、これは実現しなかった。1951年には空冷ディーゼルエンジン搭載のタトラプラン「T600D」が3台試作されたが、量産には至らなかった。

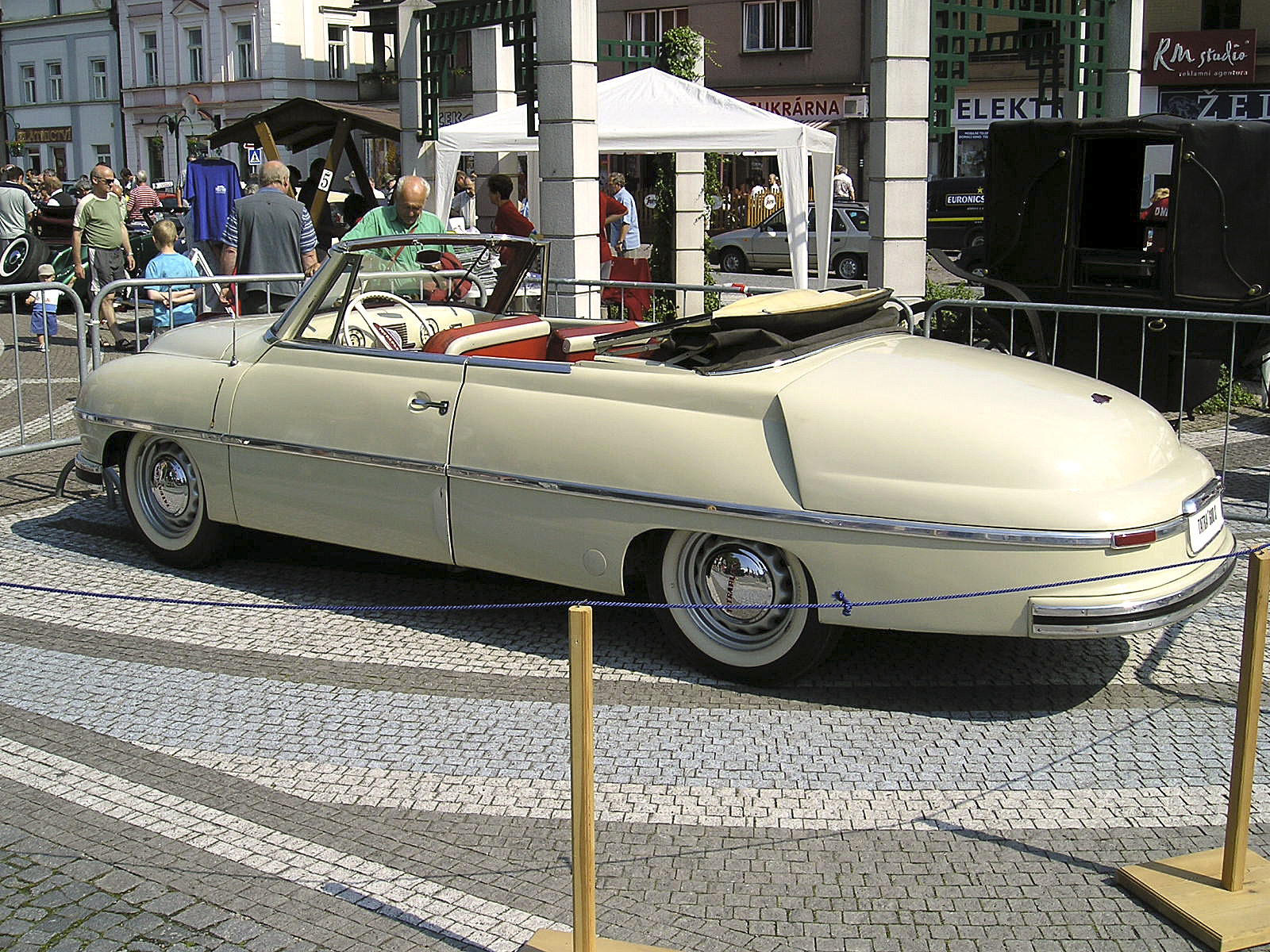
T600 Sodomka Kabriolet　ソドムカ製T600カブリオレ。流麗な仕上がりである

変わった例としては（共産政権が成立しても存続していた）ソドムカ工場製の贅沢なオープンボディを持つ特製のT600が1948年に製作された。翌1949年のジュネーブ・モーターショーで展示されたこのカブリオレは、同年、チェコスロバキア政府からソ連の指導者ヨシフ・スターリンの70歳の誕生日プレゼントとしてソ連に贈られたが、スターリン死後にチェコに返還され、タトラ博物館に収蔵されている。
1948年、オートバイメーカーのCZからその親会社だったシュコダに移籍した経歴を持つ自動車技術者のユリウス・マカーレ（Julius Mackerle　1909年-1988年）が、シュコダからタトラに移籍した。マカーレは以後長きにわたってタトラのチーフエンジニアを勤めることになる。
マカーレとタトラ技術陣は、1949年、T600シャーシをベースにエンジンを前後逆転させてミドシップレイアウトとし、フルワイズタイプの空力スペシャルボディを与えたレーシングモデル「T602」を開発する。その開発目的は技術力向上のため、レースフィールドでタトラプランのコンポーネンツの信頼性を試すことにあった。最初のT602は1949年のチェコスロバキアGPでは、マセラティ、フェラーリ、シムカ・ゴルディーニなどの強豪に伍して総合9位に入賞している。1949年当初62HPだったエンジンは、1950年シーズンには圧縮比アップで83HPとなった。最初の4気筒602は1951年6月にレース中に事故で破損、翌1952年シーズンでは4輪駆動車用に開発されたV8・2.5Lエンジン（のちのT603用エンジンの原型）をチューンして135HPを発生するユニットを搭載したバージョン1台が作られたが、こちらの8気筒版も1953年の速度記録走行挑戦中に火災喪失している。
また1950年には、モノポスト型のミドシップレーシングカー「T607」をチェコスロバキアGP用に開発。これらは2台が製作され、のちのT603用となるV8・2.5Lを年々チューニングしながら、1958年までに35回のレースに出場、チェコ国内で好成績を挙げた。1953年には速度試験で197km/h〜207km/hを、1959年には215km/hの速度を達成している。重要な特徴は、空冷エンジン用軸流ファン駆動を排気ガス圧のエジェクター効果で補助するシステムを組み込んだことで、6,000rpmで20HPほどに達する冷却ファン駆動出力損失を大きく軽減できた。このユニークなシステムは、のちにT603にも導入されている。
一般型T600は生産されたうちの半分以上が輸出された。しかも共産圏諸国よりも、西側諸国への輸出が多かったのは意外な事実である。オーストリアや西ドイツ、スウェーデン、ベルギー、スイスといった中欧・西欧へ、またカナダにも輸出された。工業国チェコの戦前からの実力がまだ損なわれていなかった時期の製品であり、十分な成功を収めていたと見てよい。オーストリアやスイスに輸出されたT600は、リアエンジンゆえの山岳地帯における優れたトラクションで評価を受けていた。またT600は右ハンドル車も少数存在する。
ところが1951年、生産効率を重視する共産政府の命令により、タトラは「タトラプラン」の製造を中止させられる。「タトラにはトラック生産に専念させ、生産台数の少ない乗用車はシュコダ1社に集中生産させるのが合理的である」というのが政府の「プラン」であった。タトラ側は懸命に阻止しようとしたが、抗えなかった。
結果、シュコダのムラダー・ボレスラフ（Mlada Boleslav）工場（当時はAZNPを称していた）が「タトラプラン」を生産するという奇妙な状況となった（両者は戦前、ライバルメーカーだった）。タトラプラン生産ラインの設備はコプジブニツェから撤去され、全てがムラダー・ボレスラフに移された。
この前代未聞の強引な指令には、タトラとシュコダ双方の関係者が強く不満を抱いた。腹を立てたタトラの労働者たちは、自ら手がけて愛着あるタトラプランの新車を、工場の敷地に穴を掘って埋めることで抗議したという。
シュコダ製タトラプランは全て輸出に充てられ、翌年の1952年まで生産された。車体後部の形状がタトラ製と若干違い、フードがやや角張っていることで容易に識別できる。タトラプランの総生産台数は、タトラ製4,242台、シュコダ製約2,100台と言われる。同時期、AZNPは政府・共産党上層部向けの大型車開発・製造も担当し、1950年から1952年までプラガ製5.2Lエンジンを搭載したフロントエンジン大型リムジン「シュコダ・VOS」を限定生産した。
共産党政権の方針は、更に上位にある東側ブロックの盟主・ソビエト連邦の意向で左右された。1952年にAZNPでタトラプラン／シュコダ・VOSの製造が止められ、短期間ながら、チェコ製の中型・大型乗用車が生産されない空白期間に入った。代わりにソ連からチェコスロバキアにも、VOSにも比肩する最高級リムジンのZIS、T87やスペルブに近い大型車のGAZ-12ZIM、タトラプラン同クラスの中型車GAZポピェーダ（Pobjeda）などが供給されたが、チェコスロバキアに比べソ連の自動車国産化は30年遅れたものでおり、ソ連車は概して評判が良くなかったようである。しかも共産圏衛星諸国からの需要に、ソ連での自動車生産能力が追い付かず、需要に対して供給が滞っていたという論外な実態があった。
戦前に製造された生き残りの中・大型車は経年で老朽化し、戦後に製造されたT87、スペルブ、VOSの台数はわずかで、需要を満たせなかった。国内向けに残されたタトラ社製タトラプランの台数も限られていた状況で、チェコスロバキア国内の上級乗用車需給は逼迫した。

#### T603

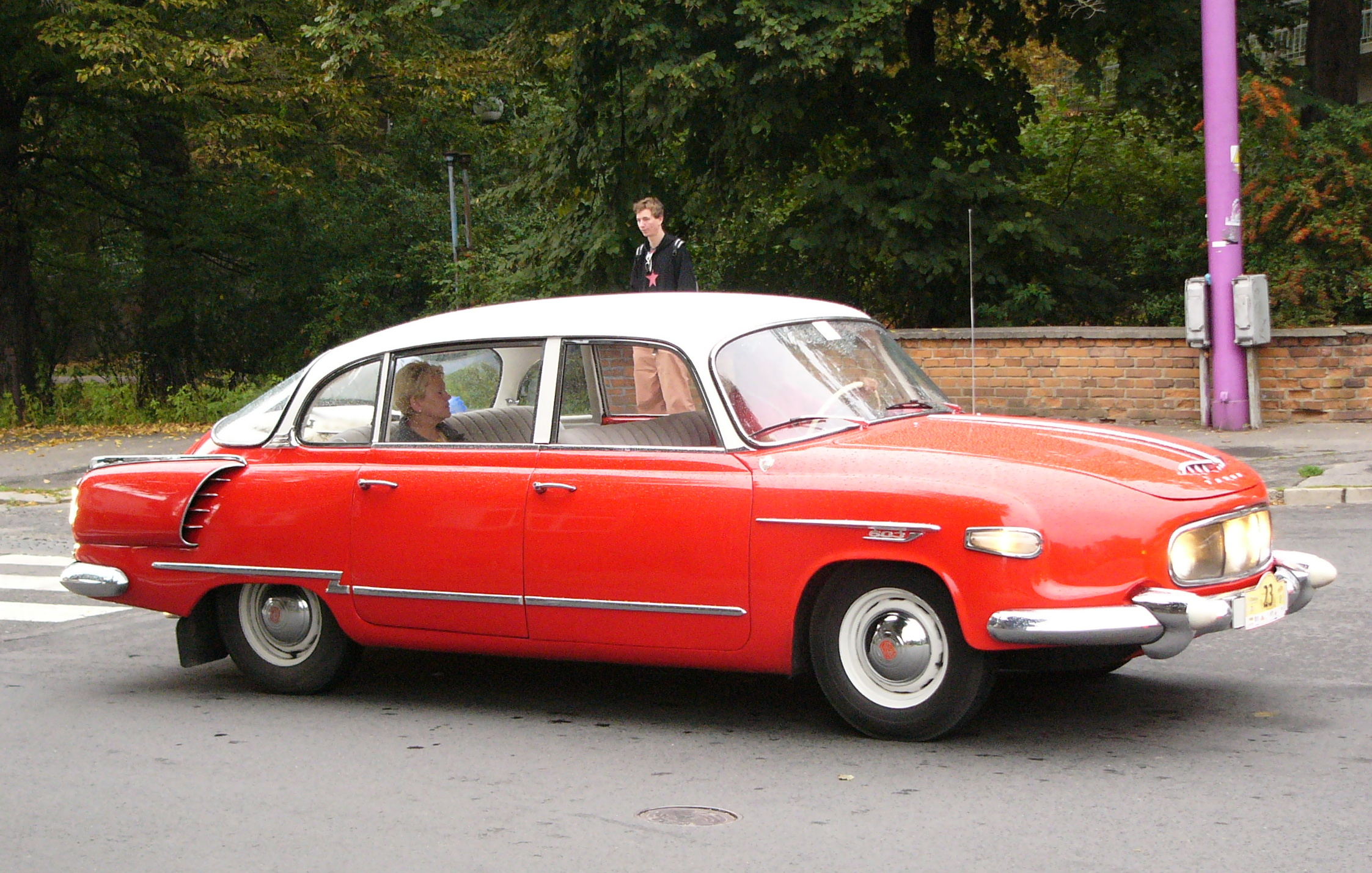
Tatra T603

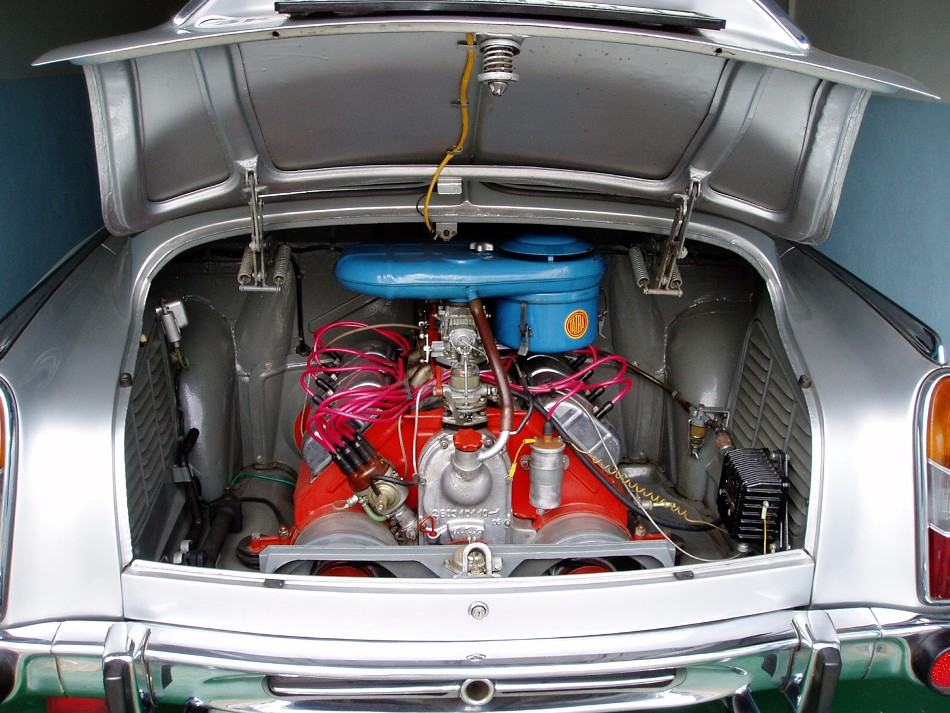
Tatra T603H（末期型）のエンジンルーム。ゆとりのあるスペースにV型8気筒が搭載され、両側面には通風ルーバーも見える。冷却ファンはツインタイプ

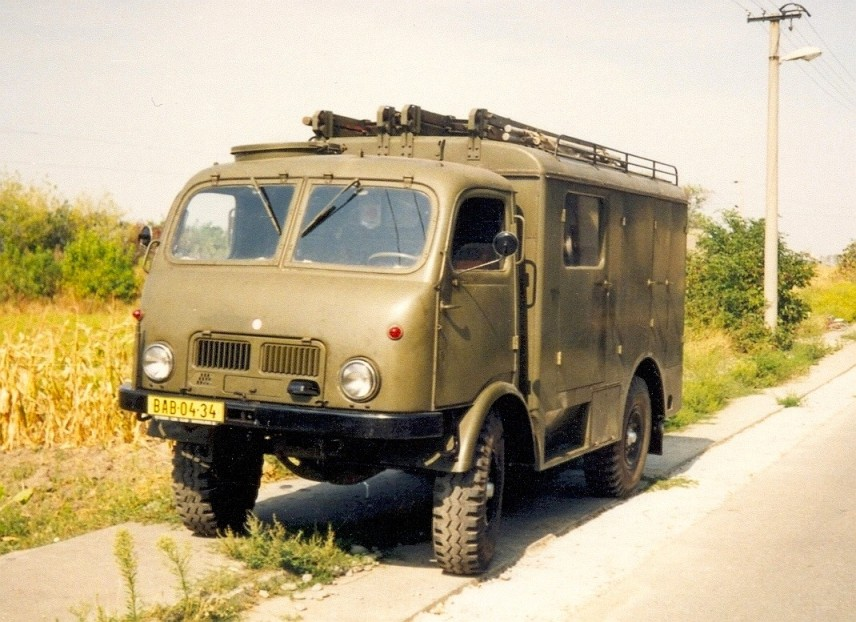
Tatra T805。エンジンの開発ベースとなった四輪駆動車

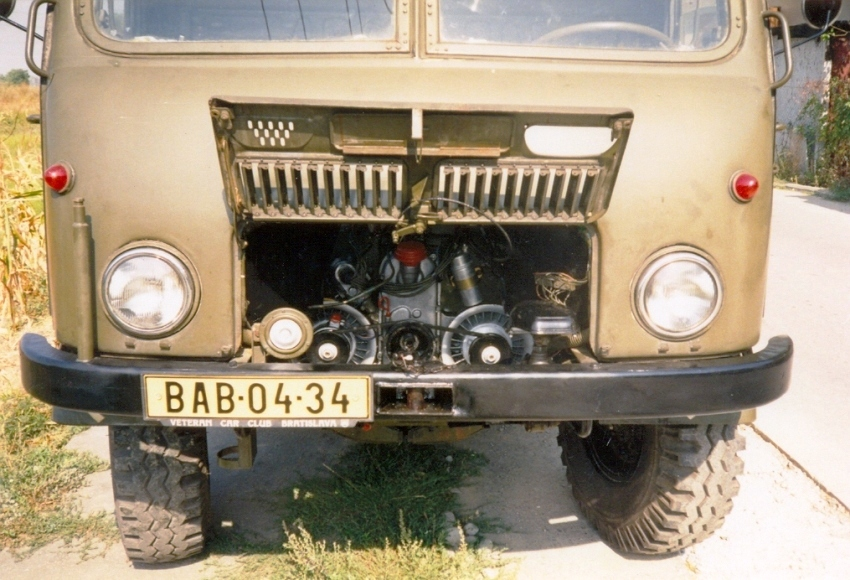
T805のフロントエンジン。配置は前後逆だが、ツインタイプの冷却ファンなど、基本構造はT603と同じである

政府の方針でトラック専業となっていたタトラであるが、ソ連製大型車の供給事情（と品質面）の問題を見て取ったタトラ技術陣は、1952年には早くも密かに新型乗用車の開発に着手していた。チェコスロバキア政府からの要請もあり、1953年には再び大型乗用車開発のプロジェクトが正式に始まった。新型車の開発チーフはユリウス・マカーレ、エンジン開発のチーフはイジー・クロシュ（Jiri Klos）であった。彼らによって開発されたのが「T603」である。
タトラでは新しいオールアルミの空冷V形8気筒エンジンを改良して、この新型車に搭載することにした。Vバンク中央に配置されたカムシャフトからプッシュロッドでバルブを開閉するOHV形であるが、燃焼室は半球形で高効率である。元々軍用の4輪駆動試作車「T805」用に開発され、タトラプランをベースとした試作レーサーT602・T607にも搭載されてテストされていたもので、排気量2,545cc、ボア/ストロークは75×72mmのオーバースクエア。ツイン・キャブレターを装備した乗用車用のチューンでは、95HP/5,000rpmを発生した。1950年代中期の乗用車用エンジンとしては十分な水準である。
空冷エンジンでしばしば問題となるのは、寒冷時のオーバークールである。水冷エンジンならサーモスタットで冷却水の流動を抑えられるが、空冷エンジンでは冷却風導入ダクトに人の手で蓋をするくらいしか対策しようがなかった。そこでT603では、冷却風導入ダクトにエアフラップを設け、これをサーモスタットと連動させるシステムを採った。寒冷時には自動的にエアフラップが閉じ、オーバークールを防止するのである。またエンジンからベルト駆動される軸流式冷却ファンは、T607モノポストレーサーで先行試作されたエジェクター効果利用の排気ガス圧補助が与えられ、高回転時のパワーロスを削減した。ターボチャージャー普及以前の、排気ガス圧のユニークな利用と言える。
なお暖房については、空冷エンジンの熱を利用しにくいことから、独立式のガソリン燃焼ヒーターを用いている。
リア・サスペンションは、タトラの伝統通り、4段ギアボックスと一体化されたトランスアクスルから伸びるハーフ・ジョイントのスイングアクスル式である（ただし、スプリングはコイルとなった）。珍しいのは、フロント・サスペンションで、コイルをトレーリング・アームと組み合わせた一種の変形ストラット式であった。ステアリング切れ角を大きく採るための配慮が為されている。ブレーキは冷却を考慮したアルフィン・ドラムである。
全長5,065mm、全幅1,910mmに達するアメリカ車並みの巨大なボディはモノコック構造の流線型フルワイズで、グラスエリアが広くて視界が良く、大人6人を載せるに十分な居住性を備えていた。これほど一体化された完全な曲面構成の流線型セダンは、他に1949年のリンカーン・コスモポリタン（アメリカ　フォード社製）と、1953年のパナール・ディナ54（フランス　パナール・ルヴァッソール社製）があるのみで、ほとんど類例がない。空気抵抗係数は0.36で、当時の自動車として屈指であった。
ホイールベースは2,748mmと6人乗り乗用車なりに長くはあったが、5mクラスの自動車としてはやや短い。その分前後オーバーハングが大きく、特にフロントのオーバーハングは異例で、車体先端・バンパー下にスペアタイヤを収納できるほどであった。巨大なフロントオーバーハングやスペアタイヤ配置は、リアエンジン車に付きもののオーバーステア傾向を抑制するバランス調整策でもあった。

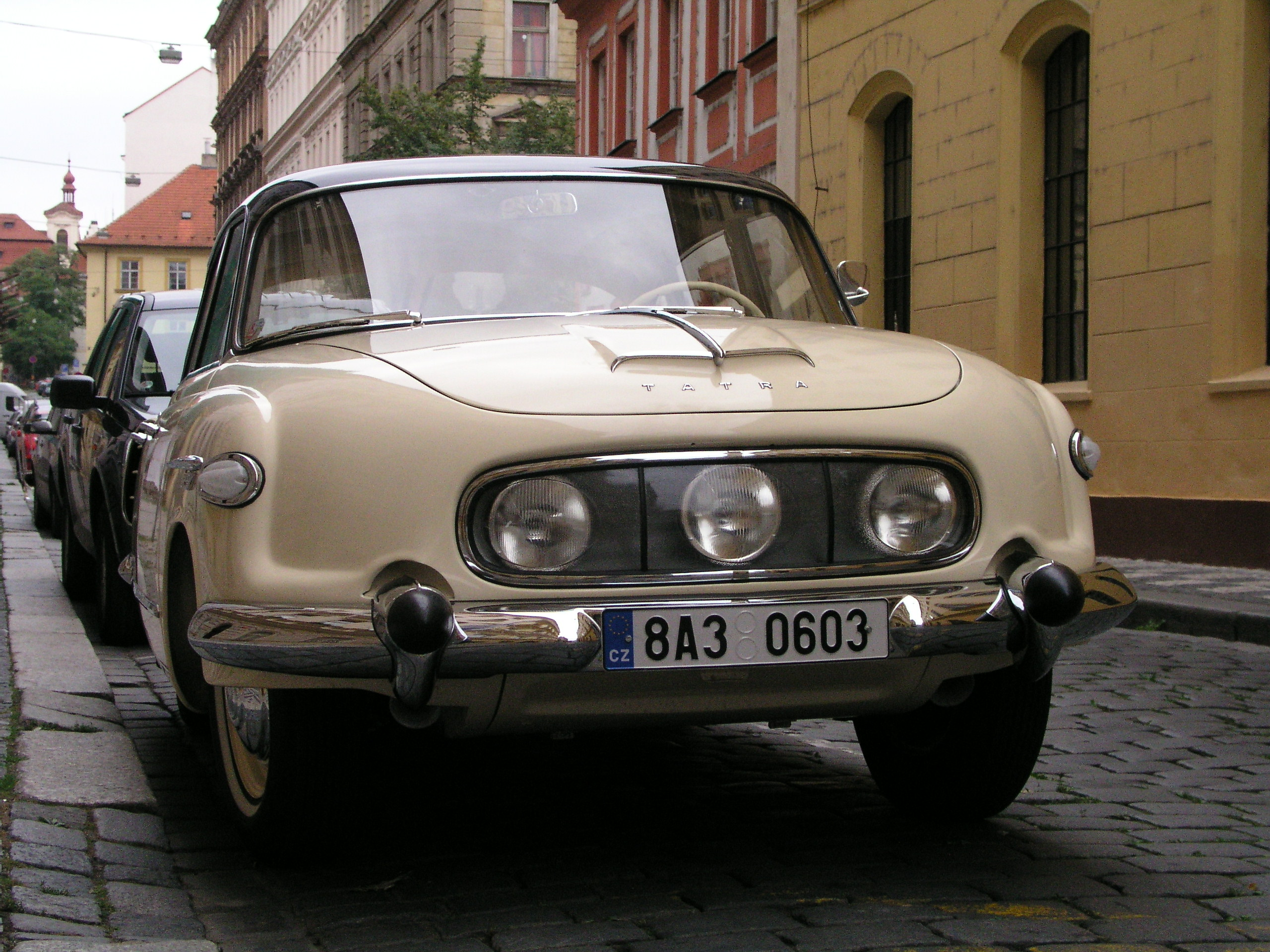
Tatra T603　あまりに独特なライトケース入り3灯式ヘッドライト

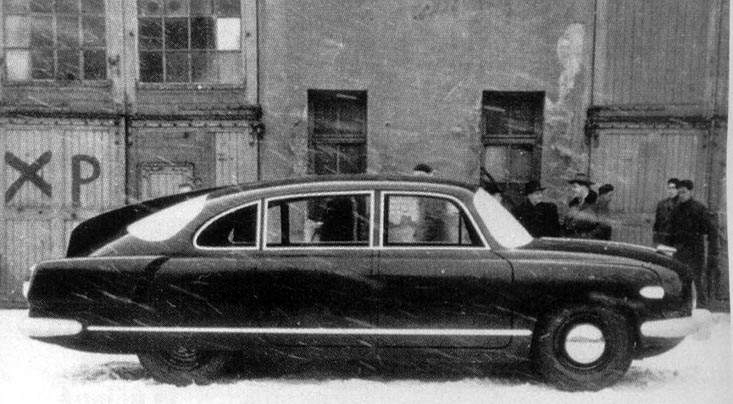
T603の試作モックアップ（1955年）。この時点では「背びれ」が付いていた。

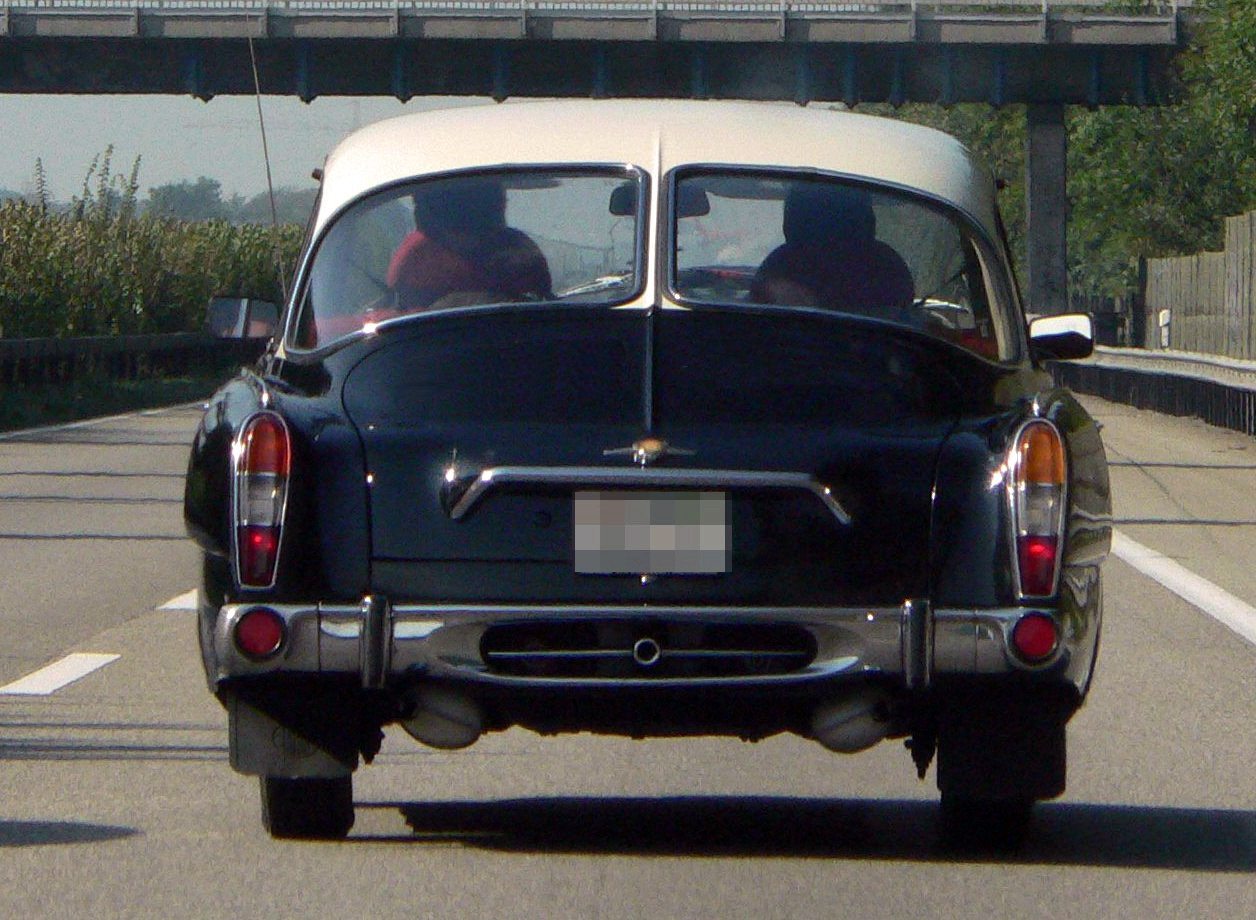
T603のリアビュー。リアエンジン車らしからぬ穏健な形態である。

ヘッドライトは、再び3個となった。しかもノーズ先端にガラスで覆われたライトケースを設けて横並びに集中配置、中央の1灯はステアリングと連動して進行方向を照らすようになっていた（T87と同じである）。異様きわまりない超個性的デザインは、チェコを訪れた外国人をしてしばしば「これは本当に自動車か？」と面食らわせた。
後部スタイルはヤーライ・スタイルを脱して、穏健に洗練された曲面型のセミ・ファストバックとなった。後部側ボディには通気口が見あたらず、大型のテールライトと合わせて、どう見てもエンジンが収まっているようには見えない（後席ドア直後の車体側面にエア・インテークが、またバンパー中央に冷却風および排気ガスを吐出するグリルが開いている）。広いリアガラス中央に細いピラーが入っており、T87の「背びれ」の残滓を思わせる。実際、開発中は本気で背びれを付けることが考えられていたのであるが、さすがにこれはモックアップのみで諦められた。完全なファストバックでないので、背びれはリア・フード開閉の支障となり、また空力面でのメリットも薄かったのである。

#### T603の展開
コンセプトやクラス、実際の仕上がりなどあらゆる意味で、T603は戦前のT87の正統な後継モデルと言える。それも当然で、開発スタッフの多くはハンス・レドヴィンカ子飼いの部下だった。車重は1470kgとT87よりやや重かったが、強化されたエンジンと空力ボディによって、最高速度約160km/hに達した。
開発の進行は速く、1955年に試作車が公開されるとチェコ国内で大きな反響を呼んだ。だが本格的な生産は1957年からである。
用途はチェコとその他共産諸国における公用車や共産党幹部クラスの専用車に限られ、一般のチェコスロバキア人が乗る機会はほとんど無かった。キューバの指導者フィデル・カストロはエアコン付の白いT603セダンを贈られ、愛用していたという。
1962年にはエンジン排気量が若干縮小され（ボアを70mmに縮小）、排気量2,472ccとなったが、圧縮比を8.2に高くしたため出力は105HPに強化された。

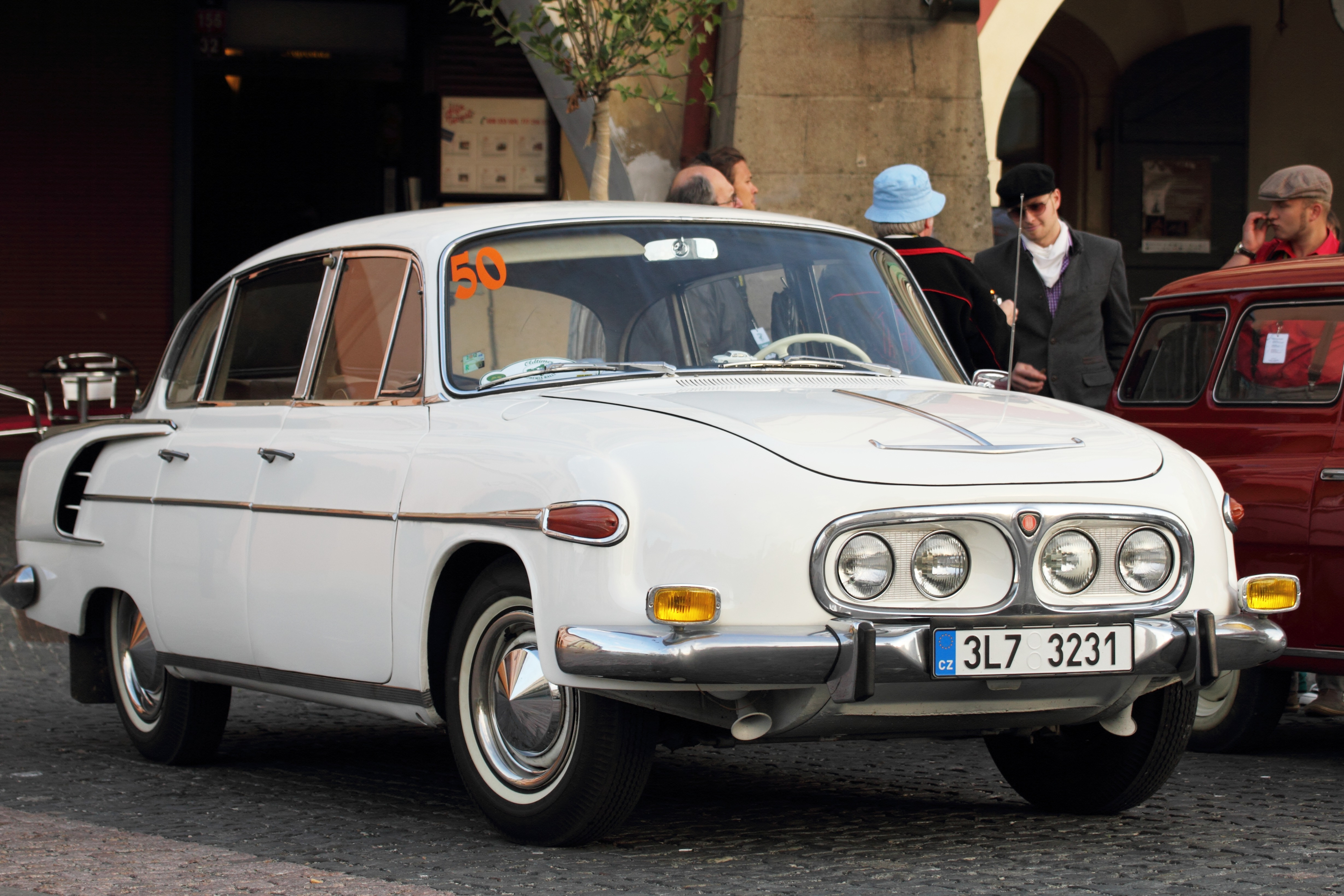
T603/2　一般的な左右2灯の4灯式となったが、「寄り目」過ぎるために却って強烈な個性を放つ。

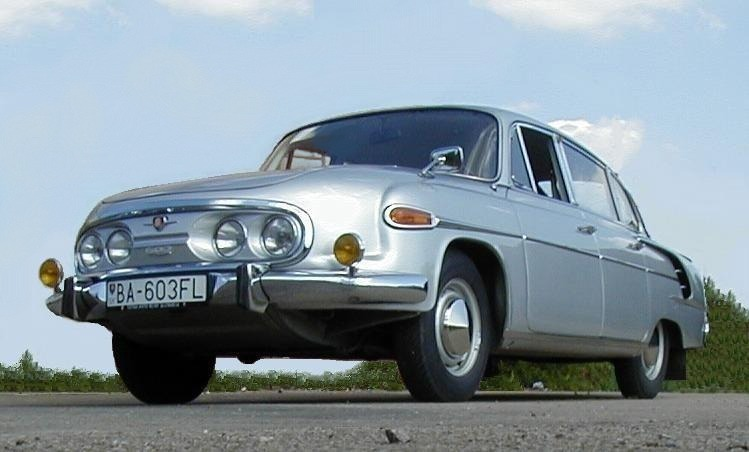
T603/3　「T2-603 II」とも称する後期型。未だ個性的な顔立ち。

1962年以降のモデルであるT603/2は、ガラスカバーのない、より一般的な4灯式ヘッドライトとなったが、2個ずつまとめられたライトは従来のライトケース内に窮屈にレイアウトされた。いささかくどいリ・デザインである。また、フロントのトレッドを50mm拡大し、回転半径を小さくした。
1968年開発のT603/3は、ブレーキにバキュームサーボが装備されて強化された。寄り目過ぎた4灯ヘッドライトは左右に離れて配置され、より穏健な体裁を採った。ディスク・ブレーキも導入された。
各年代毎に、ウインカーランプのサイズや位置、色合い、クロームメッキのオーナメントなどにも変化が生じている。
T603は製造期間中、半ばハンドメイド的な手法で限定生産されていた。総製造台数は20,422台とされるが、正確性は不明である。T603のマイナーチェンジモデルが登場すると、それより古いT603がタトラ工場に送られ、ここでオーバーホールとマイナーチェンジ車並みのアップデートを受けるケースが多く見受けられた。その一部が新車として、生産台数に二重カウントされていると言われている。
西側にも少数ながら輸出され、一般向けに販売された。小規模だが熱狂的なファンクラブが存在する。
このどこまでも謎めいた流線型セダンは、1975年に生産を終了した。

#### T613

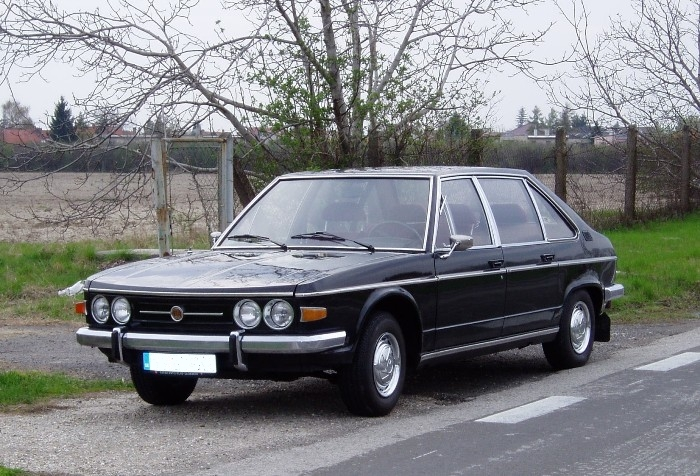
Tatra T613/2

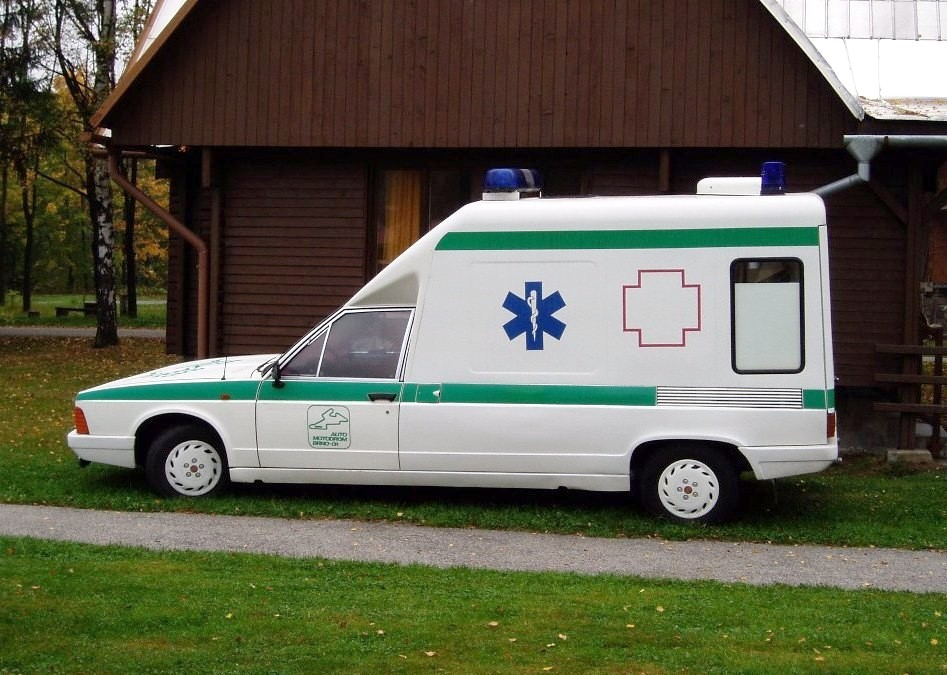
Tatra T613（救急車バージョン）

T603の後継モデルは1960年代初頭から検討が進められ、「T603 A」というシボレー・コルヴェアに似たT603リデザイン試作車などが数種作られたが、最終的には一からニューモデルを開発することになった。
メカニズムはT603に引き続いて空冷リアエンジンとしながらも、より合理的で洗練されたデザインが追求された。その結果、共産圏の自動車としては珍しく、イタリアのカロッツェリアであるヴィニャーレにデザインが外注された。
ニューモデル「T613」の原型は1968年に完成したが、それから生産に移るまでに、西側諸国では考えられないほどの長期に渡るタイムロスを生じ、生産開始は1973年、本格的な量産は翌1974年からとなった。
イタリアン・デザインのT613は、従来のタトラ車とはかけ離れた、直線的なモチーフのセミファストバック・セダンであった。4個のヘッドライトは切り立ったノーズの面に、彫刻したへこみのように配置され、中央にはタトラのエンブレムが配された。その外観は、共産圏のリアエンジン車とは想像しにくく、むしろドイツ車かスウェーデン車を思わせる端整さがある。グラスエリアも広く、また衝突対策も考慮されていた。
空冷V形8気筒エンジンは排気量3.5リッター、動弁方式はついにDOHCとなった。各バンクに2本ずつ、合計4本のカムシャフトをチェーン駆動している。最高出力は当初165HP/5,200rpmであった。燃料供給はキャブレター式である。
重量配分を考慮して、従来よりも前進したエンジン配置となり、半ば後輪上に乗りかかってミッドシップレイアウトに近付いた。その前方に4段式のマニュアルギアボックスが置かれ、デファレンシャルはエンジンのオイルパン下に位置することになった。燃料タンクはリアシート下に配置された。
ブレーキはサーボ付の強力な4輪ディスクブレーキ。フロントサスペンションはストラット式に、リアサスペンションは、ユニバーサルジョイントを備えた現代的なセミトレーリング式となった。重量配分変更も手伝い、かつてのスイングアクスルのような高速での不安定さは相当に改善された（この改良は、同時期のフォルクスワーゲンやメルセデス・ベンツと軌を一にしている）。
これらのスペックによってもたらされた最高速度は185km/h、あらゆる面で同時期の西側諸国各車に比肩する水準であった。ただし、空冷のリアエンジン車であることを除いては、である（このレイアウトの大排気量車は、他にスポーツカーのポルシェ・911があるのみ）。空冷エンジン車でしばしば指摘されるエンジンの騒音の大きさは、T613ではさほど問題にならない水準まで抑えられていた。
暖房は従来通り、ガソリン燃焼式の独立ヒーターを複数搭載している。
用途はT603と変わらず、東側諸国の官公庁や共産党幹部向けであった。北朝鮮にも輸出されている。西側への輸出はほとんど行われなかった。
変形モデルとしてはクーペモデルが計画されたが試作に終わった。またチェコ高官向けにホイールベースを延長したリムジンモデルや、パレード用のオープンモデルも少数作られている（ツインスパーク、燃料噴射仕様でチューニングされていたといわれ、自動変速機モデルもあったようである。ヘッドライトは角形だった）。
比較的多数作られた特殊仕様車は救急車仕様である。後部座席・エンジンルーム上に大きなキャビンが配置され、ここに患者・貨物搭載スペースが作られた。高速救急車として使用されたほか、公的業務の各種用途に活用された。

#### タトラ乗用車の終焉

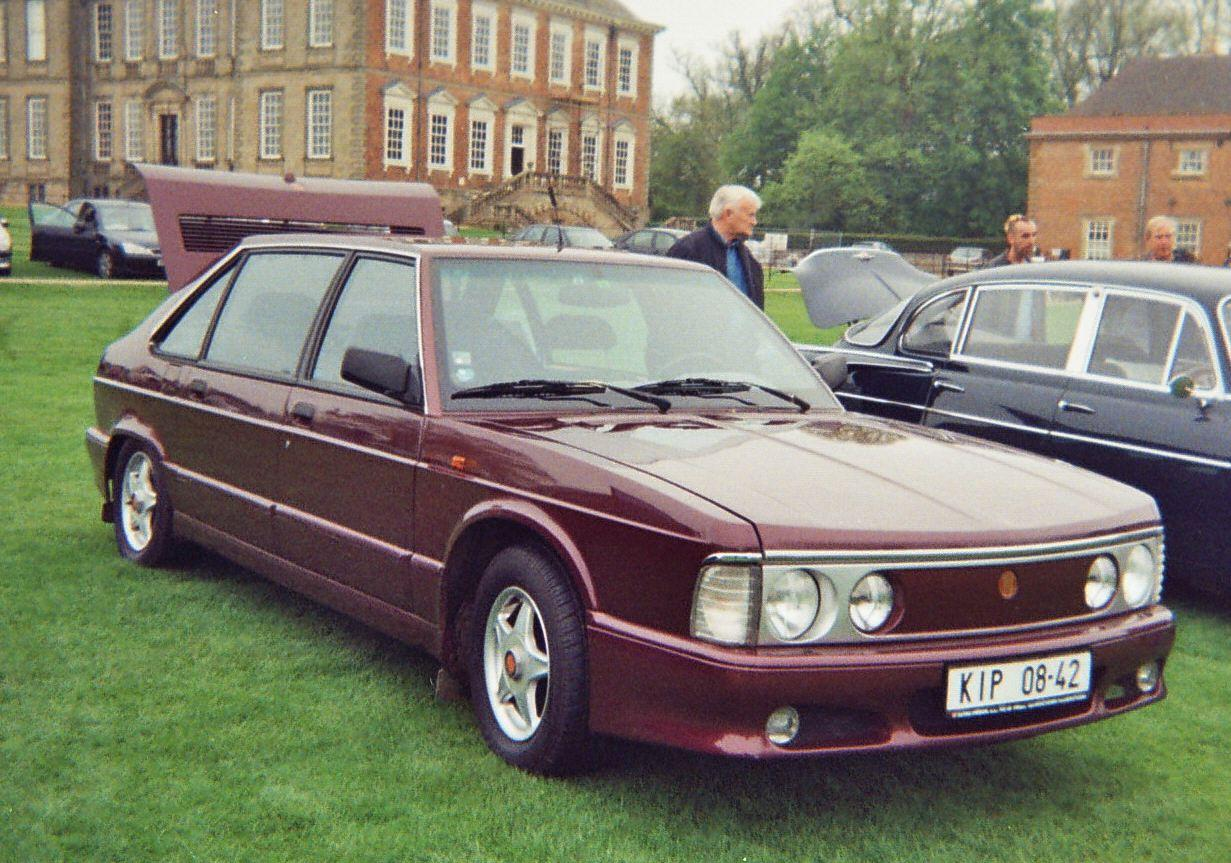
Tatra T613/4

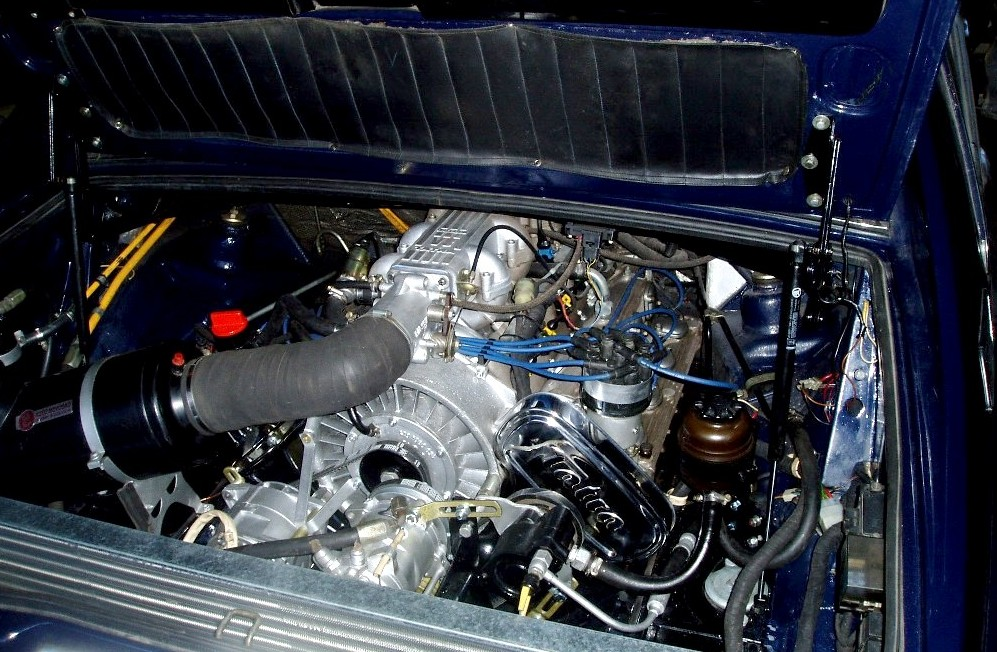
T613/4のエンジンルーム。既に整備性は論外である。

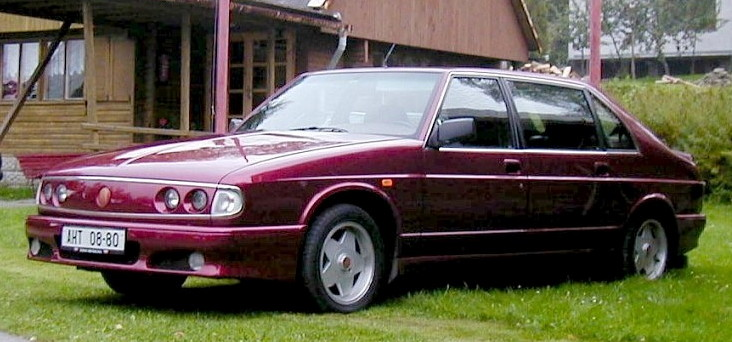
Tatra T700

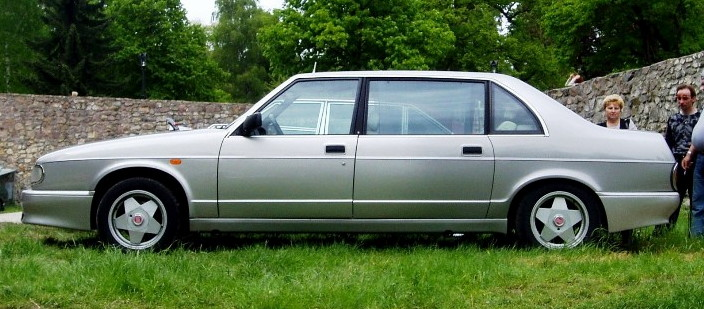
T700の側面。T613からほとんど進歩していないことがわかる。

T613のマイナーチェンジ車として、1980年には小改良を施したT613/2が、また1986年には内外装を大幅にモダナイズしたT613/3が登場している。
T613/3はフロントノーズの平板化や三角窓の廃止など、一見洗練されたかのように見えたが、内外装の細かなパーツ（スイッチやダクト）などは同じチェコのシュコダや、ポーランドのFSOといった小型車からの流用品が充てられた。少量生産車ゆえのやむを得ない措置であった。
1970年代以降の東欧諸国において、乗用車の技術発展は著しく立ち後れ、西側に比して10年から30年も前の水準の自動車が生産されている状態になっていた。タトラも例外ではなく、チェコスロバキアが民主化された1989年に至っても、開発から20年以上経過していたT613の生産が続いていた。デザインこそ何とか時流に追いつくためリファインされてはいたが、そのメカニズムは西欧諸国の自動車に比して極めて旧弊なものとなっていた。排気ガスの触媒対策が難しい空冷エンジンと、操縦安定性やトランクスペースの点で不利なリアエンジン方式は、いずれも西側では1970年代に廃れてしまったのである。
特にT613は排気ガス対策の面で立ち後れており、1991年にはイギリスのETB社の手で対策を施したT613/4が開発された。電子制御によるマルチポイント燃料噴射方式の導入（それまでのT613は特殊なモデルを除いてキャブレター仕様だった）、触媒搭載等の改良を受け、3.5リッターエンジンは200HP/5,750rpmを発生した。新たな5速ギアボックスを搭載され、フロントスポイラーやパワーステアリング、エアコン、パワーウインドウをも装備したT613/4の最高速度は、215km/hに達した。
更にイギリスの自動車マニアを視野に入れた改良型として、エアコンユニットの位置を変更し、フロントのライト回りを改変した右ハンドル仕様のT613/5が少数製造されている。これはダッシュボードにウッドを用いていた。
しかしながら民主化後の東ヨーロッパには、ドイツをはじめとする西欧諸国の高品質・高性能な乗用車が輸入されるようになっており、T613はチェコ本国や東欧各国においてさえも市場商品力を失っていた。T613の生産は1996年に終了し、22年間の総生産台数は約1万1,000台に過ぎない。
タトラ社はT613の後継モデルを検討し、1996年には「T700」を開発した。だがこれも、本質的にはT613/5の外装パネルを模様替えした程度のモデルに過ぎず、十分な成功は収められなかった。T700は少数が生産されたのみで1998年に生産を終了し、これをもってタトラの乗用車の歴史は終わった。

## トラック
タトラは現在でも各種のトラックを生産しており、その中には全輪駆動モデルも多数含まれる。
2004年現在の主力モデルである「タトラ 815」シリーズは、共産主義政権下の1982年に登場した歴史の古いモデルではあるが、4輪・6輪・トレーラ仕様など多彩なバージョンを備え、アップデートを受けて時代に適応した仕様となっている。
現在はインドに於いて英国企業らと合弁契約を締結し、インド向けトラックの生産を行っている。
バックボーンフレームとジョイントレス・スイングアクスルサスペンションを備え、空冷ディーゼルエンジンを搭載するレイアウトは、ハンス・レドヴィンカの時代から60年以上に渡って変わっていない（だが、世界の競合各社のトラックが現在でもはしご形フレームと固定軸ばかりであることを思えば、十分独創的である）。エンジンはインタークーラー・ターボ仕様であり、排出ガスについてはヨーロッパの環境基準を満たしている。
デザインは軍用車と見まごうほどの武骨さであるが、柔軟な全輪独立懸架による悪路踏破性は他に類を見ない。
ソビエト連邦時代、シベリアでの大規模開発には、タトラ製大型トラックの供給が不可欠である、と言われたほどで、氷点下40度の酷寒にも耐える能力を持つ。また、北アフリカでドイツ軍用車両として使われた際に酷暑の砂漠においても耐久性は示された。
またタトラは1980年代からダカール・ラリーのカミオン部門に参戦し、カレル・ロプライスが2001年までに6度の総合優勝を果たしている。タトラは2000年までは直系のワークスチームを参戦させていたが、2002年からはプライベーターを支援する形のセミワークス体制となっている。ダカール活動は、タトラに高性能2軸駆動トラックの開発を促進させた。甥のアレス・ロプライスは紆余曲折を経て他メーカーへ籍を移したが、2023年現在もチェコのバギーラ・レーシングなどによるタトラの参戦が続けられている。
実際に軍用としても用いられており、その活躍は輸送だけでなくRM-70自走式多連装ロケットランチャーやダナ 152mm自走榴弾砲のように正面戦力として用いられる車両の台車となることもある。
一部車種のキャブはオランダのDAFから供給を受けている。

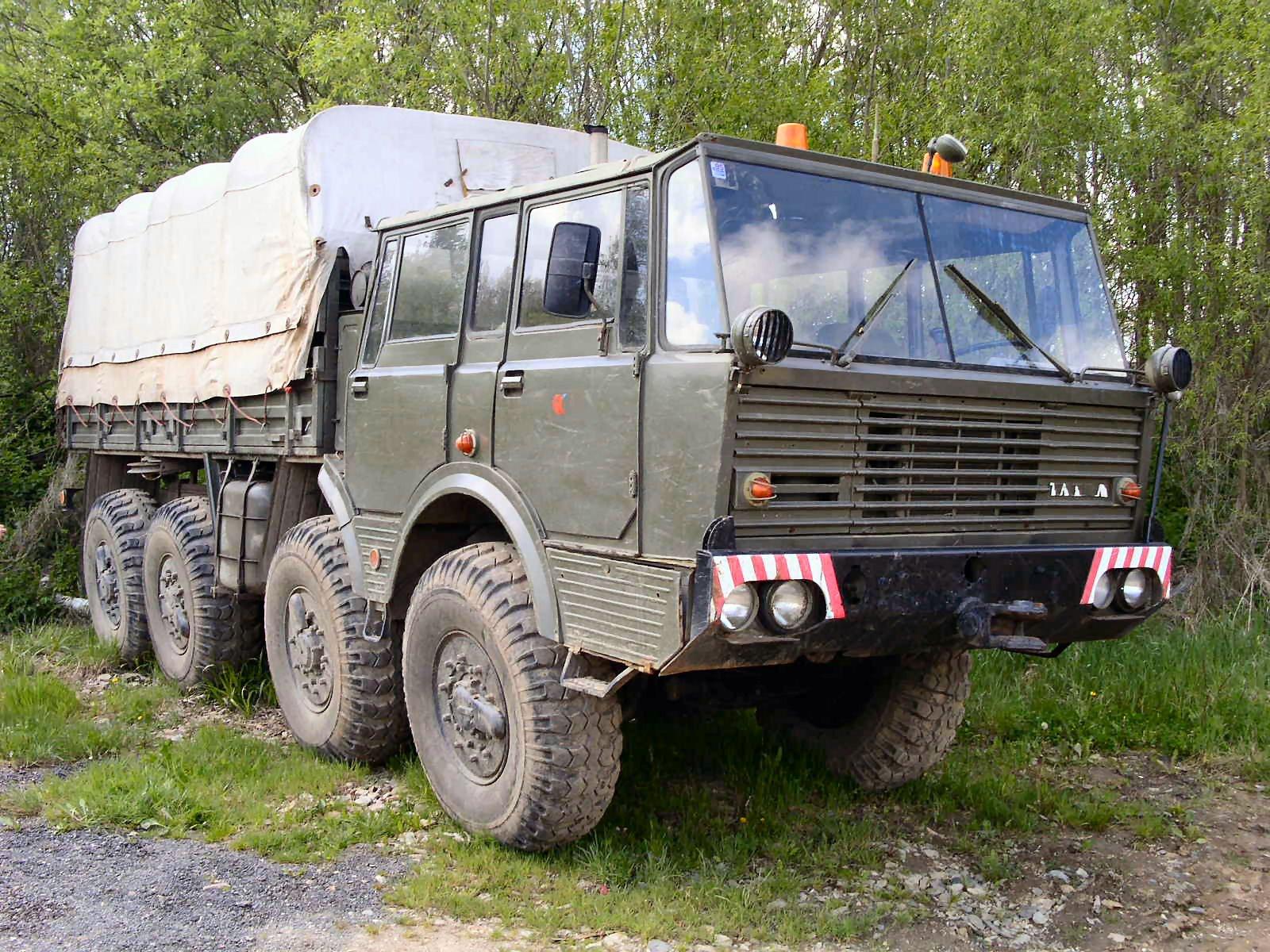
タトラT813。
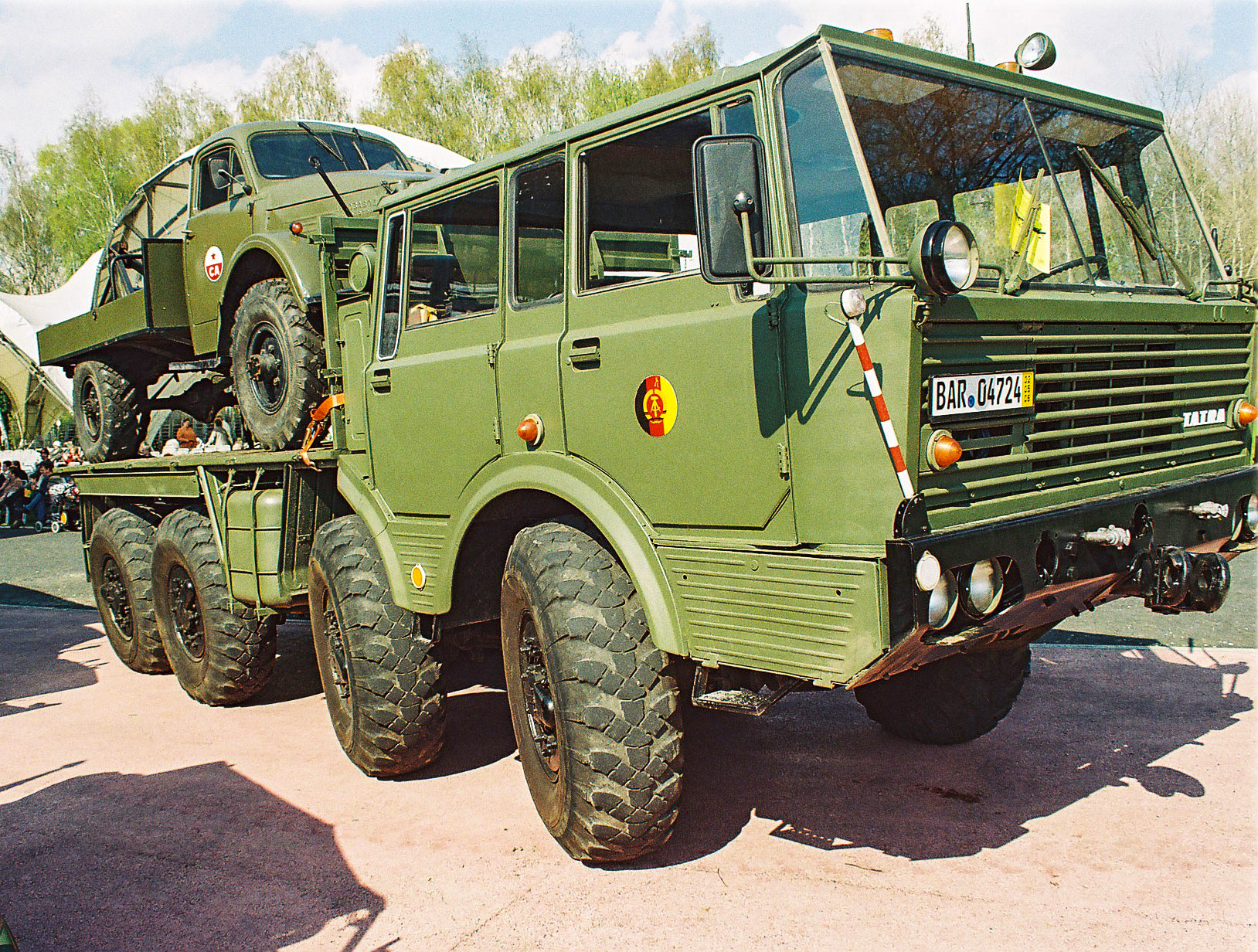
東ドイツ陸軍のタトラT813
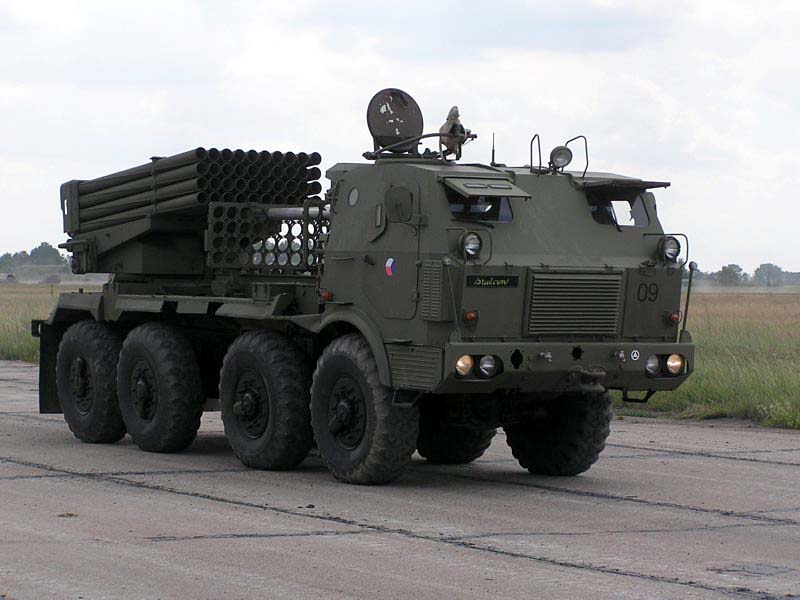
タトラT813を基にした、RM-70自走式多連装ロケットランチャー
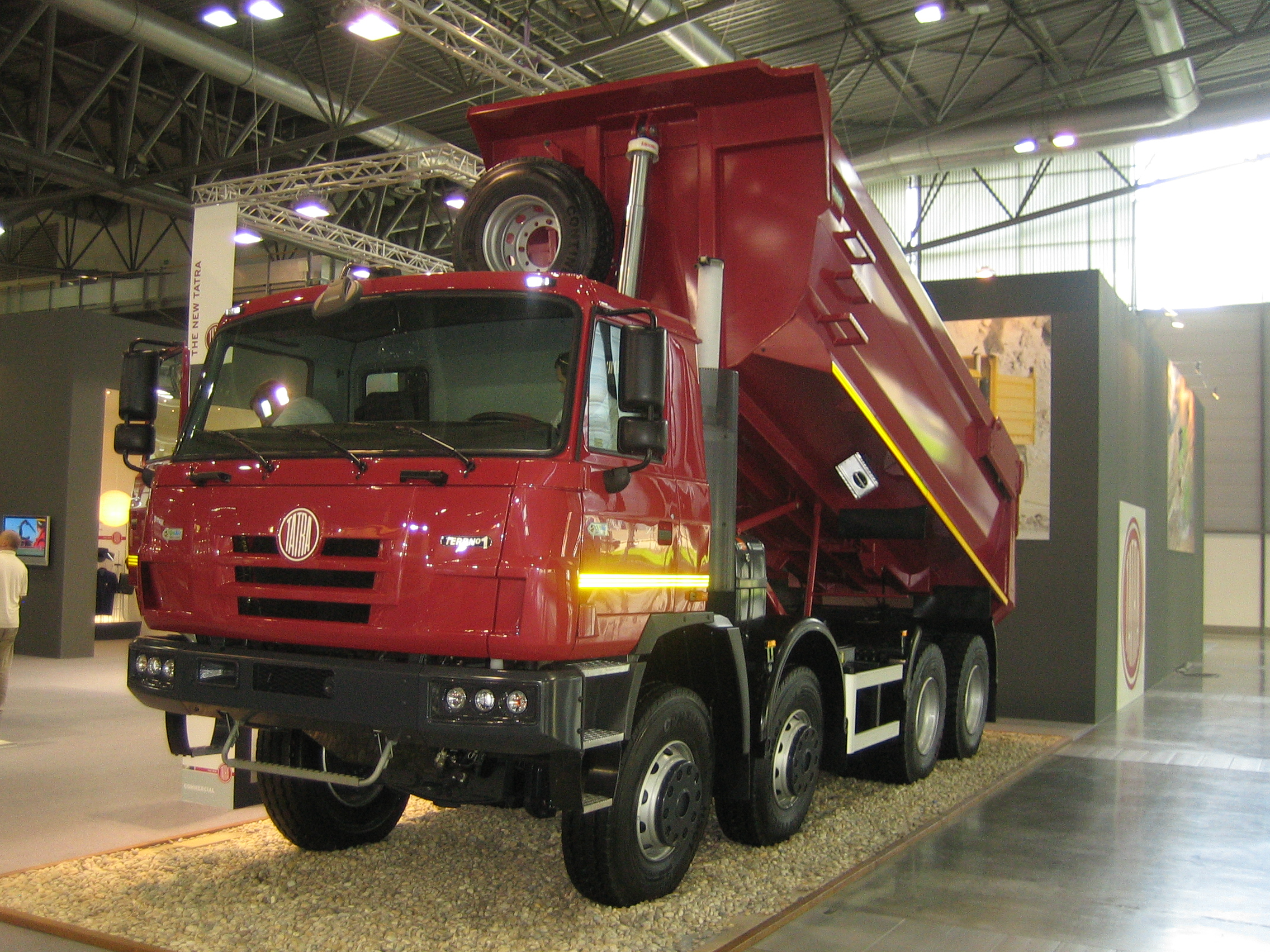
タトラT815。
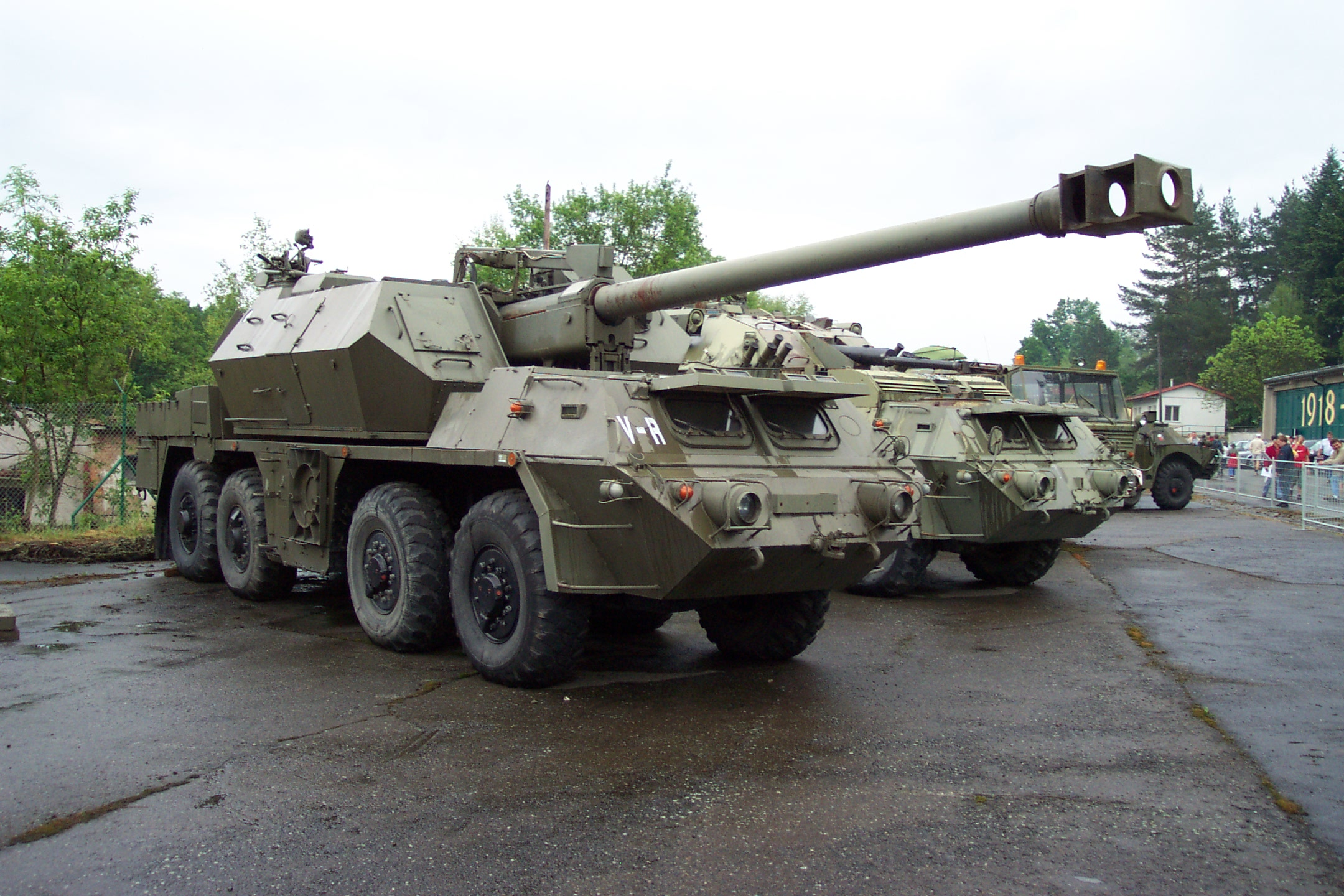
タトラT815のシャーシを利用して設計された、ダナ 152mm自走榴弾砲

## 鉄道車両
タトラブランドの鉄道車両事業はタトラ・コプジブニツェ本社のほか、路面電車製造のスミーホフ工場、鉄道車両製造のストゥデーンカ工場の系列が存在した。

### コプジブニツェ本社工場
非電化路線が多かったチェコスロバキア国鉄（Československé státní dráhy : ČSD）は、戦前から無煙化に積極的に取り組んでいて、タトラ社は鉄道客車などの製造のほか、1928年製造開始のM120形気動車を皮切りに、コプジブニツェ本社工場でČSDの初期気動車の開発・生産を行った。
1936年には当時タトラ社に在籍していたチェコ人技術者、ヨセフ・ソウセディーク（Josef Sousedík）らが開発した特急"スロヴェンスカー・ストレラ"用流線型気動車T68（チェコスロバキア国鉄形式 : M290）を製造、タトラ製気動車の代表作となった。低速域ではエンジンを発電機駆動に用いて、発進・加速に適した大トルクの電気モーターで走行、高速域ではクラッチを繋いでエンジン直接駆動で効率よく巡航する、マルチ・モードの駆動システムを備えるなど、当時気動車開発で世界をリードしたドイツやフランスにも肩を並べる先進技術を数多く取り入れていた。
タトラ本社製気動車は1956年のM131.1形小形気動車の生産終了で幕を閉じたが、現在もチェコ、スロバキア両国で複数の車両が保存されていて、一部は本線上でのリバイバル運行も行われている。

### スミーホフ工場（のちČKDタトラ・スミーホフ工場）
旧リングホッフェル鉄道工場を継承したプラハ市のタトラ国営会社スミーホフ工場では1951年以降、鉄道車両メーカーのČKD国営会社（Českomoravská Kolben-Daněk, n.p.）とともに、アメリカで開発されたPCCカーのライセンス生産による“タトラカー”と呼ばれる路面電車系列を製造し、旧共産圏を中心に世界各国に多数が輸出された。のちスミーホフ工場は1980年代にタトラ社からČKD社に移管され、ČKDタトラ・スミーホフ工場となった。
ČKD社は1994年に民営化されたが、主力だった共産圏諸国の市場を失ったことで経営が悪化し1998年に破産した。車両製造事業は総合電機メーカーのシーメンス社に、商標はチェコの投資会社11FITEに売却され、スミーホフ工場跡地は現在ショッピングモールとなっている。

### タトラ・ストゥデーンカ車両国営会社（現・シュコダ車両）
タトラ社は国営会社転換直後の1946年1月に、ストゥデーンカ市の鉄道車両メーカー、モラヴィアシレジア輸送機株式会社（Moravskoslezská vozovka, a.s.）をタトラ国営会社ストゥデーンカ工場（Tatra, n.p. závod Studénka）として傘下に編入した。同社は1950年代にタトラ・ストゥデーンカ・ブトヴィツェ車両国営会社（Vagónka Tatra Studénka-Butovice, n.p.）、のちタトラ・ストゥデーンカ車両国営会社（Vagonka Tatra Studénka, n.p.）に改称し、チェコスロバキア国鉄の鉄道車両全般を製造した。
同社は1965年にタトラ社から生産営団（VHJ, Výrobně-hospodářské jednotky）の重工業プラント部門（Závody ťažkého strojárstva）に移管され、1969年にストゥデーンカ車両国営会社（Vagónka Studénka, n.p. ）に改称されてタトラの名前を失った。民営化後、ČKD社など複数の企業による買収、売却が繰り返され、現在はシュコダ・ホールディング株式会社傘下のシュコダ車両株式会社（Škoda vagonka a.s.）となっている。

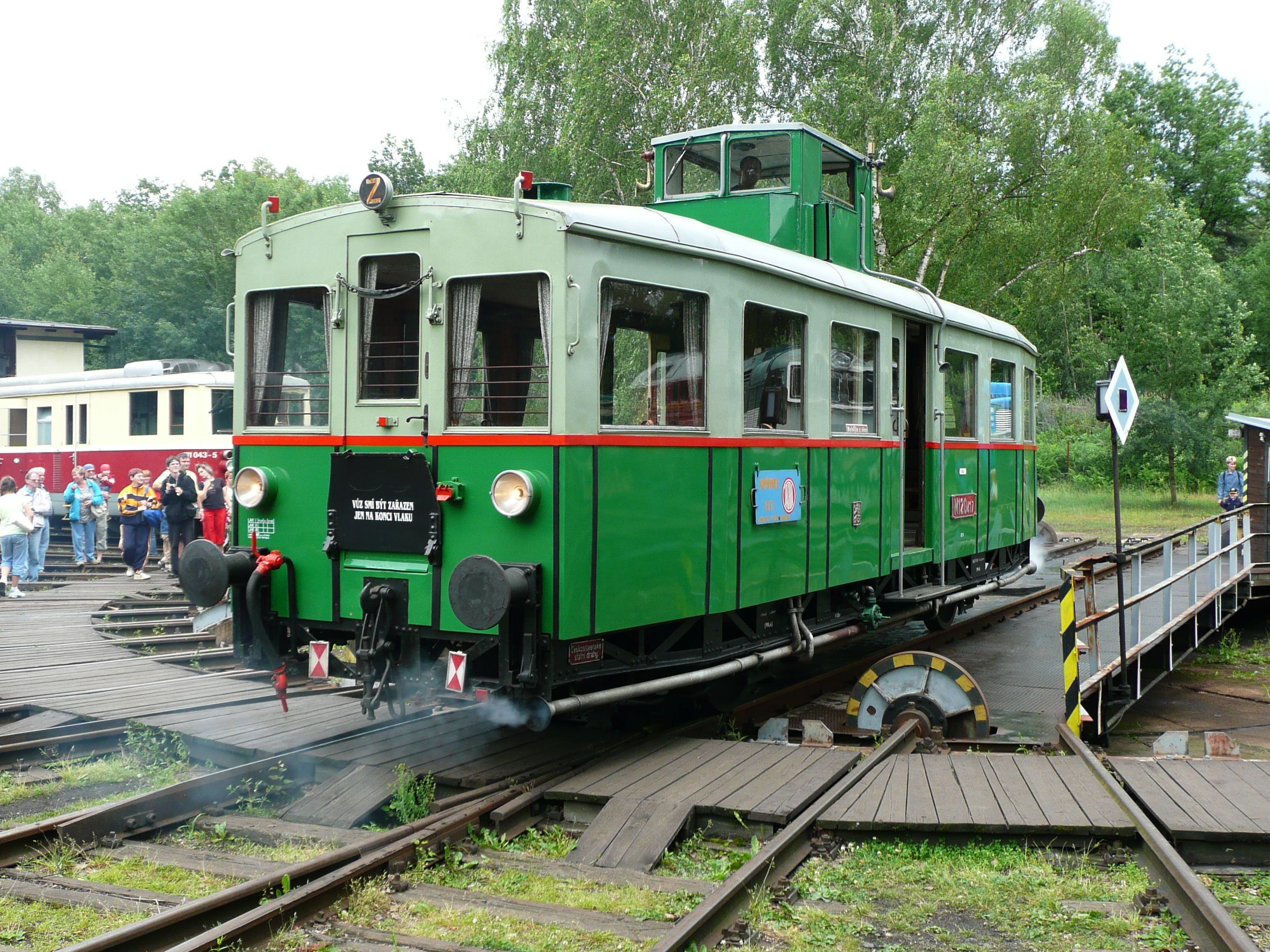
チェコで保存されているM120.4形気動車
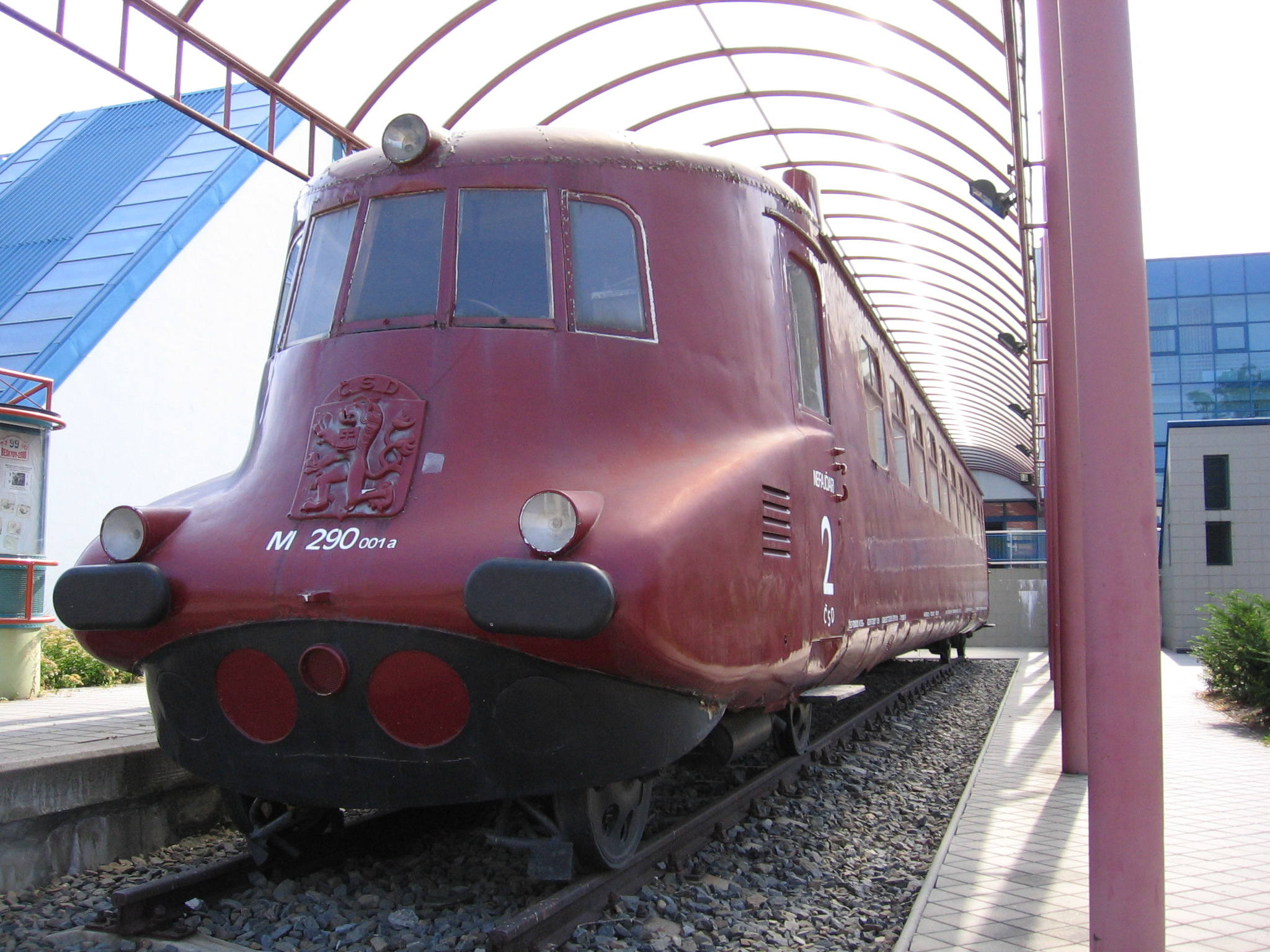
タトラ社博物館で保存されている"スロヴェンスカー・ストレラ"
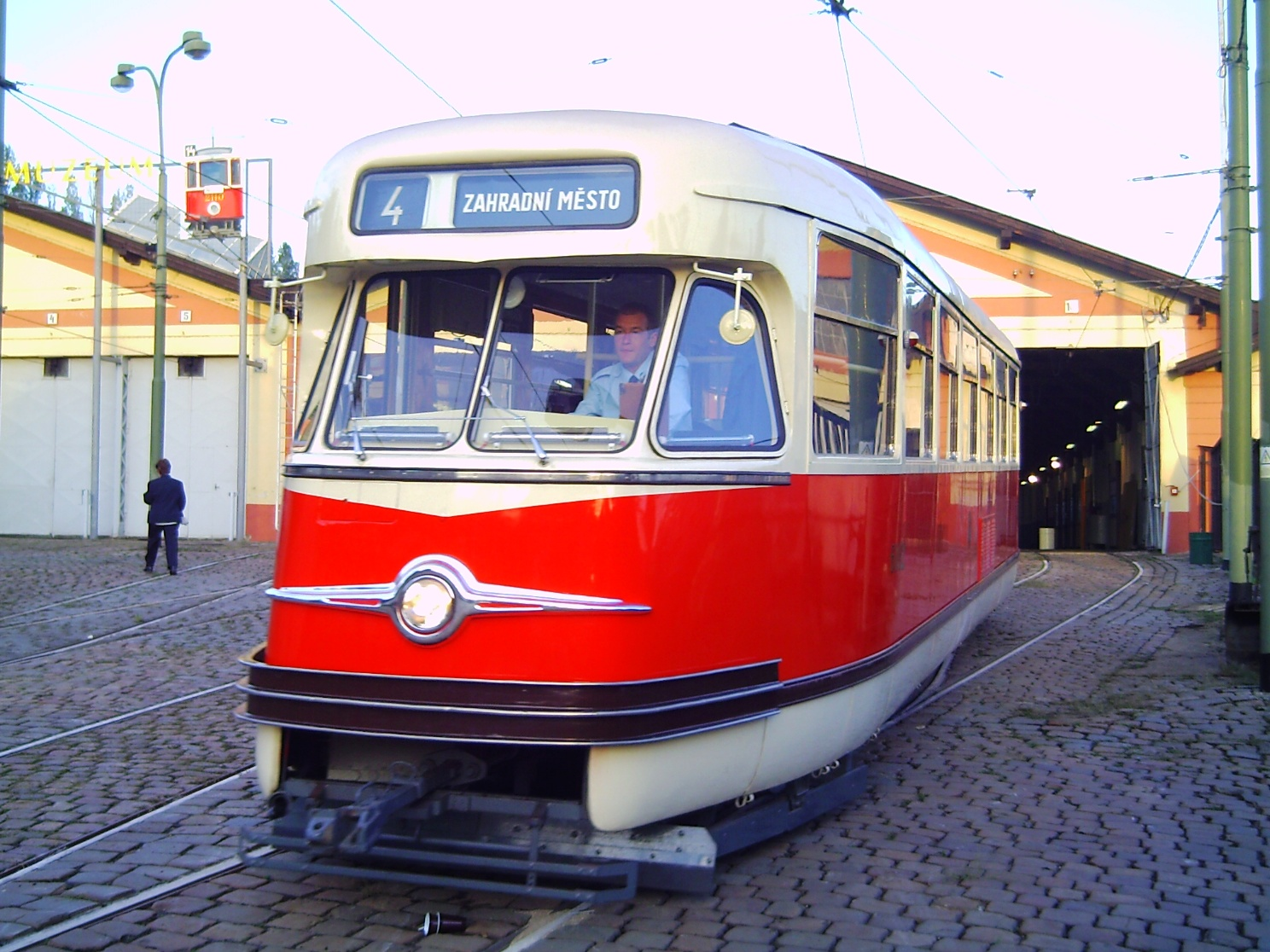
プラハを走るタトラT2形電車
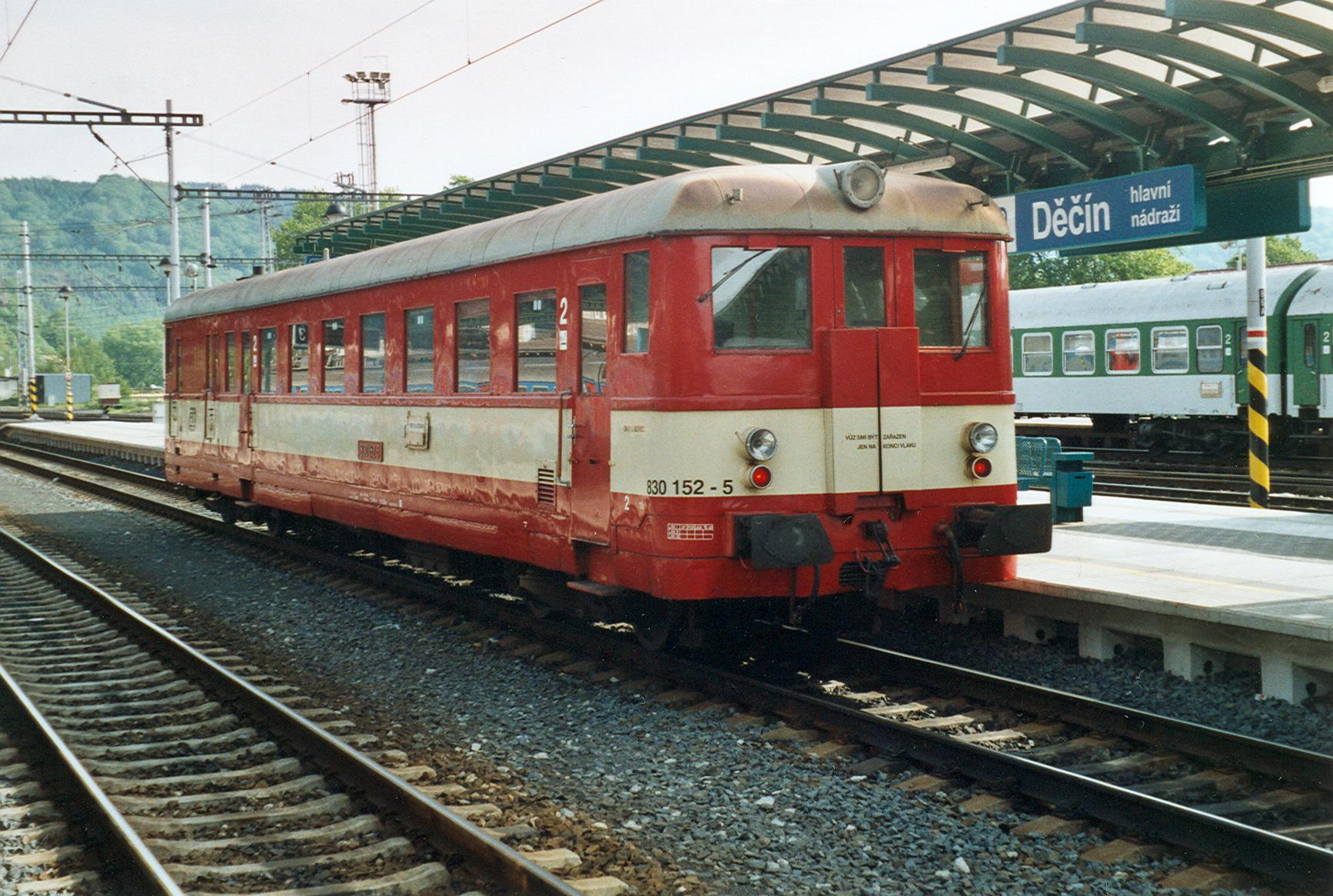
タトラ・ストゥデーンカ・ブトヴィツェ車両製のM262.0形気動車（チェコ鉄道830形）

## 航空機

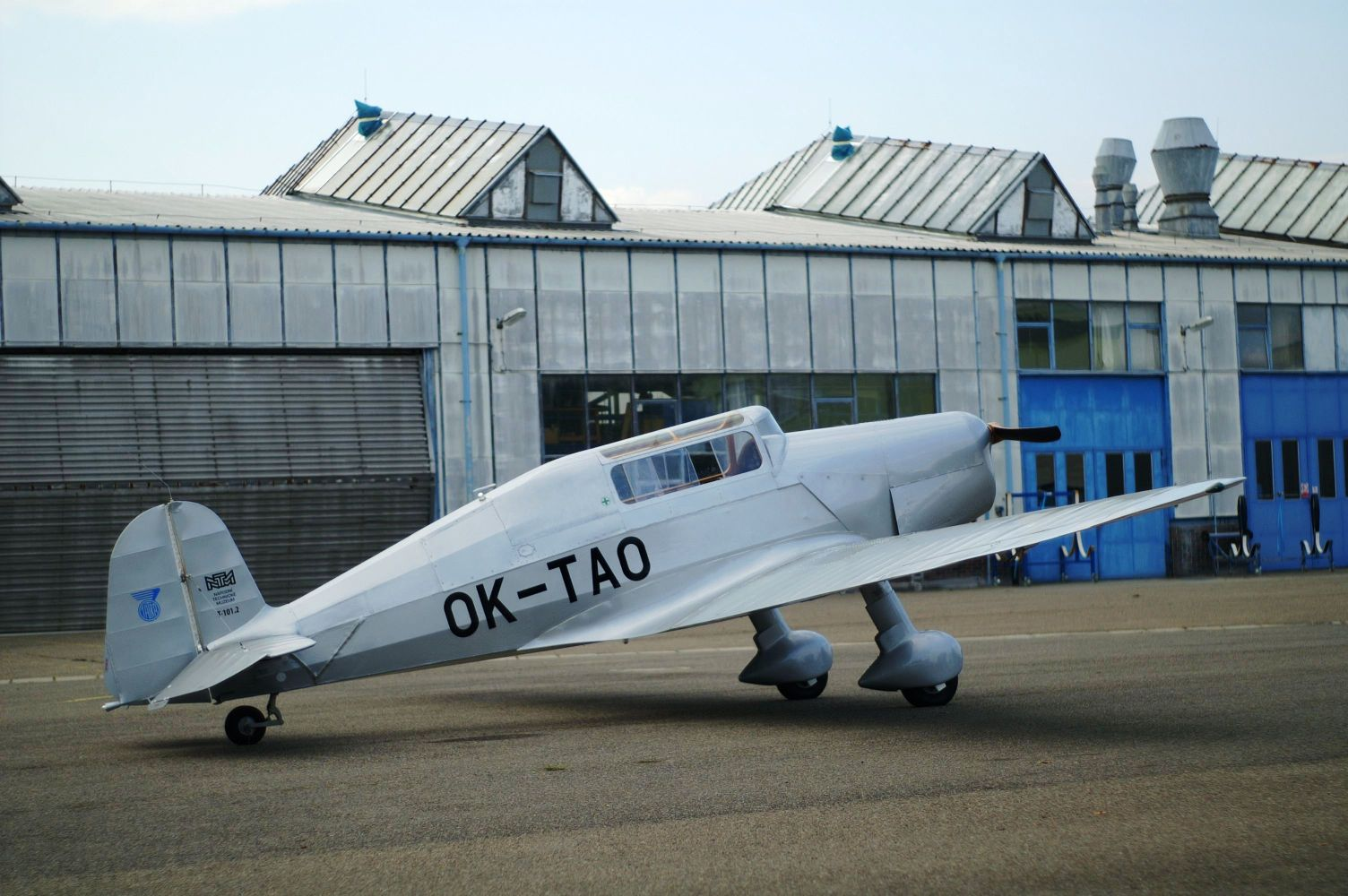
T101型競技用飛行機

タトラ社は1934年から航空機生産にも乗り出し、ドイツの曲技用飛行機ビュッカーBü131ユングマンのライセンス生産（タトラ社型式 : T131）を開始。T131を含む練習機や曲技用飛行機など小型機6型式および航空機用エンジン3型式を生産した。
このほかT002型双発小形輸送機など3型式の開発計画があったが、ドイツによる1938年のチェコスロバキア侵攻に伴い計画は停止された。翌1939年にはT131型の生産がドイツ空軍向け航空機生産を行うことになった国内の航空機メーカー、アエロ・ヴォドホディ社に移管され、タトラ社の航空機事業は終了した。
タトラ社はのち、民主化後の1993年ごろに、競技・曲芸用飛行機向けエンジンの開発・生産を復活させようとしたが、実現しなかった。